# 早稲田大学
早稲田大学（わせだだいがく、英語: Waseda University）は、東京都新宿区に本部を置く日本の私立大学。略称は早大（そうだい）。

## 概説

### 大学全体
大隈重信が明治十四年の政変による下野後に設立した東京専門学校を前身とする四年制の大学である。1920年（大正9年）に日本の私立大学では慶應義塾大学などと共に最も古い段階で大学令に基づく大学となった（詳しくは旧制大学参照）。2019年時点で、10の学術院のもと13学部・25研究科（大学院）を設置している。国際交流が盛んで、特にアジアからの外国人留学生が多い。
大隈重信が明治の代表的な政治家の一人であり、イギリス流の政治経済学を中心とする大学をモデルに設計されていることから政治経済学部を看板学部とし、政治経済学部を中心に政界・財界に多くの人材を輩出しているのをはじめとして、出版・新聞・文学などの分野でも多くの卒業生が活躍している。イギリスの教育専門誌『タイムズ・ハイアー・エデュケーション』による2017年の日本版ランキングでは、私大1位に認定された。
早稲田大学は、東京専門学校時代から、文部省「特別認可学校規則」や専門学校令の特例適用、大学令による私立大学として最初期の認可などを受けてきた。政治学・法律学・文学・商学・理工学・教育学・芸術・スポーツなど様々な分野で、近代日本国家の教育・研究分野の形成をリードしてきた学校であり、上述の慶大と共に「私学の雄」と並び称され、私立大学の最高峰に位置付けられることが多い。
同窓会は「稲門会」（とうもんかい）と称され、 早稲田大学校友会に登録している「登録稲門会」に限っても1,300を超える団体が存在し、国内有数の学閥となっている。

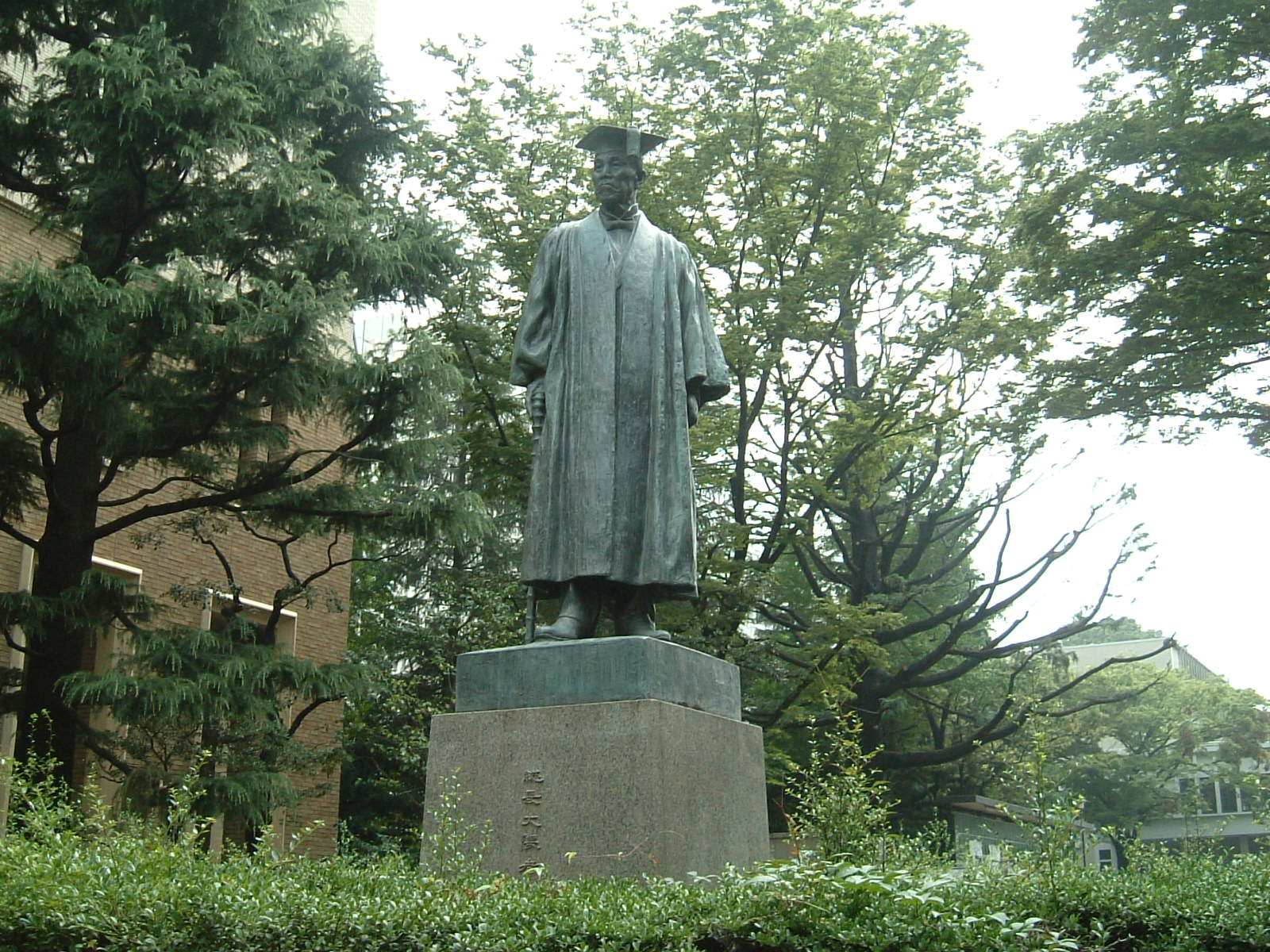
大隈重信像（朝倉文夫作）。登台した学生は退学の内規あり。
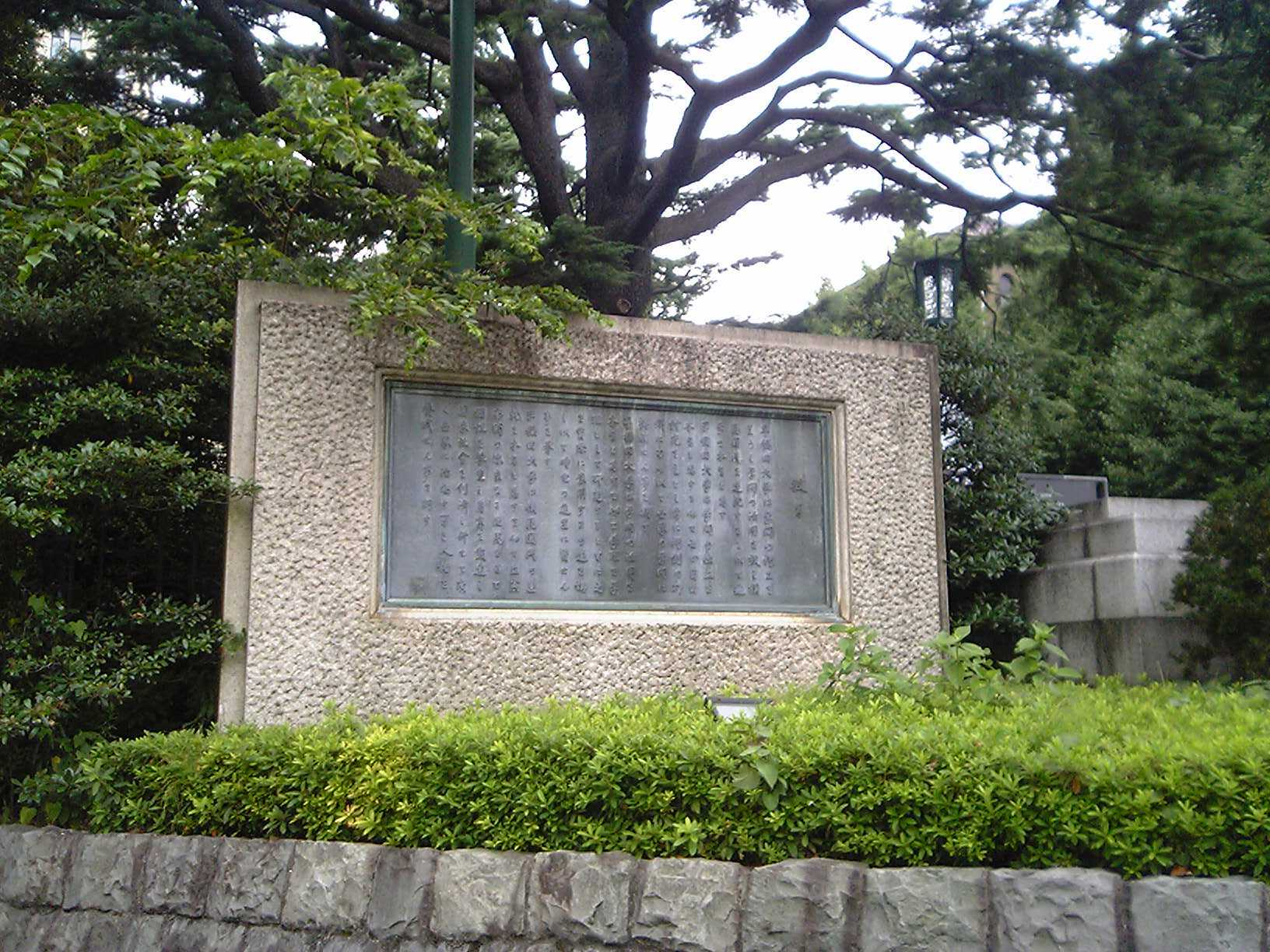
「早稲田大学教旨」の碑

### 建学の精神
1913年（大正2年）当時の総長大隈重信は、前身となる東京専門学校の創立30周年記念祝典において、早稲田大学教旨を宣言した。
「学問の独立」「学問の活用」「模範国民の造就」を基本理念としている。
早稲田大学教旨は、高田早苗、坪内逍遥、天野為之、市島謙吉、浮田和民、松平康国などが草案を作成し、大隈重信が校閲のうえ発表した。1937年（昭和12年）に教旨の碑文が早稲田大学正門前に設置された。碑文の刻字は、前島密が1915年（大正4年）に揮毫した自筆が元であり、原本は大学に保存されている。
戦後（1949年）、「立憲帝国の忠良なる臣民として」の14文字は「主権在民を謳った新憲法にふさわしくない」として教旨から削除されたが、正門前の「早稲田大学教旨」の碑に刻まれた語句については「思想の変遷を知る歴史的文書としてそのままに保存することがかえって記念碑の趣旨に副う」として削られることはなかった。現在、石碑は正門の外側左に移設され、大学の外から誰でも自由に見られるようになっている。
建学の祖グイド・フルベッキ
『早稲田大学百年史』に「最も直接的な建学の基礎的感化を与えたのはグイド・フルベッキである。フルベッキがなかったら、早稲田大学はなく、建っても、勿論、ひどく形式、精神の異なったものとなったであろう」という記述がある。大隈重信は長崎の佐賀藩藩校「致遠館」でフルベッキに英語を習った。教材は新約聖書、アメリカ独立宣言などであった。「アメリカ独立宣言を起草したジェファーソンは、合衆国に民主主義の政治を実行するためには青年を教育することが必要としてバージニア大学を創設した。ジェファーソンと同じ考えで私は早稲田大学を創設した」と述べ、「フルベッキなくして大隈なし、大隈なくして早稲田大学なし」としてフルベッキを建学の祖と称えている。

### 大学名の由来

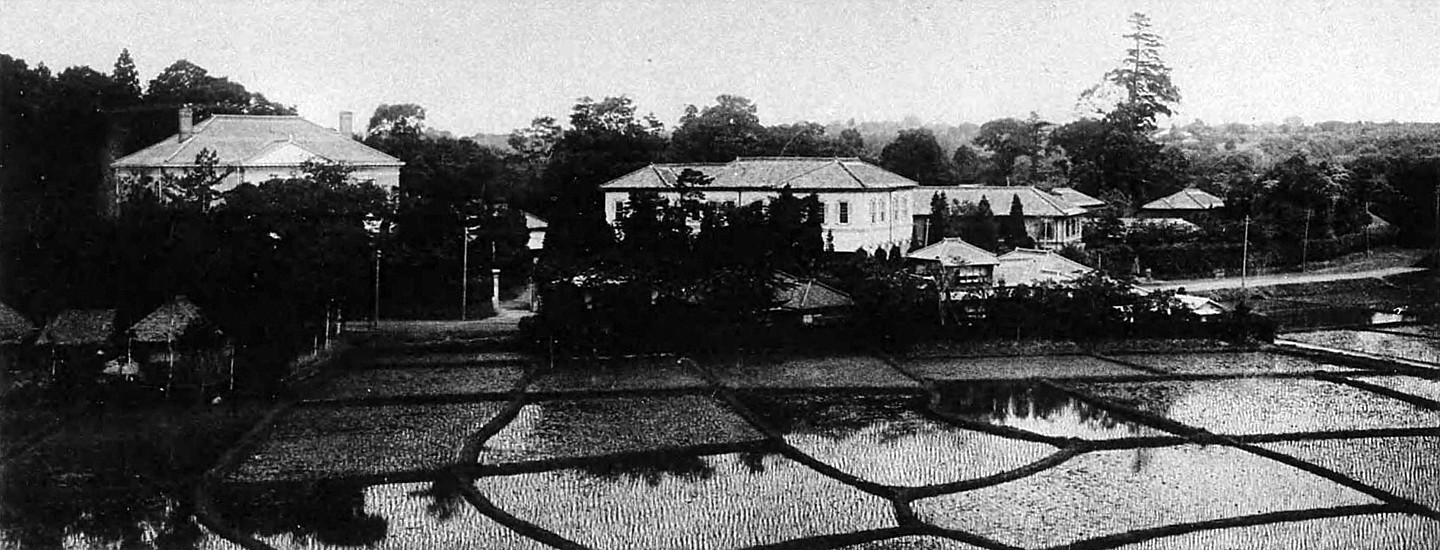
1890年頃の東京専門学校

早稲田大学は、1882年（明治15年）10月21日に創設した「東京専門学校」を前身とする。当初は、創立者・大隈重信の別邸が東京府南豊島郡早稲田村に、また、校舎が同郡戸塚村にあったことから、関係者には「早稲田学校」「戸塚学校」と呼ばれていたが、最終的には「東京専門学校」と名付けられた。1892年頃には、専門学校の別名として「早稲田学校」と呼ばれるようになった。以後、1902年9月2日付で、専門学校から大学への昇格を機に、大隈によって代表される早稲田の地名をとり「早稲田大学」と改称した（常用漢字の改正以前は、「稲」は、「旧」ではなく「臼」の「稻」を使い、「早稻田大學」と表記していた。卒業時の学位記を納める楯には現在も旧字体が使われている）。

## 沿革
（沿革節の主要な出典は公式サイト）

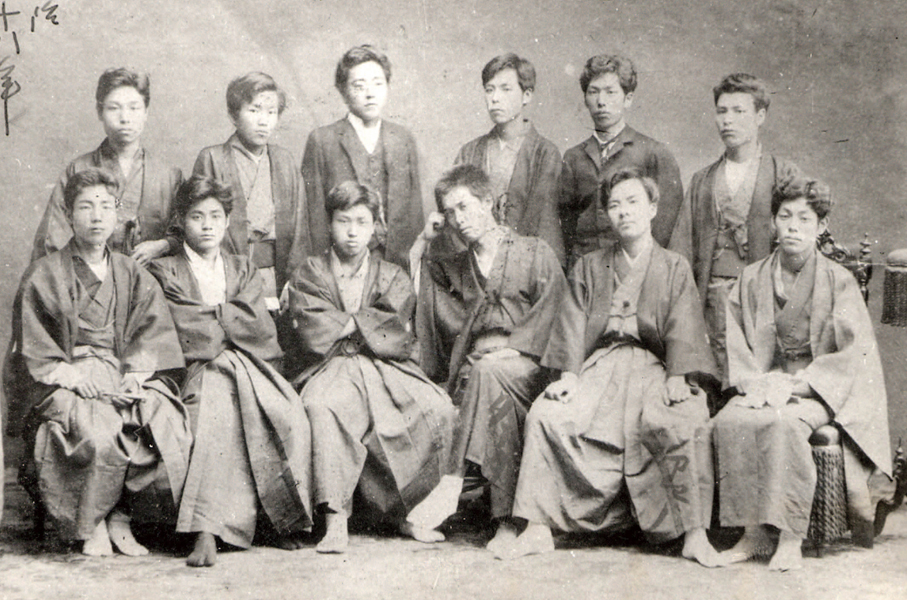
初期東京専門学校の学生と教員（前列右から坪内逍遥、天野為之、高田早苗）

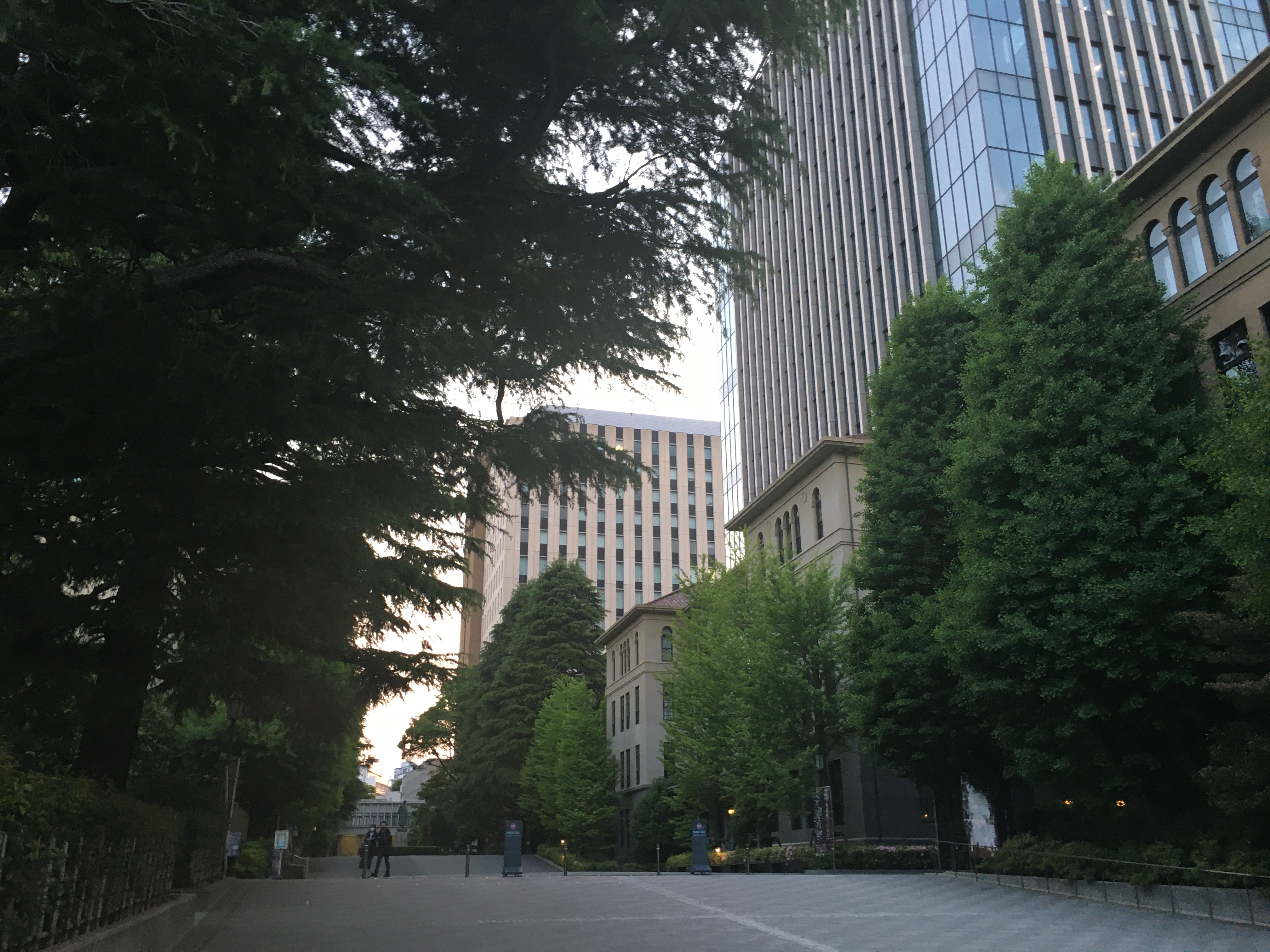
2022年の3号館付近

1882年（明治15年）に大隈重信が小野梓ら鷗渡会員の協力を得て創立した東京専門学校が前身である。政治経済学科、法律学科、理学科、英学科を設置し（理学科は間もなく廃止）、最初の入学者は80名であった。小野梓は開校式で「学問の独立」を表明したが、当時の藩閥政府はこれを信用せず、東京専門学校を「謀叛人養成所」とみなして様々な圧迫を加えたため存立の危機に直面したこともあった。
その後1890年（明治23年）に坪内逍遥らが文学科を創設。1902年（明治35年）に早稲田大学と改称、さらに1903年（明治36年）に高等師範部、1904年（明治37年）に商科、1909年（明治42年）に理工科を新設した。
1920年（大正9年）2月5日に大学令に基づく大学設立が認可され、5学部（政治経済、法、文、商、理工）、大学院および高等学院を設置した。
1949年（昭和24年）、新制大学設置の認可を受けて11学部（第一・第二政治経済、第一・第二法、第一・第二文、教育、第一・第二商、第一・第二理工）を設置。その後1960年代以降に第二文学部以外の第二学部を廃止し、社会科学部を設置した。施設面では戸山キャンパスが第一・第二文学部、大久保キャンパス（現・西早稲田キャンパス）が理工学部のキャンパスとなった。
1980年代以降の創立100周年記念事業で所沢キャンパスに人間科学部を設置し、安部球場跡地に総合学術情報センターを新設した。
2000年代以降にスポーツ科学部と国際教養学部、第一・第二文学部の改編により文学部と文化構想学部、理工学部の改編により基幹理工学部、創造理工学部、先進理工学部を設置した。

### 年表

#### 前史

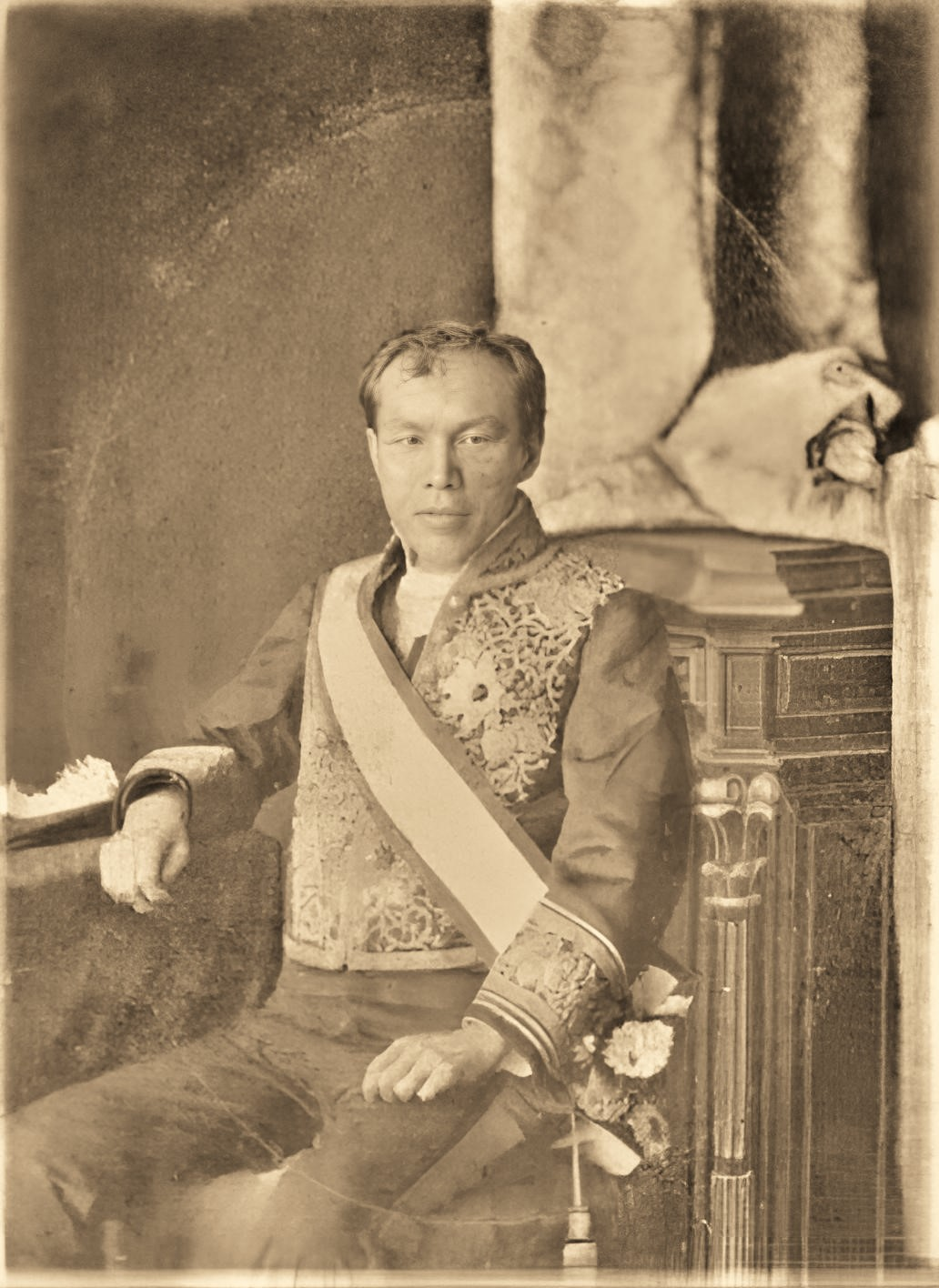
大隈重信

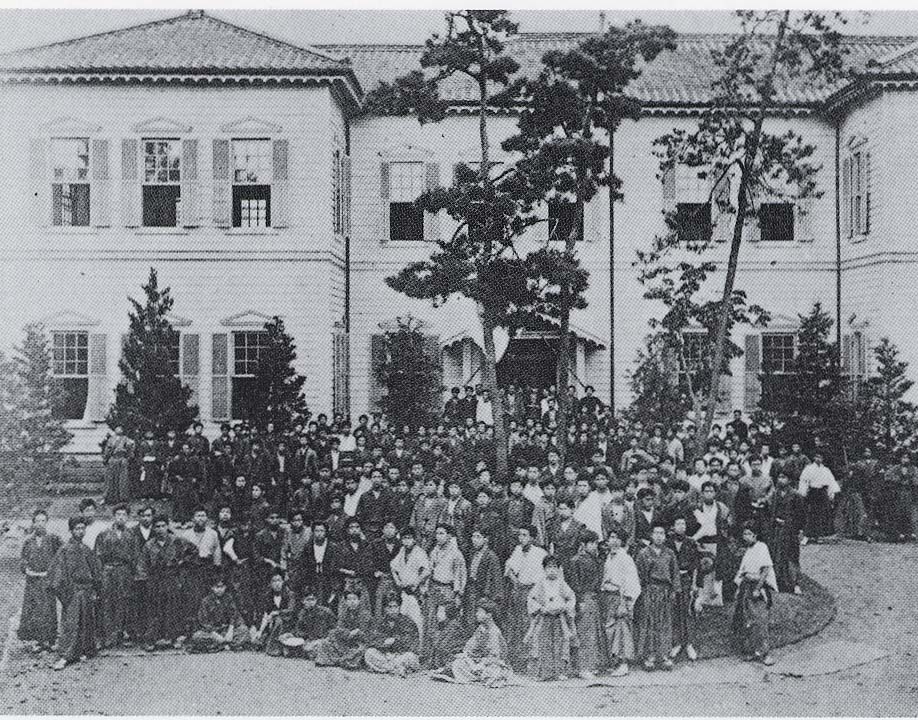
東京専門学校（1884年5月）

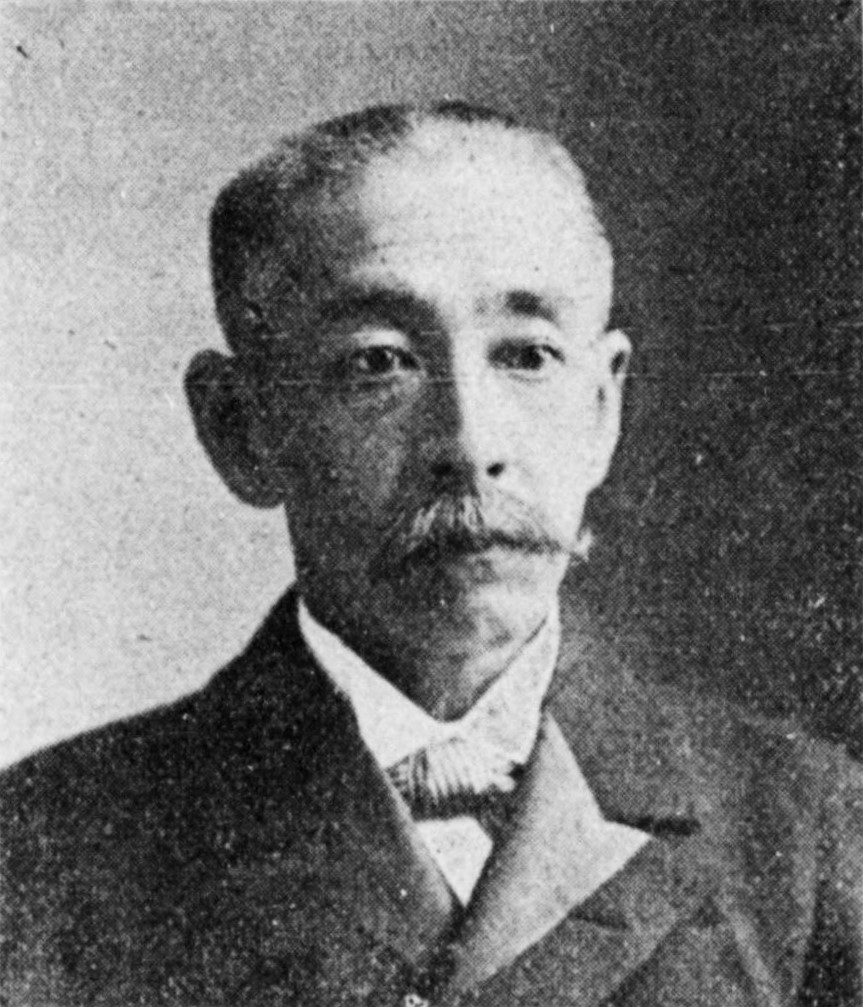
大隈英麿（東京専門学校初代校長）

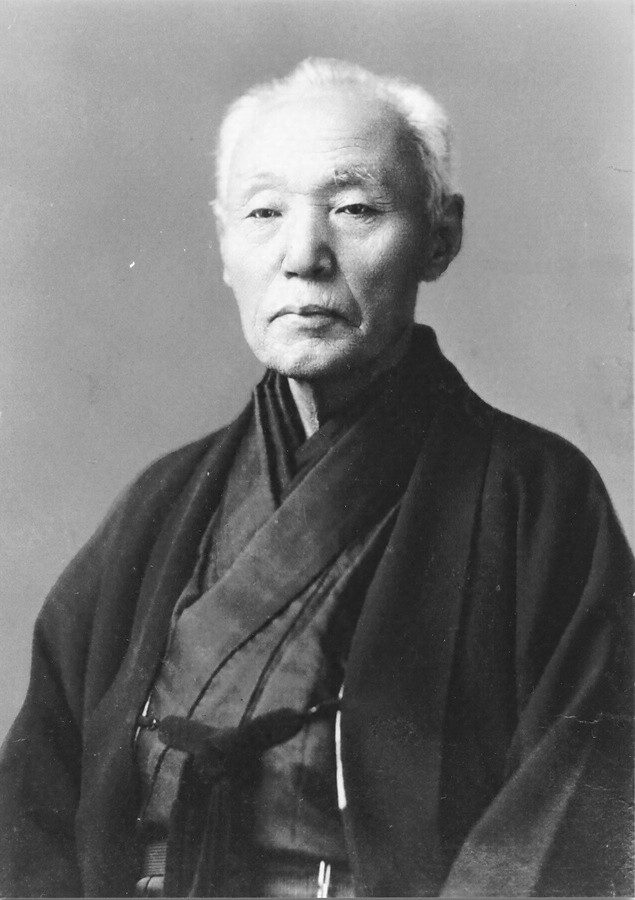
前島密（第2代校長、日本における郵便制度の創設者の一人）

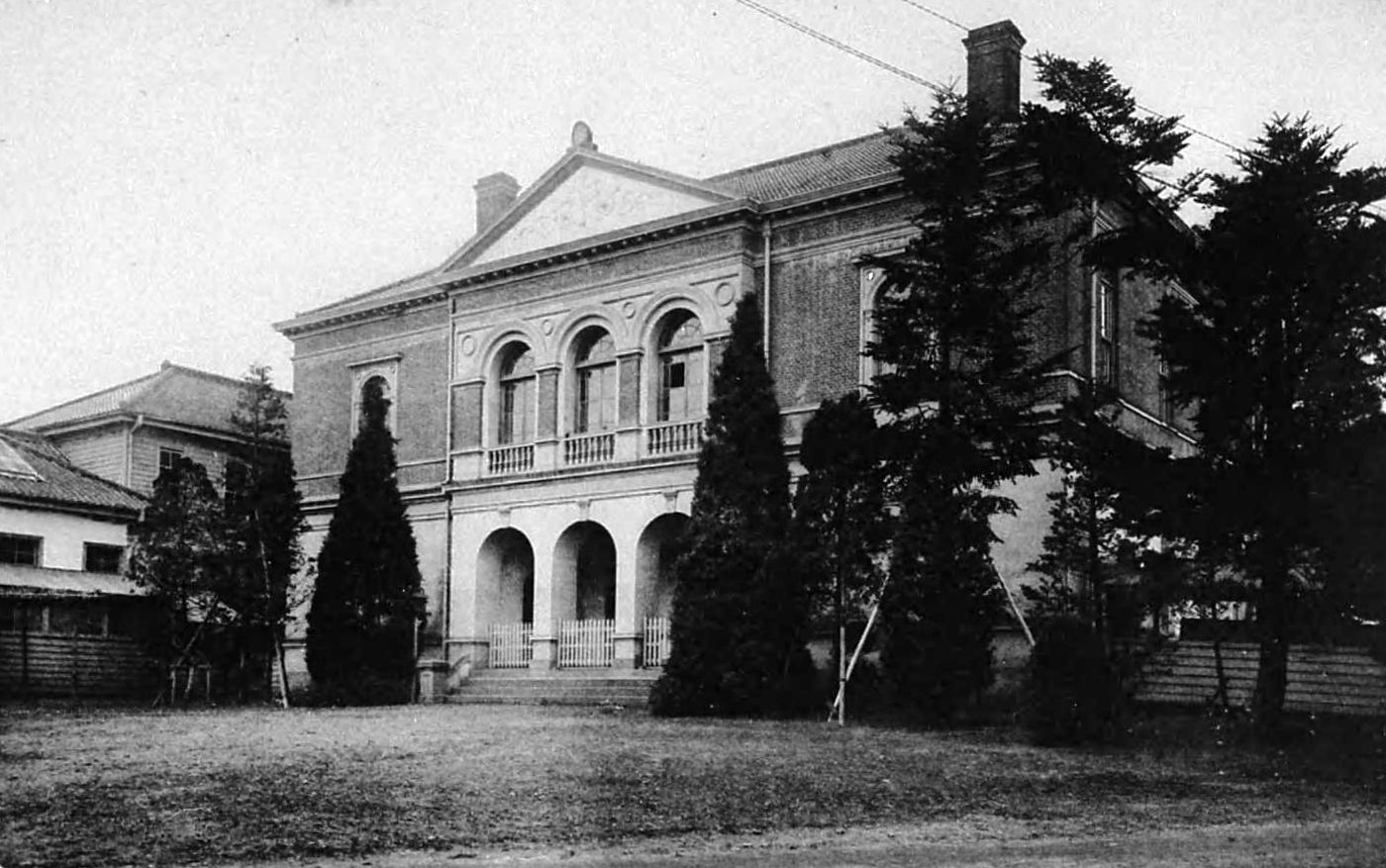
煉瓦造り2階建の大講堂（関東大震災で倒壊）

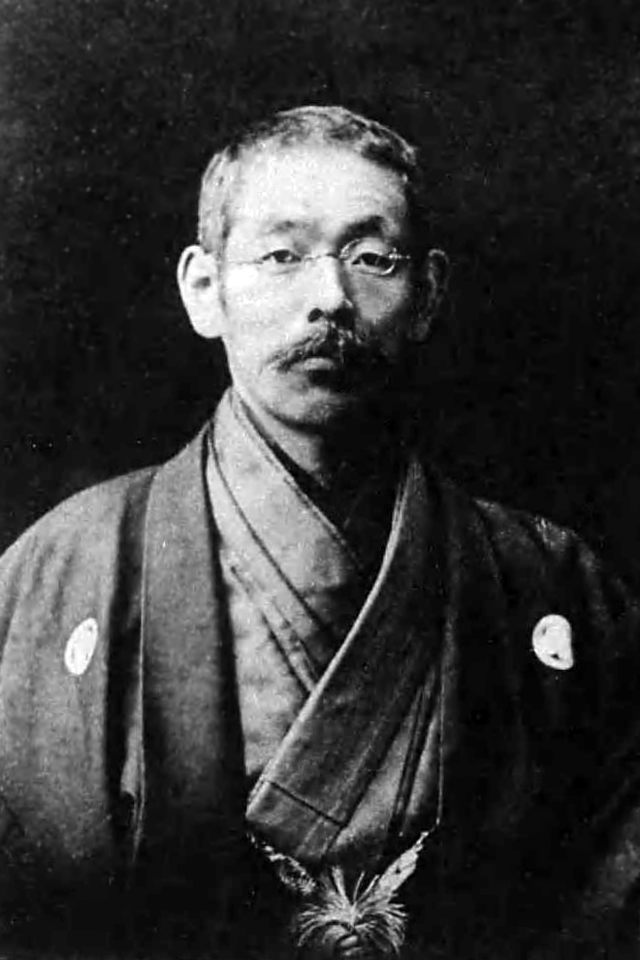
坪内逍遥（文学科を創設）

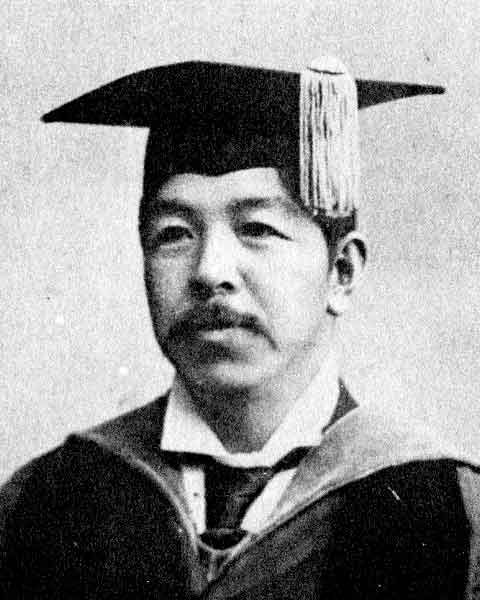
鳩山和夫（第3代校長、外務次官・衆議院議長を歴任）

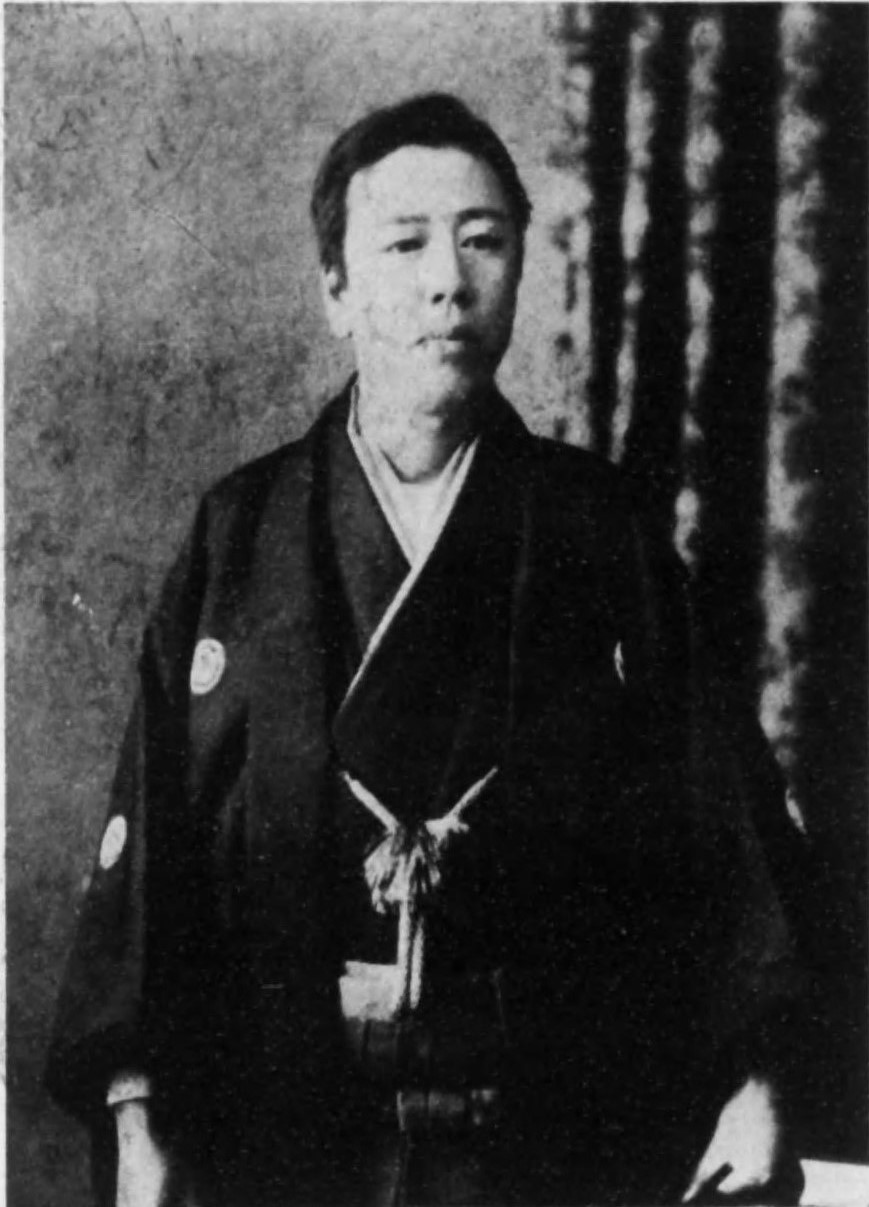
市島謙吉（早稲田大学初代図書館長。随筆家としても知られる）

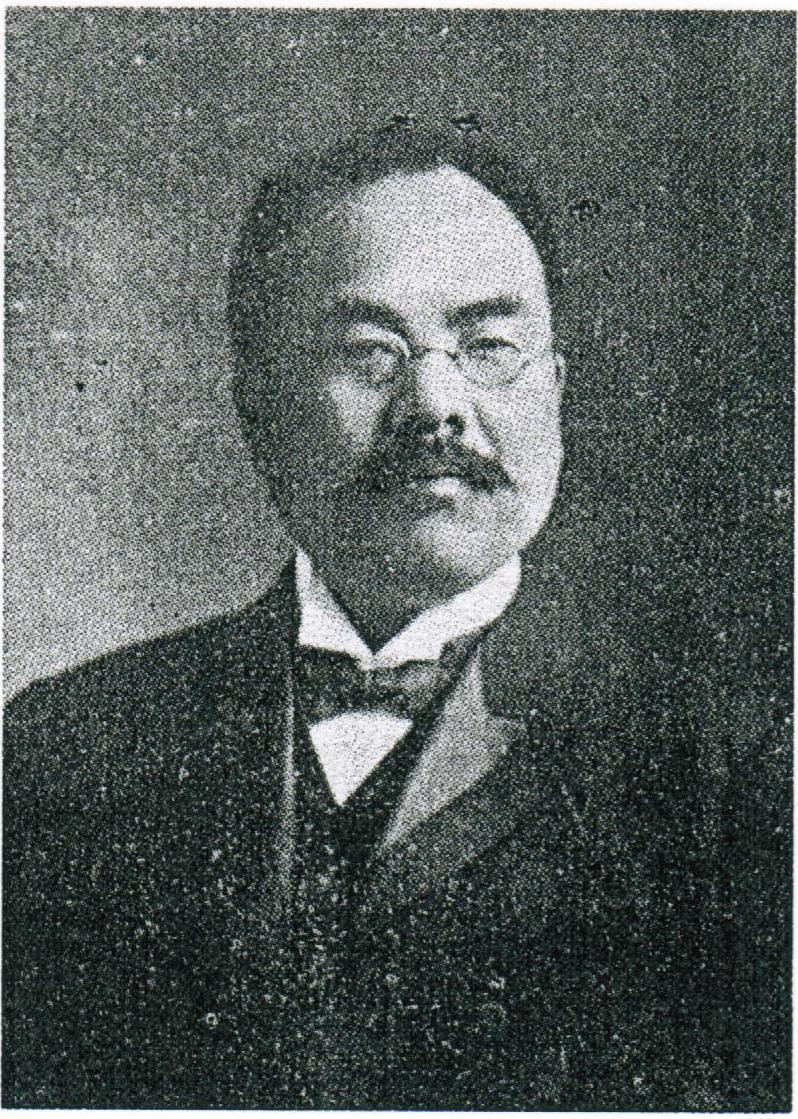
天野為之（初代商科長・第2代学長）

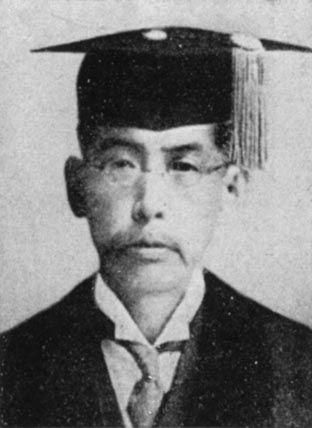
高田早苗（早稲田大学初代学長・第3代総長）

- 1781年（天明元年）- 佐賀藩第8代藩主鍋島治茂が儒学者の古賀精里に命じ藩校「弘道館」を設立。
- 1844年（弘化元年）- 早稲田大学創立者大隈重信が弘道館入学。
- 1856年（安政3年）- 大隈重信、蘭学寮に入学。
- 1867年（慶応3年）- フルベッキを講師として、鍋島直正が長崎五島町の佐賀藩諫早家の屋敷内に佐賀藩英学校「蕃学稽古所」を設立[16][17]。
英学校設立に尽力した大隈重信が教頭格、副島種臣が舎長（督学）を務める。稽古所設立以前から副島と大隈はフルベッキから英語と聖書を学ぶ[注釈 3][16][11]。
- 1868年（慶応4年）- 蕃学稽古所が英学校「致遠館」と改称[16][17]。フルベッキは新約聖書とアメリカ合衆国憲法をテキストに授業し、それ以外の授業は大隈と副島が担当[19]。
- 1881年（明治14年）10月 - 明治十四年の政変により大隈重信下野[20]。

#### 東京専門学校
- 1882年（明治15年）
  - 4月 - 大隈重信、小野梓ら鷗渡会員に学校設立の話を持ちかける[21]。
  - 8月 - 校名を東京専門学校と決定[22]。
  - 9月 - 「私塾設置願」を南豊島郡長を経て東京府知事に提出（28日認可）[23]。
  - 10月21日 - 開校式を挙行。入学生80名。校長大隈英麿の開校宣言、天野為之の演説、成島柳北の祝辞に続いて小野梓が登壇し、「学問の独立」の精神を宣言[24]。政治経済学科、法律学科、理学科、英学科を設置。
  - 入学者は年末までに152名に達した[25]。
- 1883年（明治16年）
  - 5月 - 講師教員学生合同懇親・大運動会、飛鳥山に開催（運動会の始まり）[26]。
  - 8月 - 坪内逍遥が講師に加わる。
  - 9月 - 予科を設置（修業年限1年）。政治経済学科を「政治学科」と改称。理学科を廃止して土木工学科設置。
- 1884年（明治17年）
  - 1月 - 以文会発足（学生・教職員による親睦団体で、同年5月同攻会と改称）。
  - 3月 - 大隈重信、飯田町雉子橋から早稲田に本邸を移す。
  - 7月 - 第1回卒業式を挙行。
  - 9月 - 政治経済学科を政治学科と改称。
  - 12月 - 都心部への学校移転案が浮上する。
- 1885年（明治18年）
  - 6月 - 評議員会、神田移転案を否決。また、法律学科廃止案についても存続と決定。
  - 9月 - 高等科（のちの研究科）を設置。英学科を兼修英学科と改称のうえ専修英学科を新設。土木工学科の学生募集を停止。
  - 12月 - 校友会を結成[27]。
- 1886年（明治19年）
  - 1月 - 小野梓死去。
  - 4月 - 第1回校友会を開催。
  - 5月 - 校外生制度を発足させ、『早稲田講義録』を発行[注釈 4]。
  - 8月 - 私立法律学校特別監督条規制定（同年11月法学部が帝国大学特別監督下に入る）。
  - 9月 - 学部制を施行し政治学科・法律学科・英学科をそれぞれ政学部・法学部・英学部と改称。修業年限を4年に延長。
- 1887年（明治20年）
  - 5月 - 大隈重信の寄進により赤煉瓦の大講堂落成（図書室が同講堂1階に移転）。
  - 9月 - 前島密が第2代校長に就任。校外生規則を制定。政学講義会、東京専門学校出版局と改称（早稲田大学出版部の前身）。
- 1888年（明治21年）
  - 3月 - 五大法律学校連合大討論会に参加[注釈 5]。
  - 6月 - 文部省令「特別認可学校規則」公布にともない学部制・高等科の廃止。修業年限3年の政治科・法律科（司法科＝第一法律科）・行政科（第二法律科）・英学本科・英語兼修科を設置。
  - 7月 - 卒業式において成績優秀者に大隈綾子名で賞品を授与（1918年まで）。
  - 擬律擬判（模擬裁判）開始。
- 1890年（明治23年）
  - 7月 - 鳩山和夫が第3代校長に就任。第1回衆議院議員総選挙で高田早苗・天野為之・磯部四郎・関直彦（講師）、堀越寛介（卒業生）当選。
  - 9月 - 坪内逍遥らによって文学科を創設。貴族院子爵議員に舟橋遂賢（卒業生）選出。
  - 11月 - 第1回大演説討論会を開催。
- 1891年（明治24年）
  - 4月 - 第1回擬国会を開催。
  - 9月 - 政学部・法学部・文学部の3学部制を復活。英語普通科を専修英語科、英語兼修科を兼修英語科と改称。
  - 10月 - 『早稲田文学』創刊。
  - 11月 - 哲学者大西祝を文学科講師に迎える。
- 1892年（明治25年）10月 - 創立10周年祝典挙行。
- 1893年（明治26年）
  - 8月 - 各地の校友会と連携して巡回学術講演会を開催。
  - 9月 - 研究科を新設（修業年限2年）。
  - 12月 - 司法省告示により司法省指定学校となり、判事検事登用試験の受験資格が法律科に与えられる。
- 1894年（明治27年）
  - 1月 - 校友会、初の推選校友10人を決定。
  - 9月 - 法律科在学中の徴兵猶予と卒業後の1年志願兵の資格授与。
- 1895年（明治28年）4月 - 早稲田倶楽部（体育部の前身）発会。
- 1896年（明治29年）
  - 1月 - 早稲田法学会発足。
  - 4月 - 早稲田尋常中学校開校。
  - 9月 - 専修英語科を廃して英語学部を新設（4年制）。
  - 11月 - 早稲田文学会発足。
- 1897年（明治30年）
  - 2月 - 体育部規則を制定。
  - 3月 - 早稲田学会設立、機関誌『早稲田学報』発刊。七徳堂（体育館）開館。
  - 7月 - 創立15周年祝典に大隈重信臨席[注釈 6]。
  - 9月 - 兼修英語科廃止。
  - 11月 - 早稲田経済会設立。
- 1898年（明治31年）
  - 6月 - 第1次大隈内閣成立（11月総辞職）。
  - 9月 - 文学部に史学科新設。
  - 11月 - 東京府知事、東京専門学校の社団法人化を認可。
- 1899年（明治32年）
  - 2月 - 英語学部廃止。
  - 3月 - 高等予科（現：早稲田大学高等学院）を開設。
  - 7月 - 文学部卒業生に中等教員免許無試験検定認可。
  - 9月 - 清からの留学生を受け入れる。
  - 10月 - 早稲田経済学会発足。
  - 12月 - 徴兵猶予の特典を政学部および文学部にも適用。
  - 早稲田政学会発足。
- 1900年（明治33年）
  - 2月 - 学監を新設（高田早苗が就任）。
  - 3月 - 私立学校令による認可学校となる。
  - 9月 - 初めての海外留学生2名（坂本三郎と金子馬治）をドイツに派遣。
- 1901年（明治34年）
  - 4月 - 文部大臣、高等予科および大学部、専門部を開設するための改正学則を認可。早稲田実業中学開校。
  - 11月 - 同志社出身の安部磯雄体育部長により野球部が設置される[注釈 7]。
  - 12月 - 教室と校門に電灯を設置。

#### 「大学」自称期
- 1902年（明治35年）

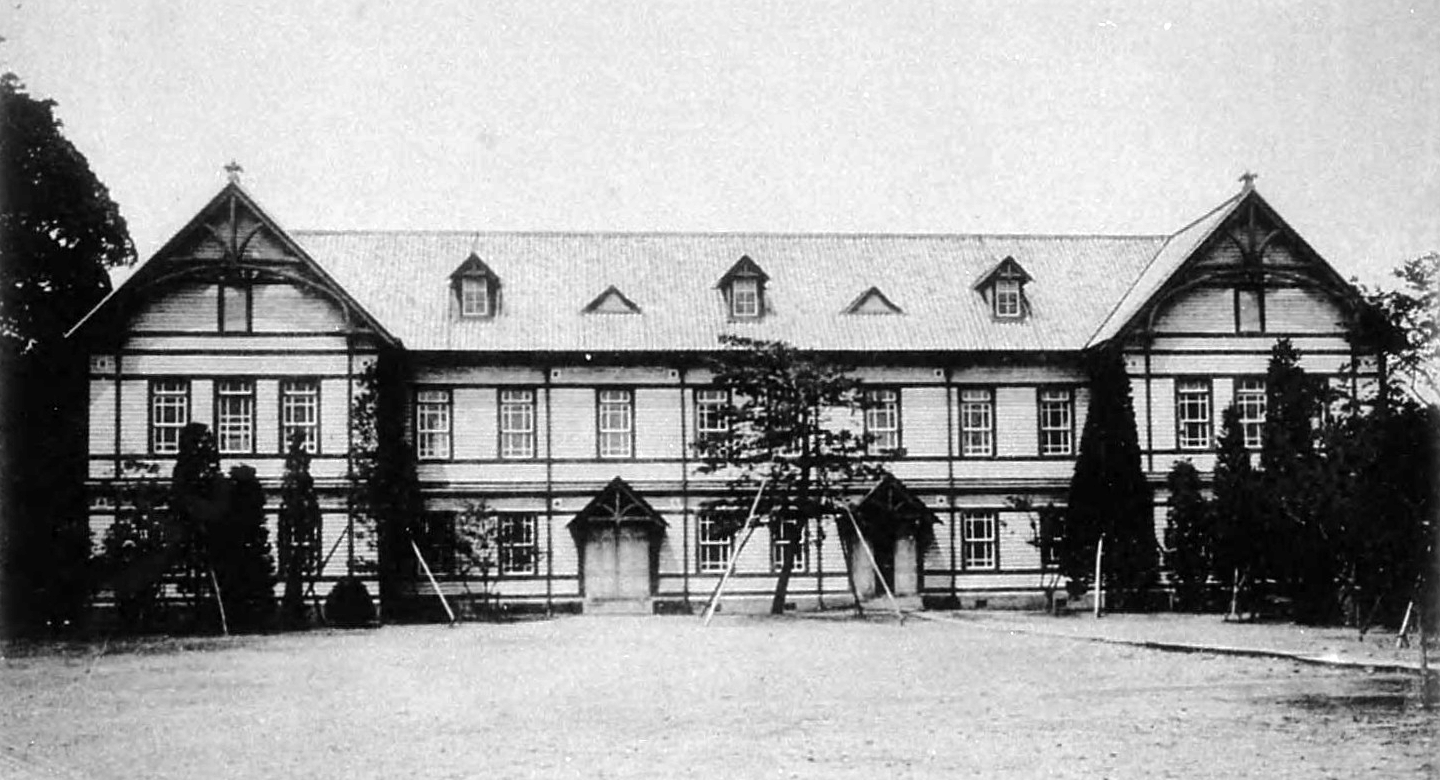
高等予科校舎（1903年頃）

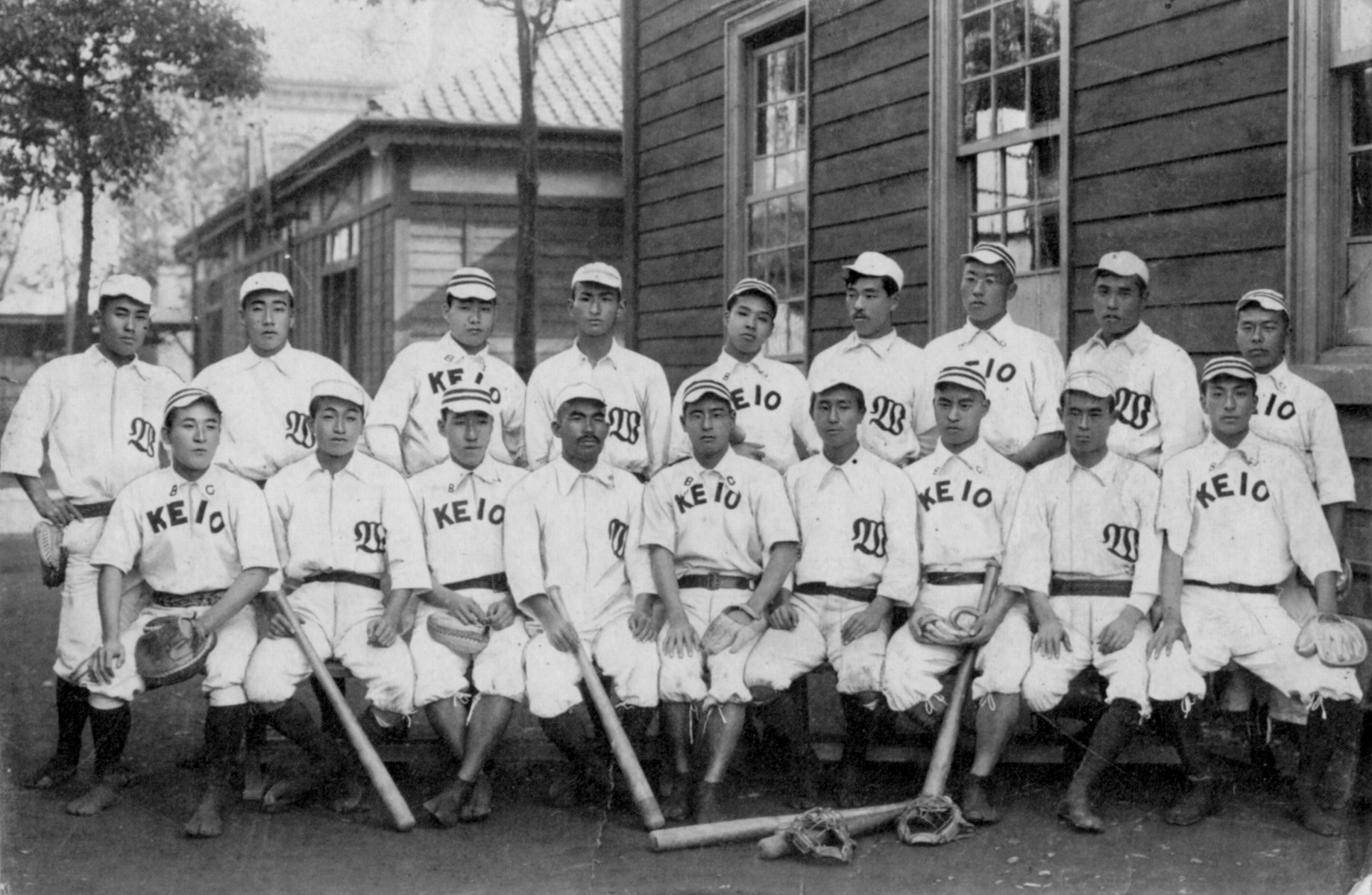
第1回早慶戦の両校選手
（1903年11月21日）

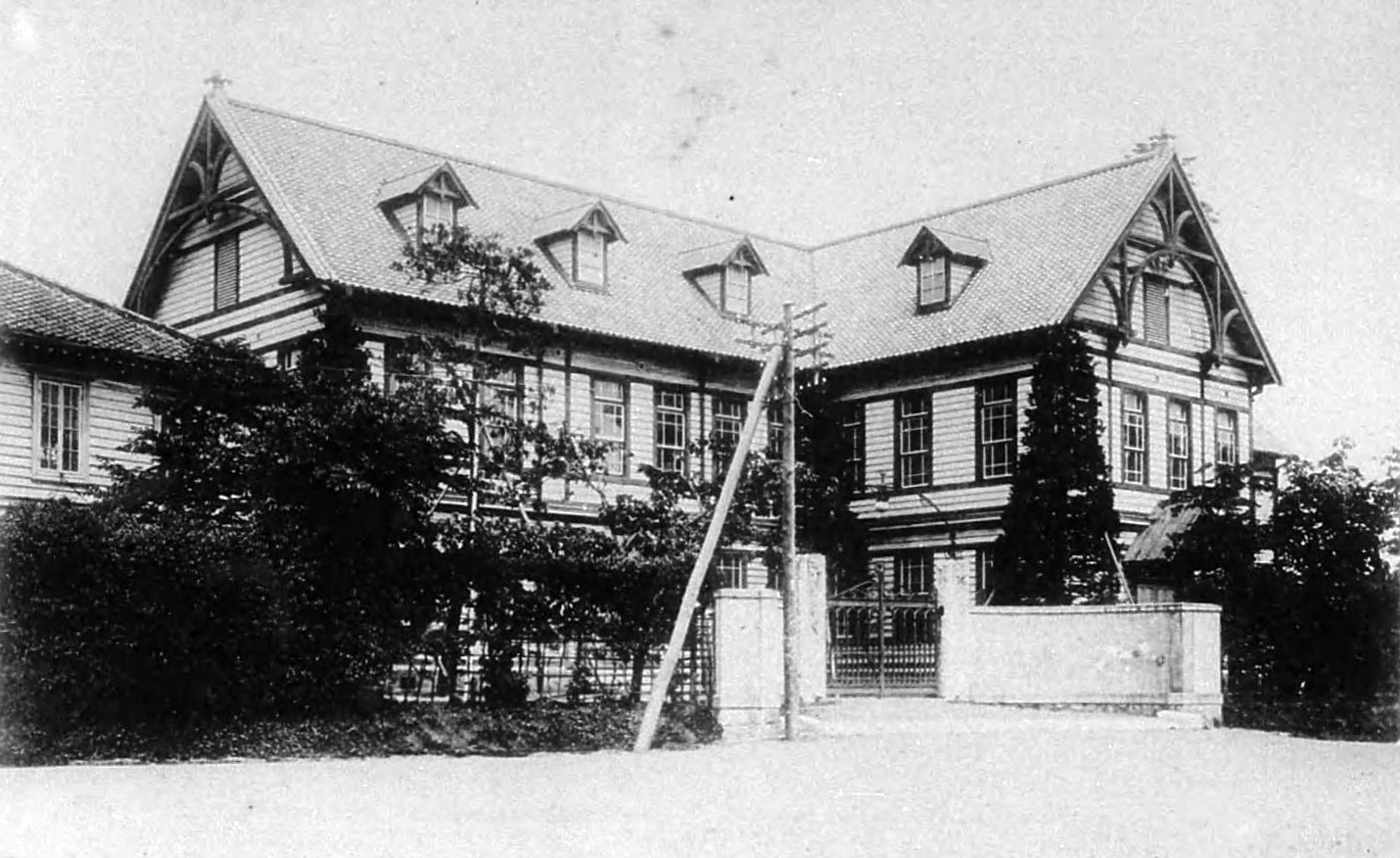
商科校舎（1904年頃）

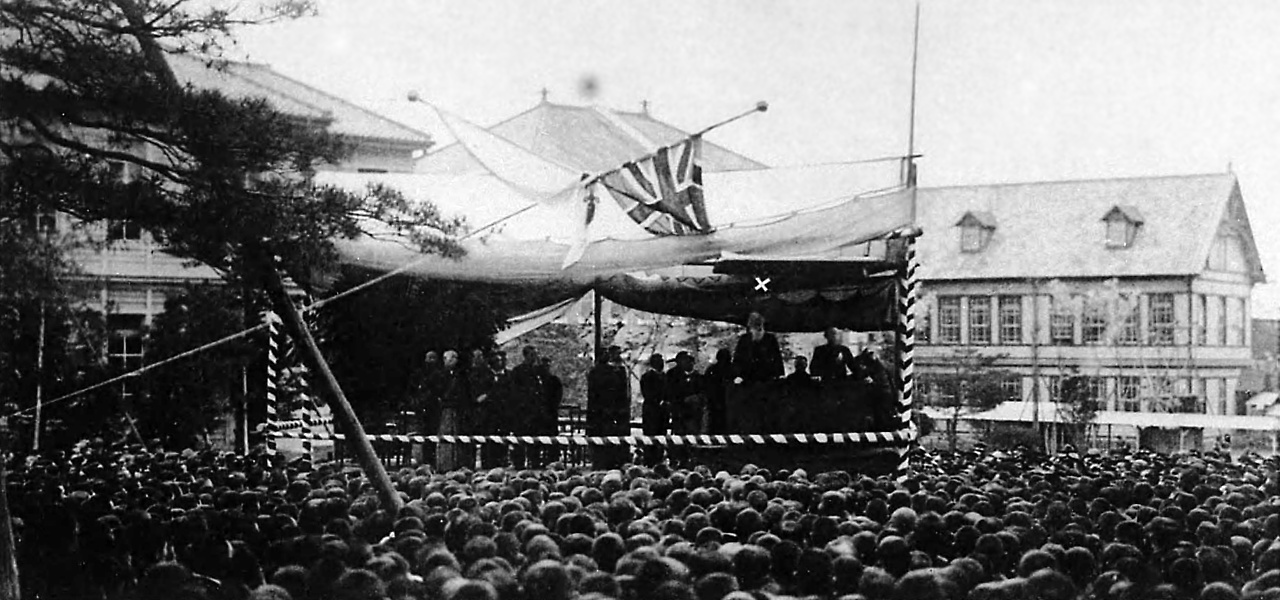
救世軍ブース大将の来校（1907年4月24日）

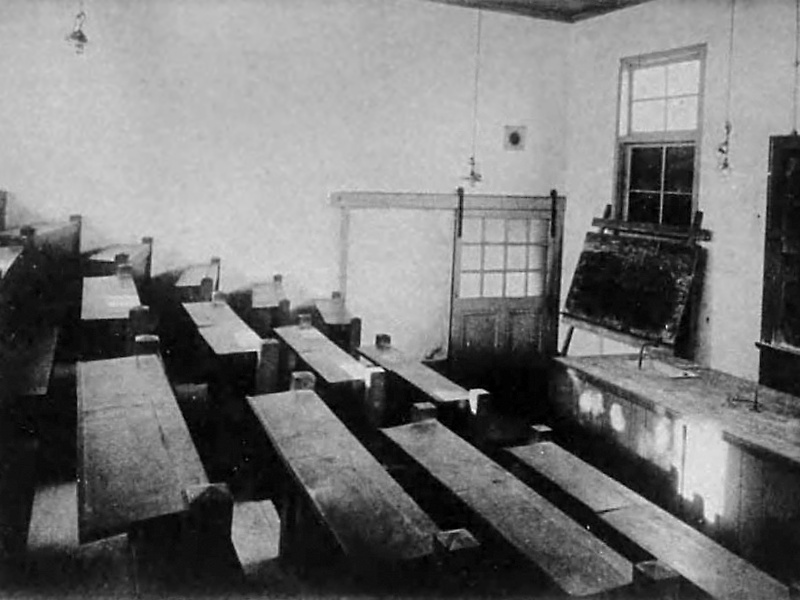
理化学実験室内部

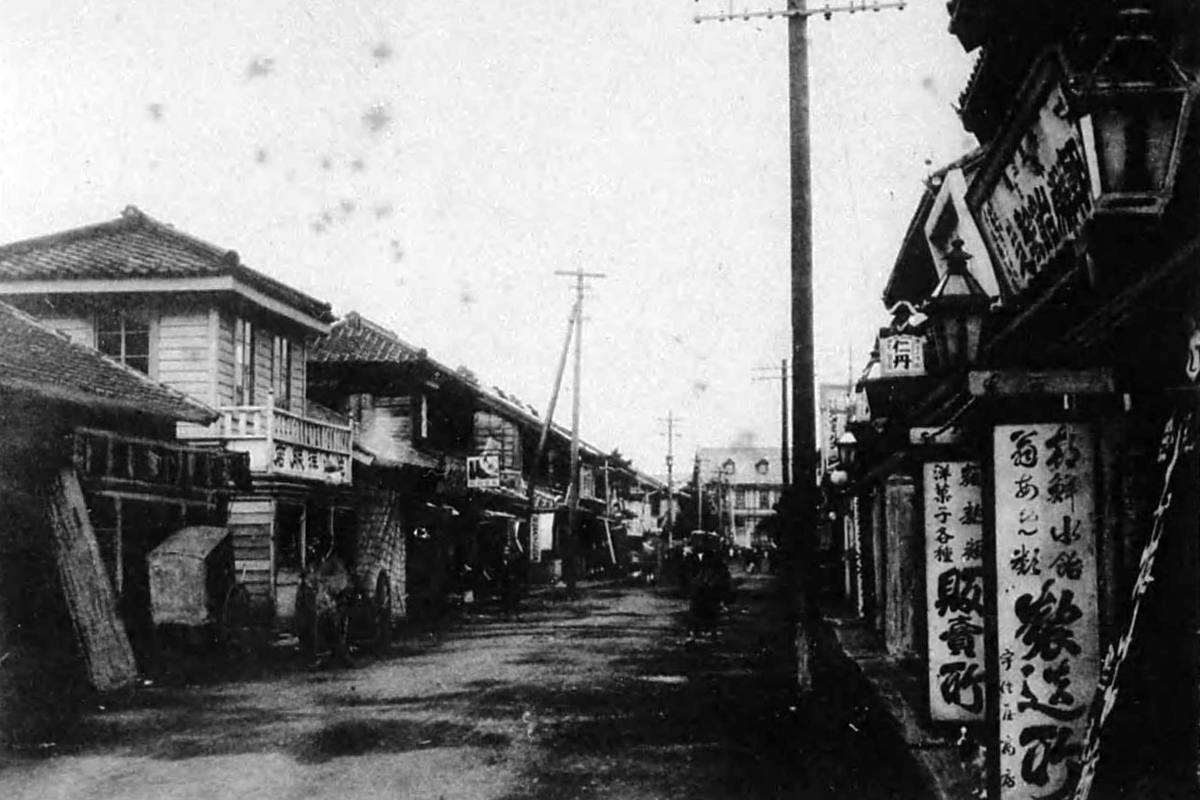
早稲田新市街（明治末期）

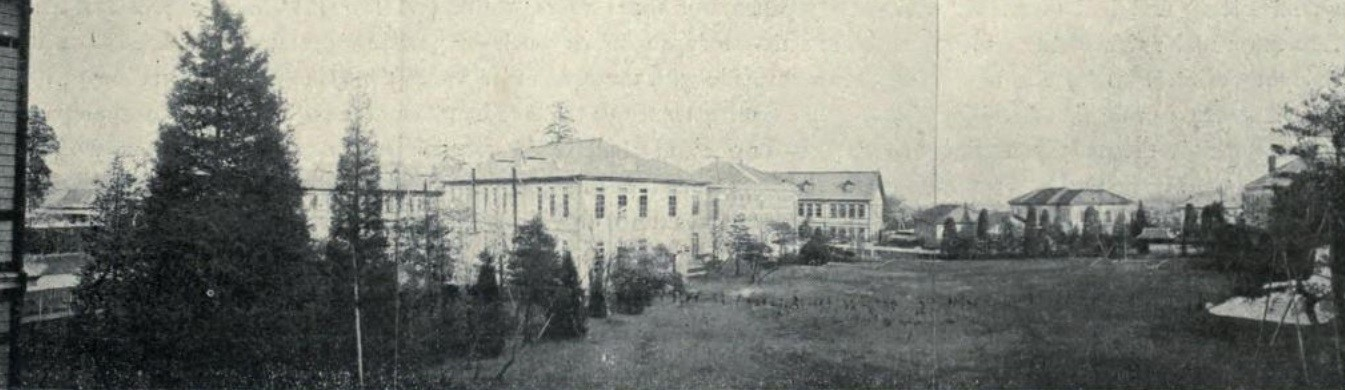
1910年の早稲田大学（中央校庭から北側を見た光景）

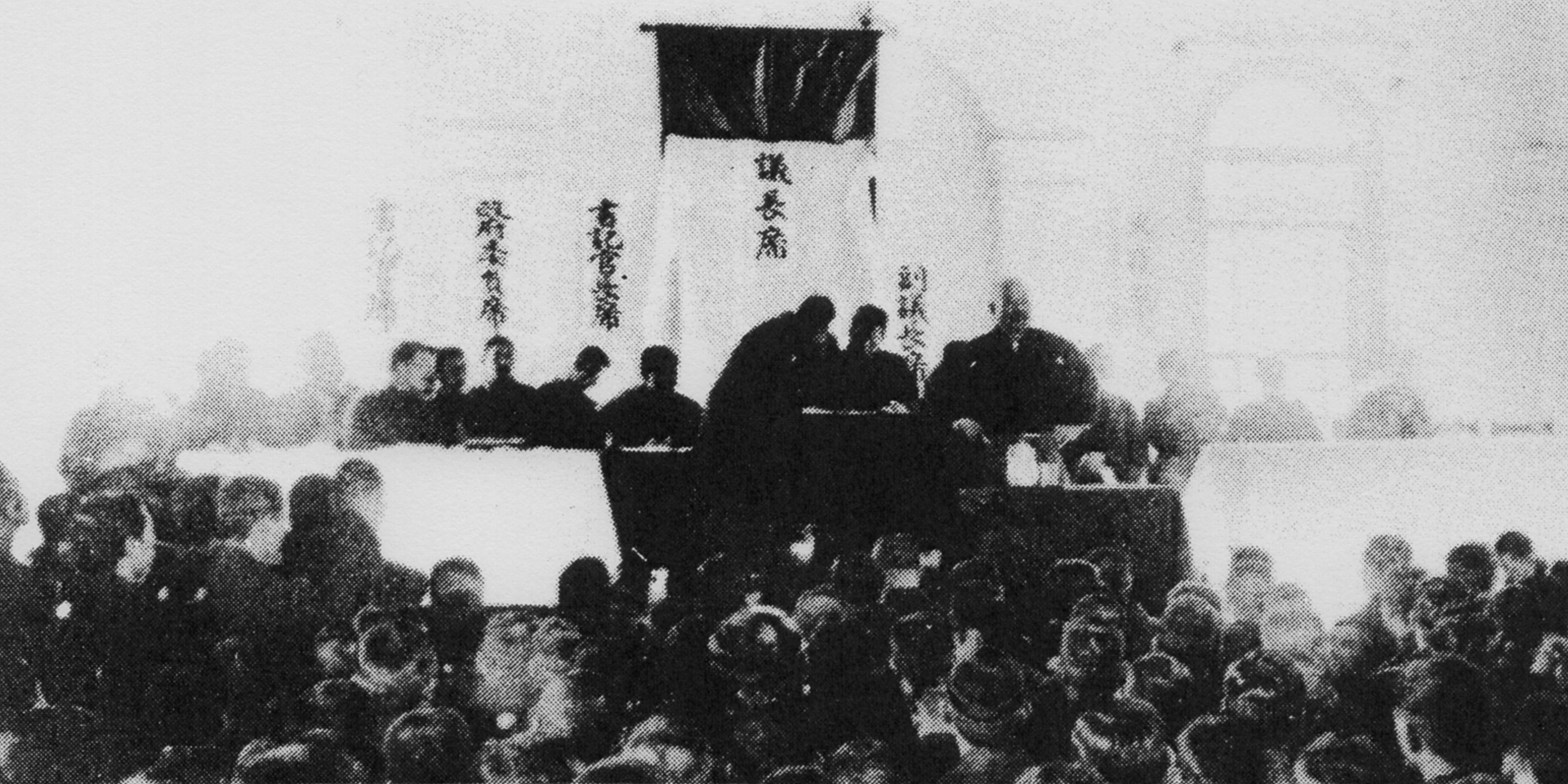
早稲田大学擬国会（1910年）

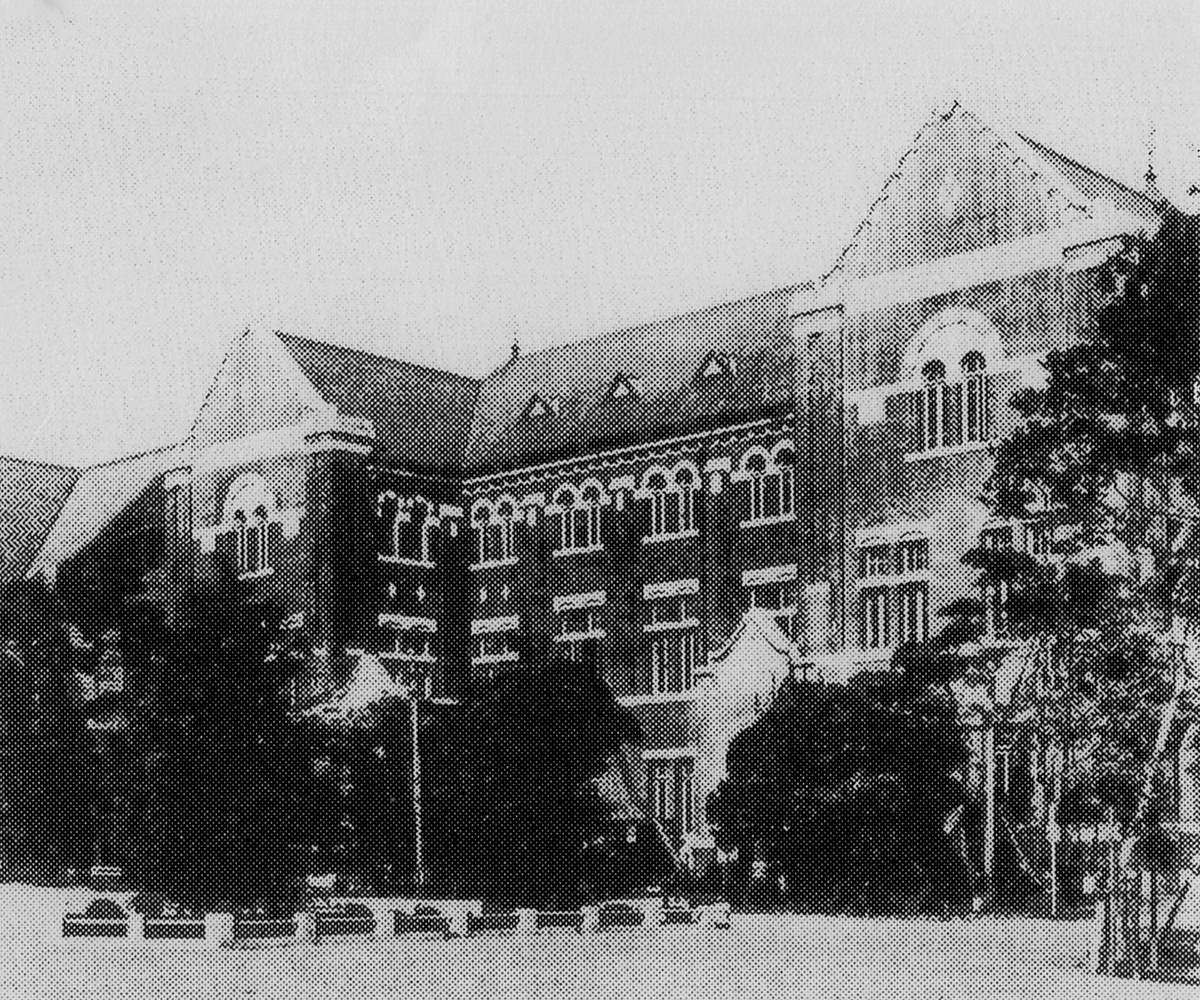
恩賜記念館

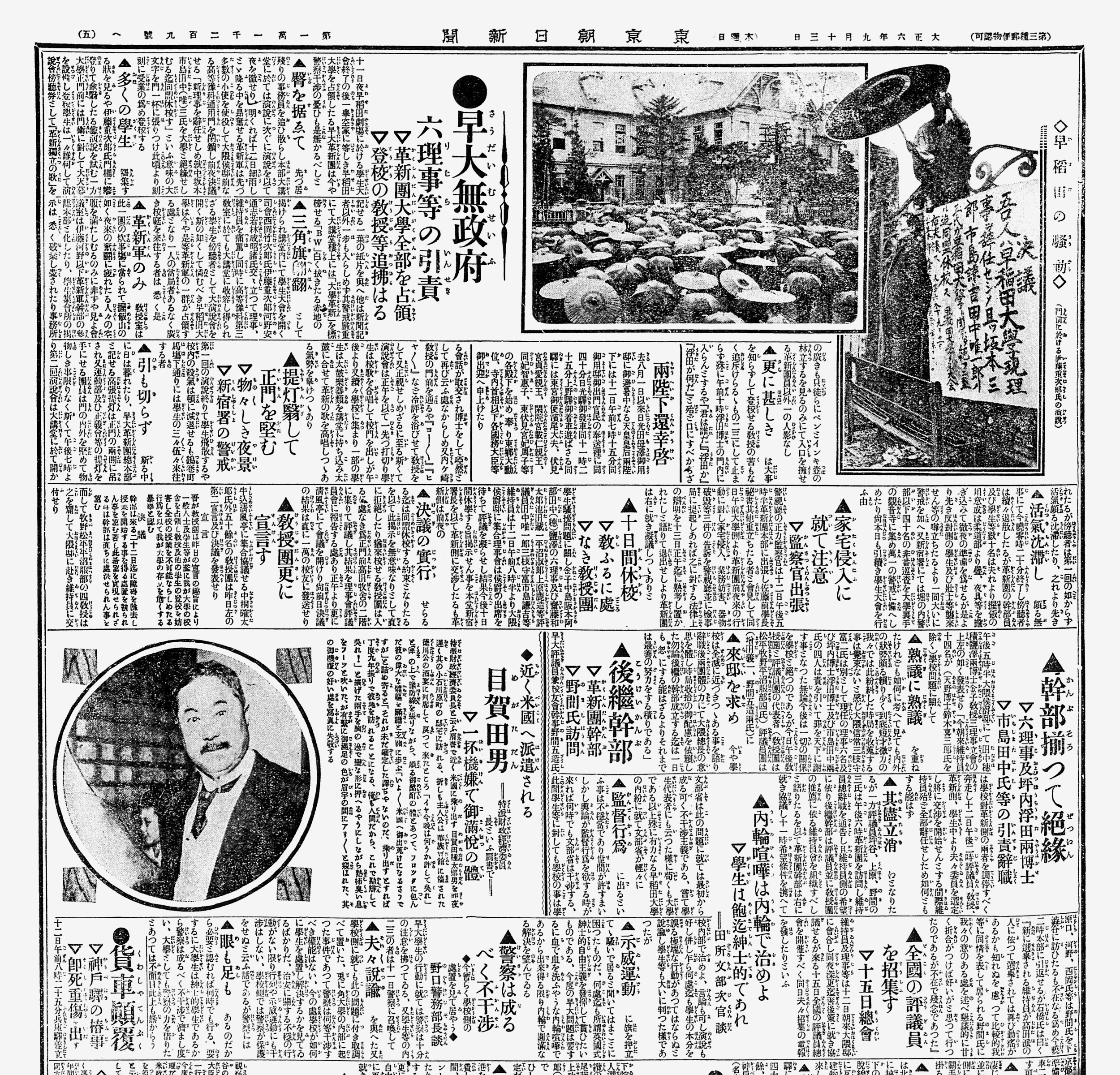
早稲田騒動（『東京朝日新聞』 1917年9月13日付5面）

  - 4月 - 柔道部による早慶戦が行われる[注釈 8]。
  - 9月 - 「早稲田大学」と改称（文部大臣 菊池大麓）[注釈 9][注釈 10]。大学部と専門部を新設し、大学部に政治経済学科、法学科、文学科を設置。式典で伊藤博文が演説。
  - 10月 - 図書館竣工（初代館長・市島謙吉）。戸塚球場開設。
  - 12月 - 司法省が早稲田大学への改称を告示[注釈 11]。
  - 大学正門 ‐ 鶴巻町 ‐ 山吹町間に新道完成。
- 1903年（明治36年）
  - 4月 - 高等予科を第一（政治経済学科）、第二（法学科）、第三（文学科）、第四（商科、新設）に分割。
  - 9月 - 高等師範部（現：教育学部）設置。
  - 10月 - 早稲田社会学会結成。
  - 11月 - 最初の早慶野球戦を三田綱町球場で開催。
- 1904年（明治37年）
  - 4月 - 専門学校令による旧制専門学校となる。
  - 9月 - 大学部に商科を設置。
- 1905年（明治38年）
  - 4月 - 野球部が安部磯雄部長引率のもと日本の野球チームとして初のアメリカ遠征に出発（26戦7勝19敗、6月帰国）。
  - 9月 - 清国留学生部を設置（1910年廃止）。
  - 学習院元院長田中光顕より『礼記子本疏義』第59 1巻（国宝）が寄贈[30]。
- 1906年（明治39年）
  - 2月 - 東亜同仁会（会長大隈重信）、東京同仁医薬学校（校長岡田和一郎）を早稲田大学構内に設置。
  - 11月 - 応援の過熱により早慶野球戦中止（1925年復活）。
- 1907年（明治40年）
  - 1月 - 大隈重信、憲政本党総理を辞任。
  - 4月 - 校長・学監制を廃し、総長・学長制を採用。大隈重信総長（名誉職）・高田早苗学長が就任。
  - 10月 - 校歌制定（作詞：相馬御風、作曲：東儀鉄笛）。大隈重信、大学敷地の所有地寄附を表明。大隈像（初代）建立。
  - 11月 - 東京同仁医薬学校付属の早稲田同仁医院開設。
- 1908年（明治41年）
  - 2月 - 理工科と医科を創設するための第二期拡張基金150万円の募集発表。穴八幡下の4,096坪を購入（現・戸山キャンパスの一部）。
  - 4月 - 第五高等予科（理工科）発足。
  - 5月5日 - 第二期拡張計画のため皇室から3万円を下賜される。
  - 5月9日 - 学校組織を財団法人とする。
  - 11月3日 - 大隈重信の依頼により、米国バプテスト教会の宣教師ベニンホフが、早稲田奉仕園の基礎となる『友愛学舎』を創設[31][32]。
- 1909年（明治42年）
  - 7月 - 第二期拡張計画において理工科優先、医科後回しの方針を決定。
  - 9月 - 大学部理工科機械学科、電気学科開講。
  - 新聞研究科を開設（廃止時期などは不明）[33]。
- 1910年（明治43年）
  - 5月 - 校外教育部設置。
  - 9月 - 大学部理工科採鉱学科、建築学科開講。
- 1911年（明治44年）
  - 5月 - 早稲田工手学校開校。恩賜記念館竣工。
  - 11月 - 理工科製図教室・実験室竣工。政治学会（学生団体）発足。
  - 東京同仁医薬学校および付属同仁医院廃止。在校生を千葉、金沢の医学専門学校に移す。
- 1912年（明治45年/大正元年）
  - 5月 - 皇太子（のちの大正天皇）行啓。
  - 7月 - ハーバード大学のエリオット総長が来校[34]（1921年にも来訪）[35]。
- 1913年（大正2年） 
  - 2月25日 - 孫文が大隈重信総長を来訪[35]。
  - 10月 - 創立30周年記念式典を挙行。『早稲田大学教旨』、校旗、式服、式帽を制定。
- 1914年（大正3年）
  - 4月 - 第2次大隈内閣成立。
  - 10月 - 明大野球部の主唱により早慶明の三大学連盟を結成（のちに法、立、帝が加わり六大学となる）
  - 学習院元院長田中光顕より『玉篇』巻第9 1巻（国宝）が寄贈[30]。
- 1915年（大正4年）
  - 8月 - 高田早苗が第2次大隈改造内閣に入閣し、天野為之が後任の学長となる。
  - 9月 - 御大典記念事業計画を発表。
- 1916年（大正5年）
  - 5月 - 第一から第五の高等予科をそれぞれ高等予科第一部、第二部、第三部、第四部、第五部と改称する。
  - 10月5日 - 第2次大隈内閣総辞職。
  - 10月25日 - 御大典事業の一環として、鴻池善右衛門が鴻池銀行東京支配人蘆田順三郎、鴻池監督を務めた原田二郎（学苑校賓）と連名で軽井沢の土地2万坪を早稲田大学に寄贈[36]。
  - 12月 - 大隈夫人銅像問題起こる。
  - プロテスタンツ（恩賜館組）[注釈 12]による母校改革運動起こる。
- 1917年（大正6年）
  - 4月 - 高等予科の修業年限を2年に延長。
  - 6月 - 早稲田騒動が新聞で報じられ、世間の関心事となる[37]。
  - 9月11日 - 革新団（天野為之支持派）による校門占拠事件発生。
  - 9月 - 大学部理工科応用化学科設置。
  - 11月 - 維持員会、天野為之の講師および維持員辞任を承認。
- 1918年（大正7年）
  - 4月 - 高等予科で初めて入学試験を実施。
  - 7月 - 東京市電が早稲田停留場まで開業。
  - 10月 - 前年9月から空席だった学長に平沼淑郎が就任。早稲田大学賛助会発足。
- 1919年（大正8年）
  - 1月 - 大学基金募集開始（目標額150万円）。
  - 2月 - 民人同盟会結成。
  - 4月 - 文学科を哲学・文学・史学の3専攻制とする。
  - 6月 - 大学令実施準備委員会を設置。
  - 11月 - 建設者同盟結成（民人同盟会から分派）。
  - 9月12日 - 東京府に早稲田大学設立認可申請[38]。
  - 9月19日 - 『官報』にて早稲田大学校外生新学年募集[39]。

#### 旧制早稲田大学
- 1920年（大正9年）

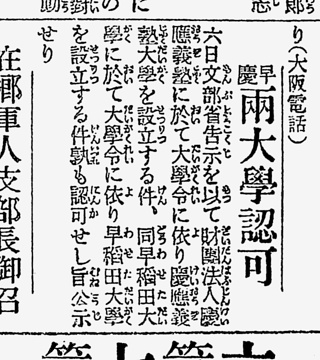
早慶両大学認可（『東京朝日新聞』 1920年2月7日付朝刊4面）

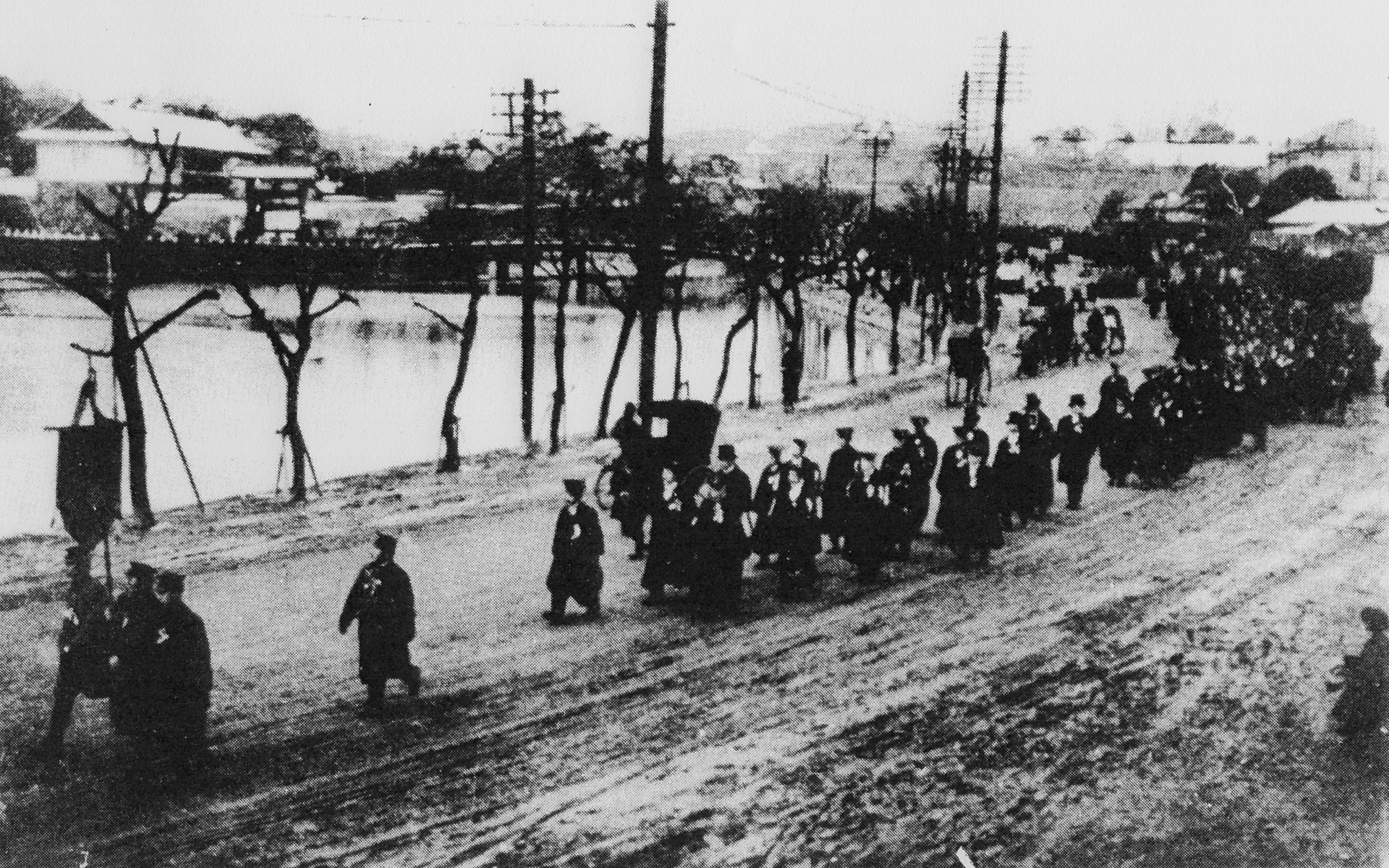
外濠通りを日比谷へ向かう大隈重信の葬列

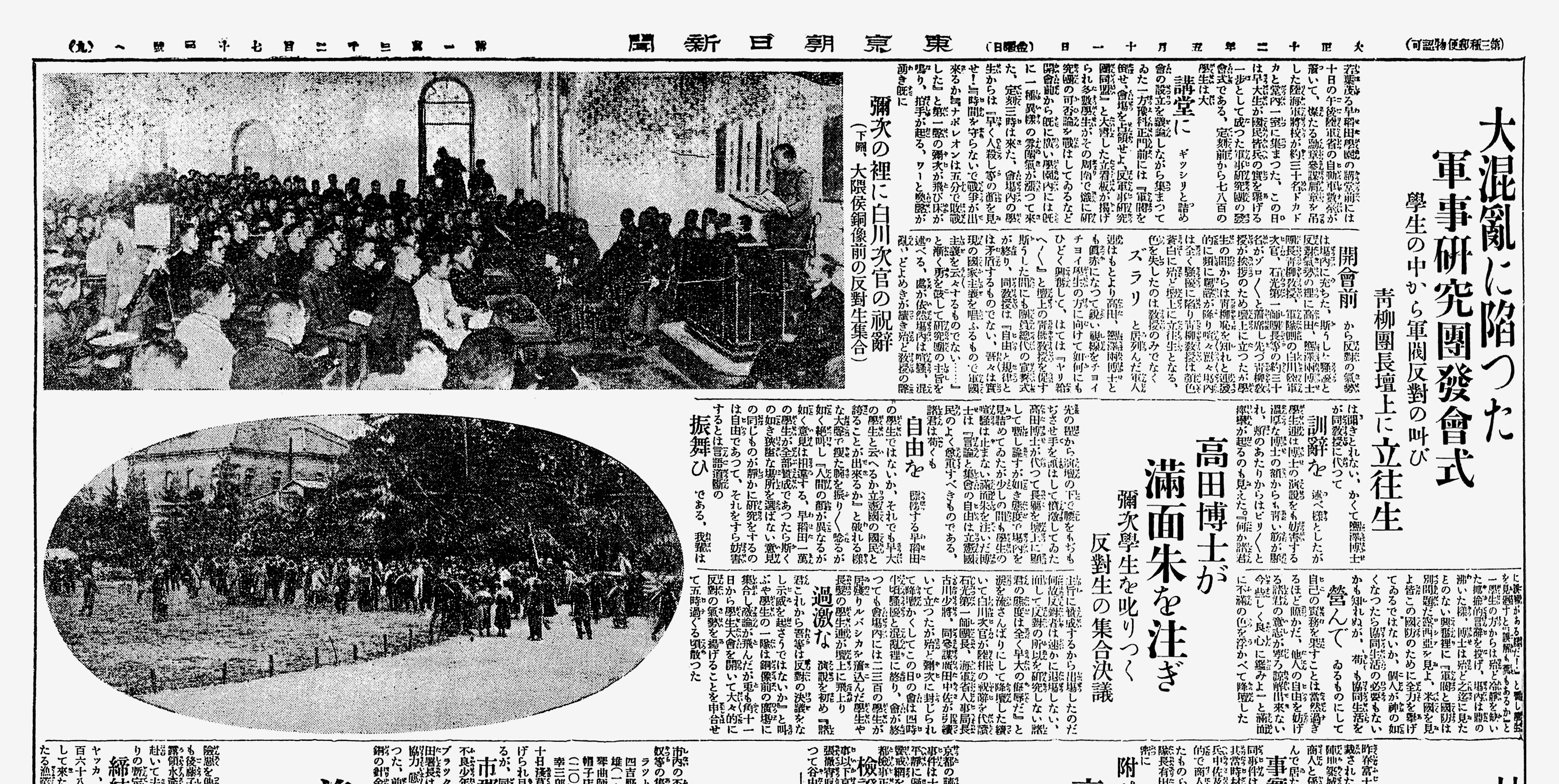
軍事研究団の発会式を妨害する早大生（『東京朝日新聞』 1923年5月11日付朝刊9面）

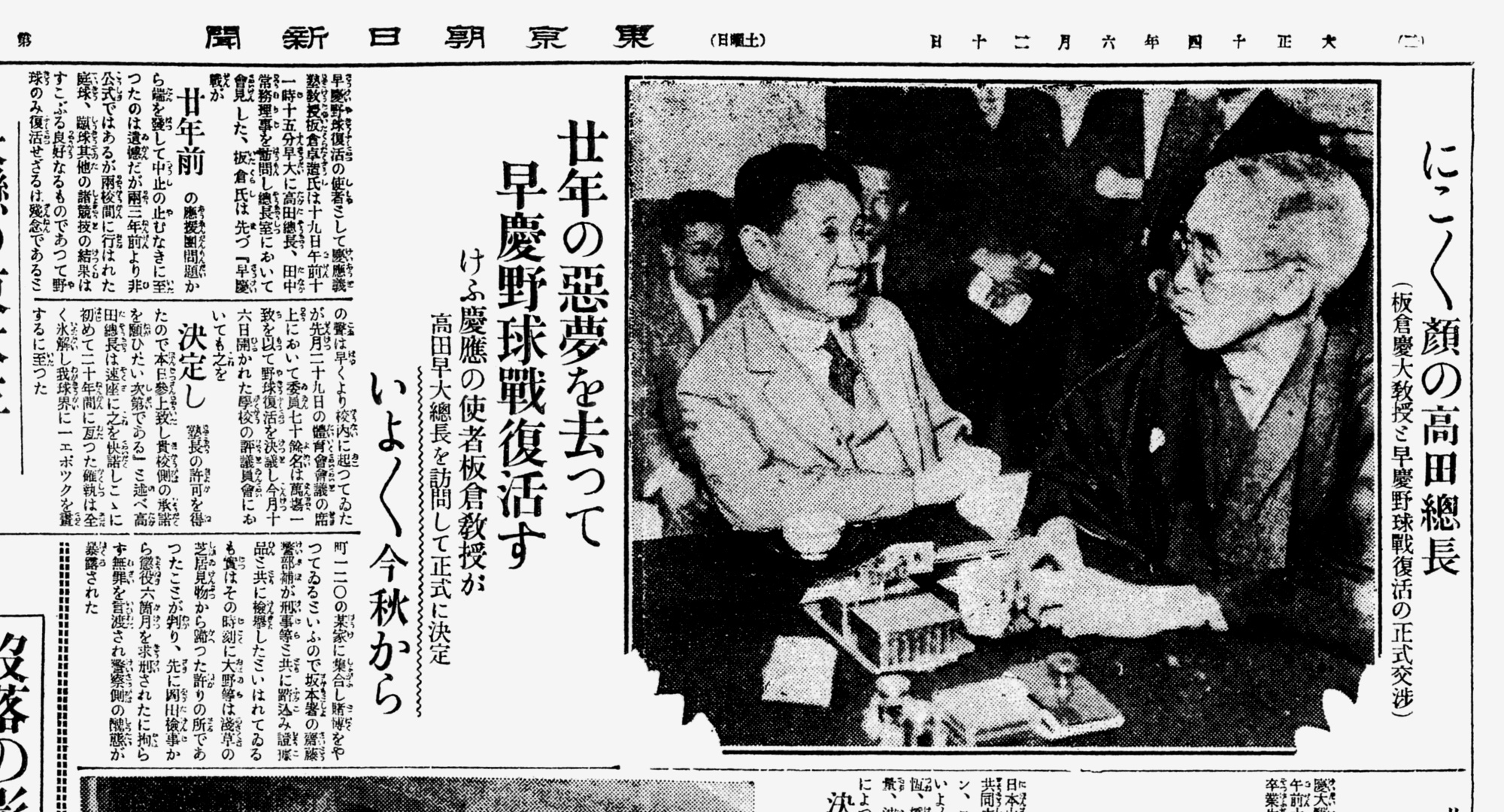
早慶野球戦復活決定を報じる『東京朝日新聞』（1925年6月20日付夕刊2面））

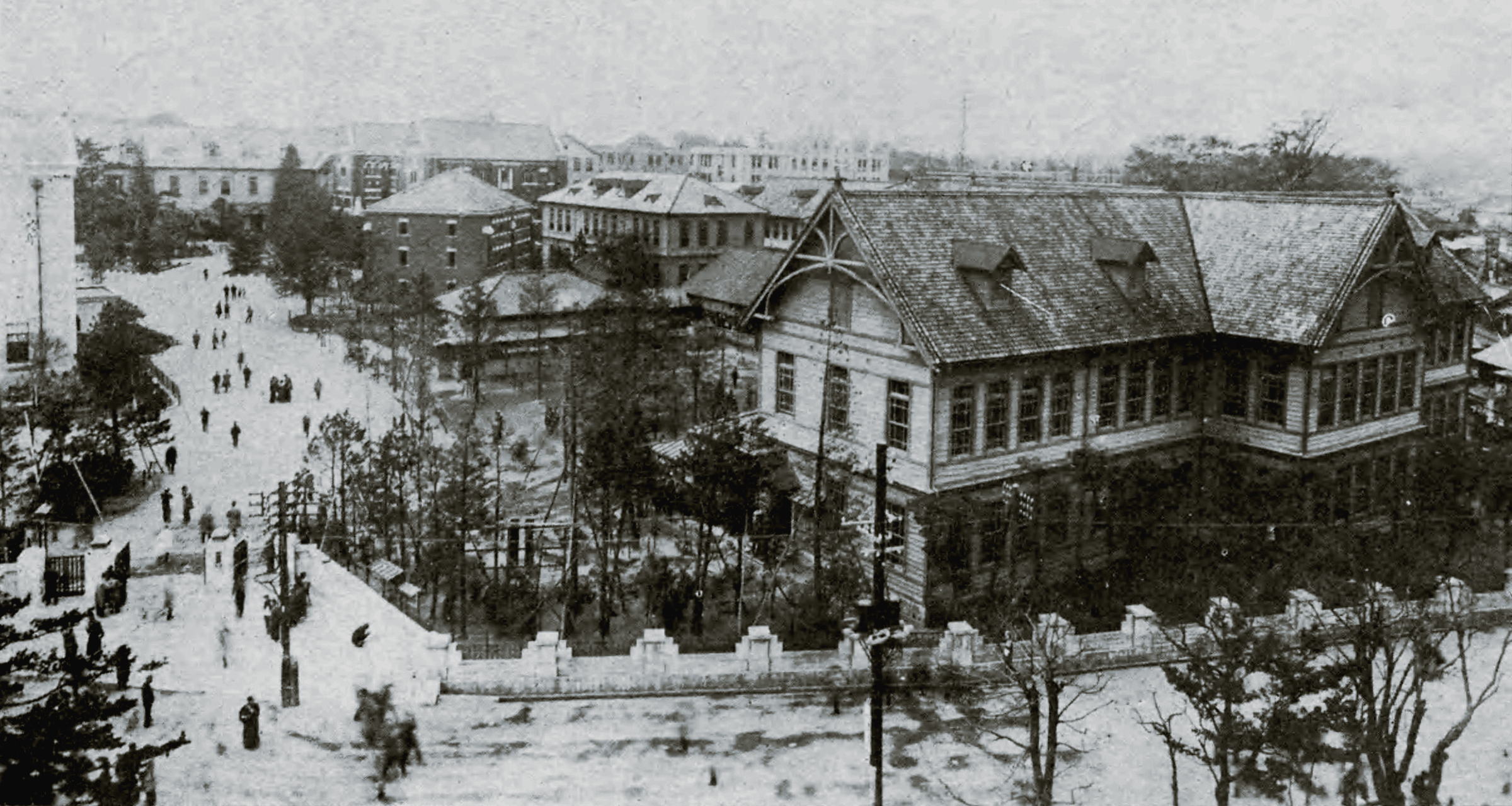
昭和初頭の早稲田大学

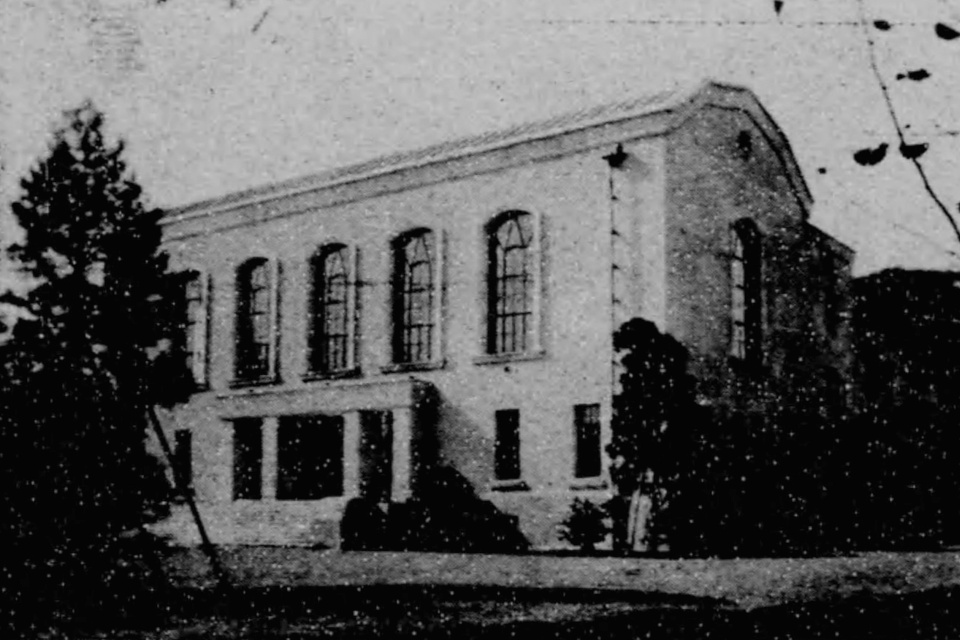
早稲田大学図書館（現2号館）

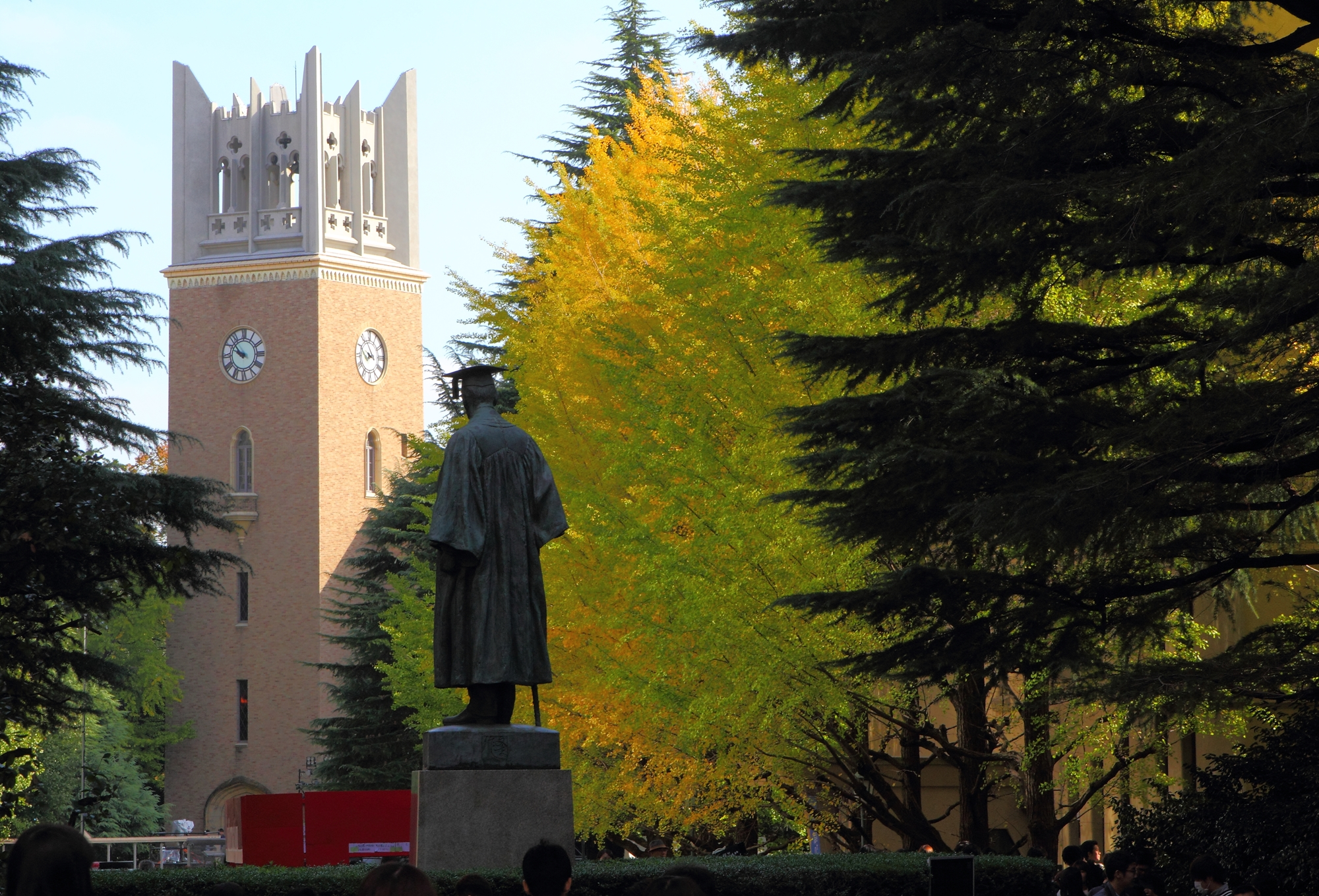
大隈像と大隈講堂

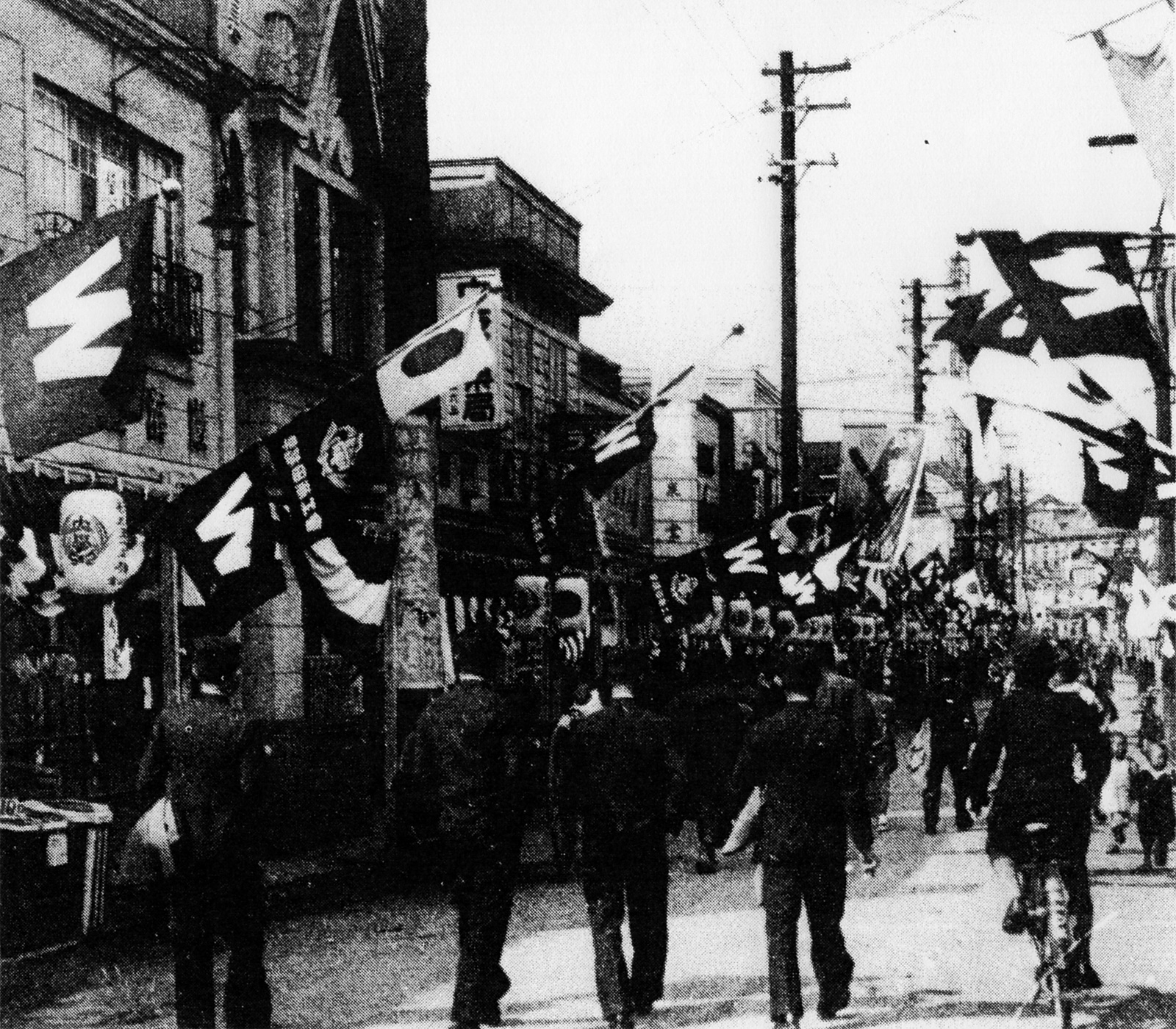
早大創立50周年を祝う商店街

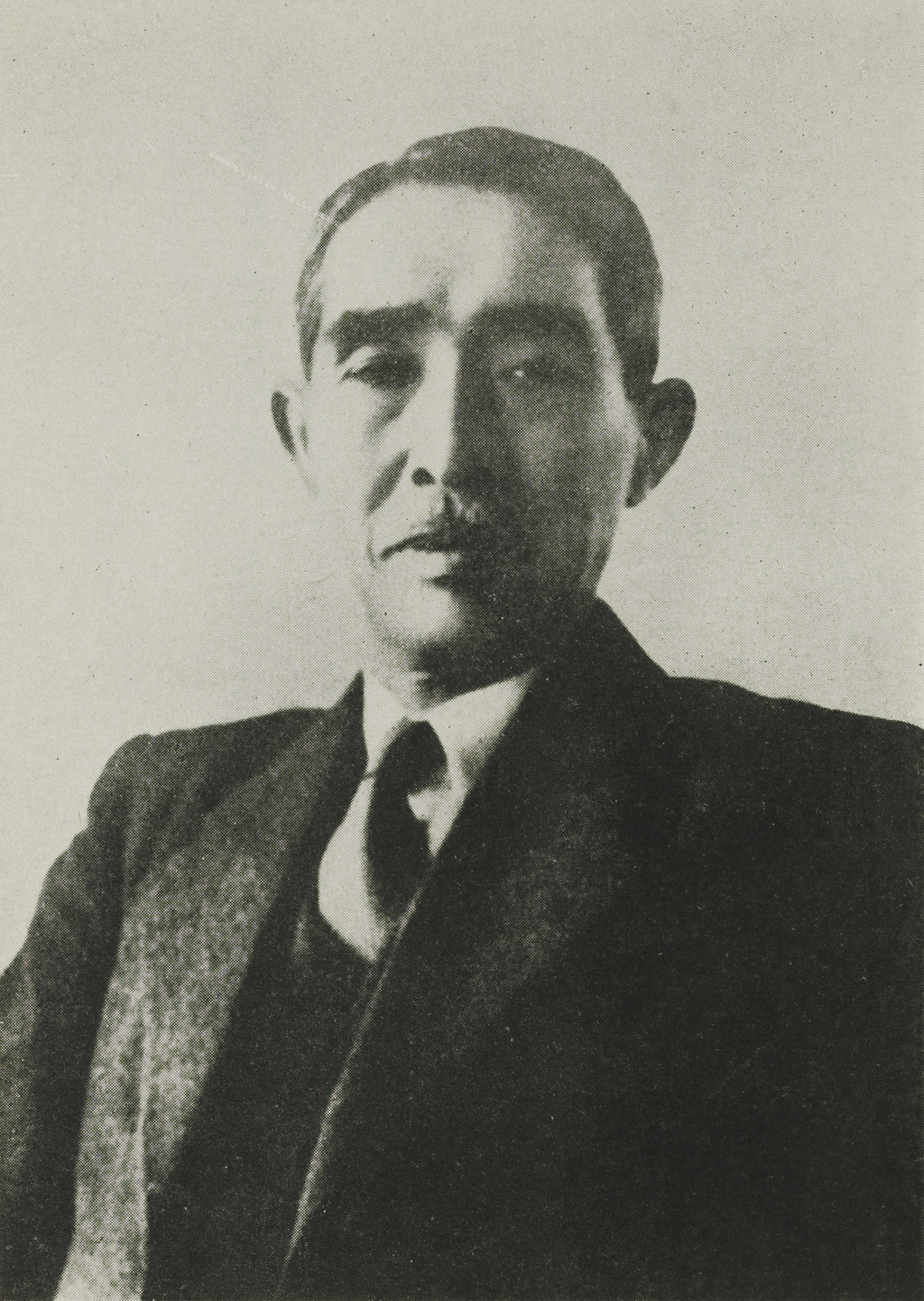
田中穂積（第4代総長）

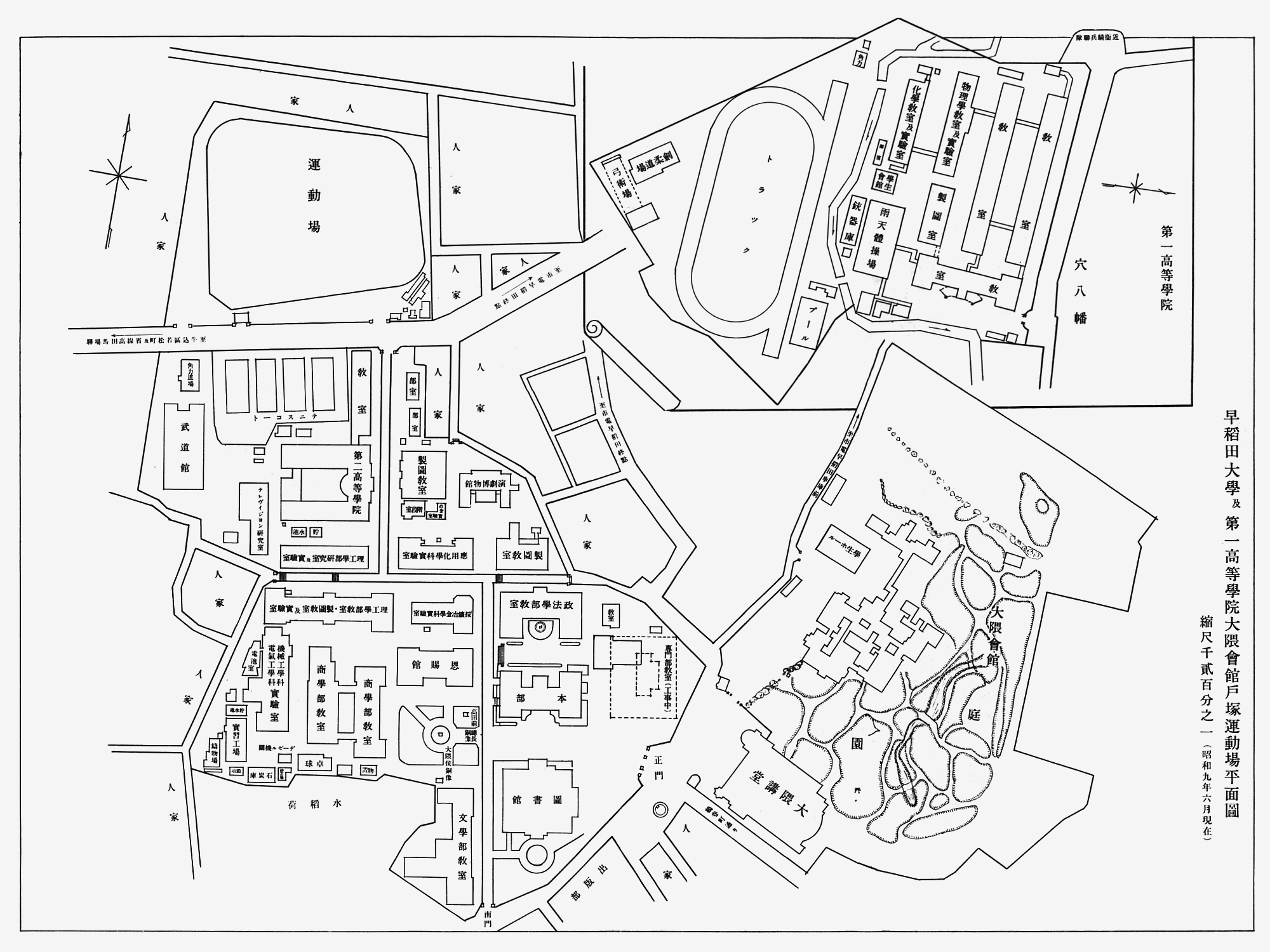
早稲田大学及第一高等学院大隈会館戸塚運動場平面図（1934年）

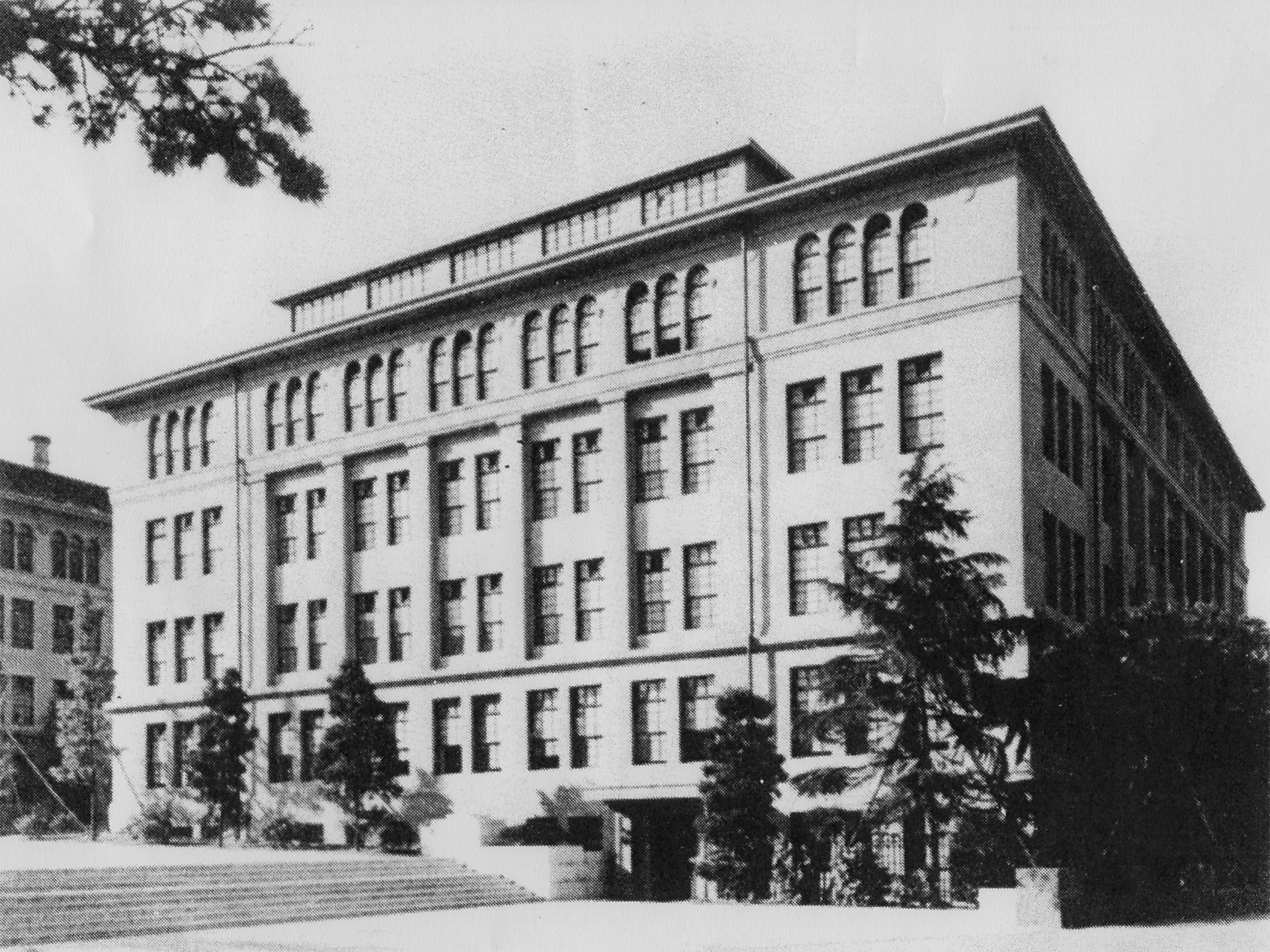
専門部・高等師範部校舎

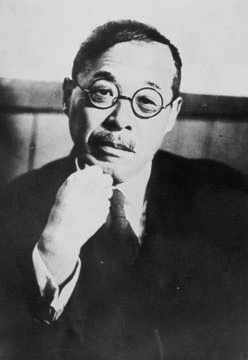
津田左右吉

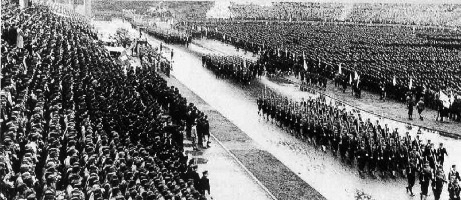
出陣学徒壮行会（早稲田大学からは4500名以上の学生が出陣した。）

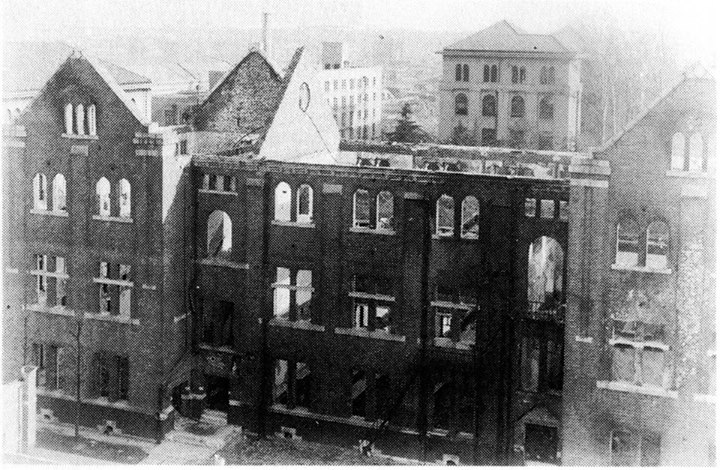
焼失した恩賜記念館（1945年）

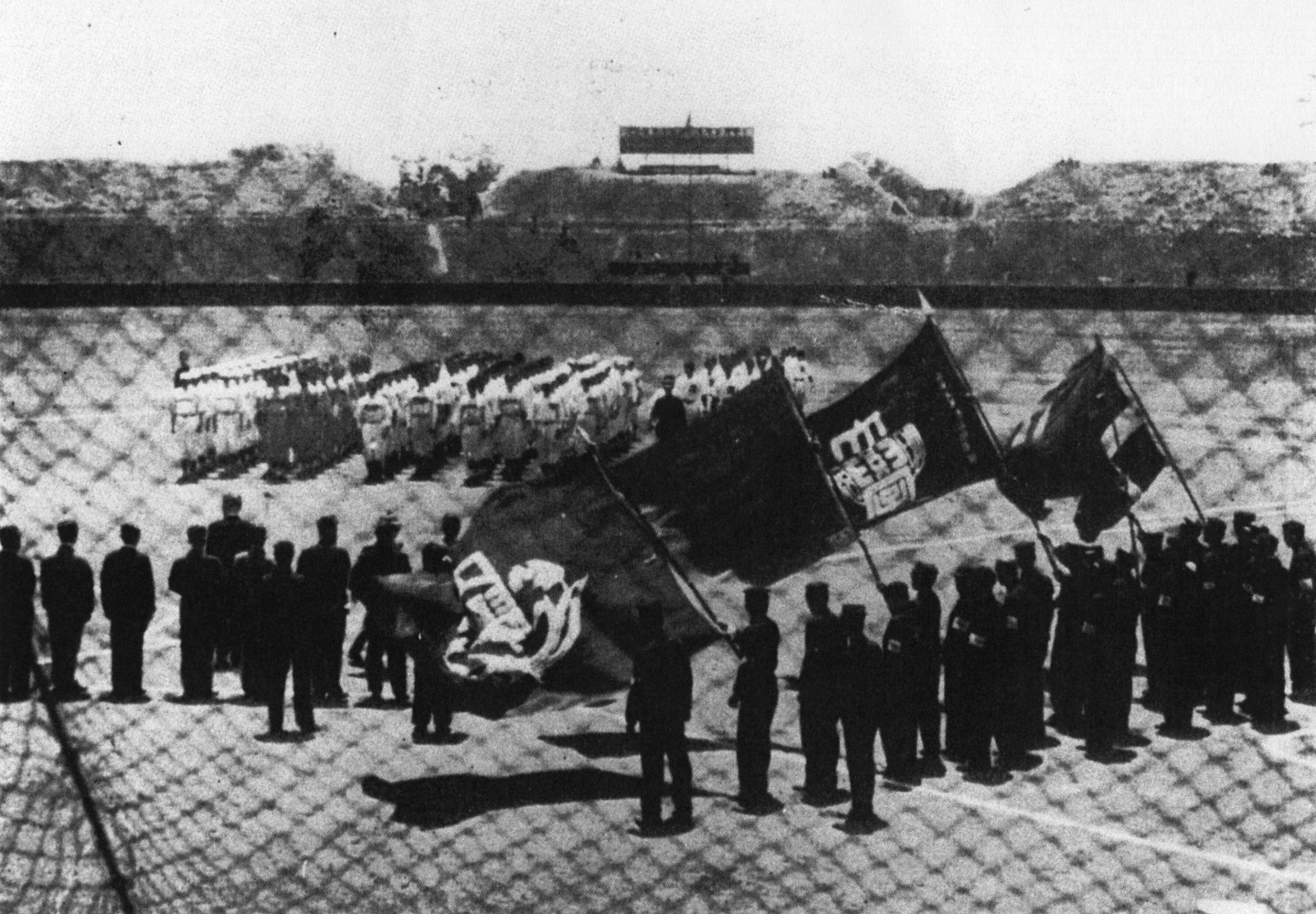
戦後最初の六大学野球開幕式（1946年5月19日、上井草球場）

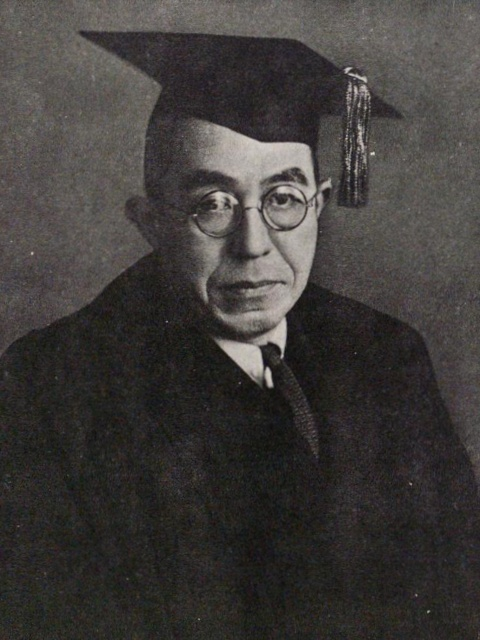
島田孝一（第6代総長）

  - 2月2日 - 大学令による認可について天皇裁可（上奏裁可書文書番号No.23）を受ける[注釈 13][注釈 14]
  - 2月5日 - 大学令による早稲田大学の設立が文部大臣により認可される（文部省告示第36号）[42]。
  - 2月14日 - 豊多摩郡役所が早稲田大学設立認可を大学に通知[43]。
  - 3月31日 - 早稲田大学学則、文部大臣の認可を得る。政治経済学部、法学部、文学部、商学部、理工学部、大学院、早稲田高等学院を置き、学部と高等学院の修業年限を3年とする[44]。
  - 4月1日 - 各学部第1学年及び高等学院第1学年を開設[45]。
  - 4月 - 専門部に商科（3年制）を新設。
- 1921年（大正10年）
  - 4月 - 早稲田高等学院を第一部（3年制・文科と理科）・第二部（2年制・文科のみ）の2部制とする。女子12名を聴講生として受け入れる。
  - 8月 - 学位規程認可。
  - 12月 - 暁民共産党事件により民人同盟会壊滅。
- 1922年（大正11年）
  - 1月 - 大隈重信総長死去。日比谷公園で行われた国民葬に教職員・学生参列。
  - 3月 - 高等予科廃止。第二高等学院校舎（のちの13号館）竣工。
  - 4月 - 早稲田高等学院第一部・第二部を第一早稲田高等学院（戸山）・第二早稲田高等学院（大学構内）に改組。
  - 11月5日 - 『早稲田大学新聞』創刊。
  - 11月23日 - 第1回ラグビー早慶戦を開催（三田綱町グラウンド、早0 - 慶14）[46]。
  - 11月29日 - アインシュタイン来校。
- 1923年（大正12年）
  - 1月 - 文化同盟結成（建設者同盟の学内団体）。
  - 3月14日 - 総長・学長制を名誉総長・総長制に改める。
  - 3月20日 - 旧大隈邸を大隈会館と命名。
  - 4月 - 大学令による早稲田大学最初の卒業式を挙行。大学院発足。
  - 5月 - 軍事研究団事件起こる。維持員会、大隈信常を名誉総長に推薦。
  - 6月 - 高田早苗が総長に就任。研究室蹂躙事件起こる（第一次共産党事件の発端）。
  - 9月 - 関東大震災で旧講堂倒壊。被災者のために法律相談部と建築相談部を設置。
  - 12月18日 - 教授・助教授・講師制を全学部で実施[注釈 15]。
  - 12月24日 - 第1回ラグビー早明戦を開催（戸塚球場、早42 - 明3）[47]。
- 1924年（大正13年）
  - 4月 - 早稲田専門学校（夜専、政治経済科・法律科・商科）開校。
  - 5月 - 専門部および高等師範部が高等学校大学予科と同等以上と認定される。
- 1925年（大正14年）
  - 3月 - 専門学校令による大学部廃止。
  - 8月 - 早稲田専門学校が高等学校大学予科と同等以上と認定される。
  - 9月 - 東京六大学野球連盟発足。西武鉄道から北多摩郡保谷村所在土地約25,000坪を入手（現在の東伏見キャンパス）。
  - 10月 - 早慶野球戦復活（戸塚球場）。図書館（現2号館）と学生会館、製図教室、第一高等学院プール（高石記念プール）[48]、正門竣工。
- 1926年（大正15年/昭和元年）
  - 5月 - 早大学生消費組合開店（東京学生消費組合の最初の支部）。
  - 10月 - 理工学部実験室・研究室（13号館）竣工。
- 1927年（昭和2年）
  - 1月 - 大山郁夫教授解職（大山事件）。図書館に横山大観・下村観山の壁画「明暗」を設置。
  - 10月 - 大隈講堂が落成。早大出版部事務所竣工。専門部各科に科長を置く。
- 1928年（昭和3年）
  - 4月 - 早稲田高等工学校開校。
  - 8月 - 在校生（当時）の織田幹雄がアムステルダムオリンピックで日本人初の金メダルを獲得。
  - 10月 - 坪内博士記念演劇博物館が開館。
- 1929年（昭和4年）4月 - 雄弁会解散反対、学生自治権要求デモ発生。
- 1930年（昭和5年）10月 - 早慶野球戦切符事件起こる。
- 1931年（昭和6年）
  - 5月 - 文学部校舎竣工（旧8号館、2002年解体）。
  - 6月 - 戸塚球場で日本初のテレビジョン実験放送成功。早慶戦で第六応援歌「紺碧の空」（作詞：住治男、作曲：古関裕而）を初演奏。
  - 東伏見運動場に文学部旧校舎を移築、体育各部の合宿所となる（グリーンハウスの名称で1988年まで使用）[49]。
- 1932年（昭和7年）
  - 4月 - 学則改正により選択科目を大幅に増やす。高等師範部の1年制予科を廃して3年制本科を4年制に改める。
  - 5月 - 野球部、東京六大学野球連盟から脱退（9月復帰）。
  - 10月 - 創立50周年式典を挙行。大隈重信像（2代目、現在のもの）および高田早苗像建立。
- 1933年（昭和8年）
  - 1月 - ラグビー部、初の全国制覇達成（花園、早稲田27 - 3同志社）[50]。
  - 3月 - 創立50周年記念事業を発表（老朽校舎改築および理工学部中央研究所設置を表明）。
  - 4月 - 本部校舎竣工（旧3号館南側、2011年解体）。
  - 11月 - 武道館開館。
- 1934年（昭和9年）4月 - 政・法校舎竣工（旧3号館北側、2011年解体）。
- 1935年（昭和10年）
  - 4月 - 理工学部各学科に工業経営分科を新設。科外講演部設置。
  - 6月 - 専門部・高等師範部校舎竣工（現・1号館）。
  - 大学正面入口から門柱・門扉を撤去（無門の門となる）。
  - 早稲田奉仕園と協力して『早稲田国際学院』を開校[31]。
- 1936年（昭和11年）
  - 7月 - 東伏見プール竣工。
  - 9月 - 理工学部応用化学実験室竣工。
- 1937年（昭和12年）
  - 4月 - ヘレン・ケラー来校、大隈講堂で「私の住む世界」と題する講演を行った[51]。
  - 9月 - 理工学部実験室竣工。
- 1938年（昭和13年）
  - 3月 - 甘泉園を買収。
  - 4月 - 文学部哲学科に芸術学専攻設置。理工学部に応用金属学科設置。特設東亜専攻科を設置（2年間のみ）。
  - 6月 - 教員の満70歳停年制を採用（1943年実施）。
  - 10月 - 大隈重信生誕百年記念祭挙行。商学部校舎竣工（旧11号館、2006年解体）。鋳物研究所設置[52]。
- 1939年（昭和14年）4月 - 前月に女子学生入学の認可を得たことにより[53]4名の女性が初めて学部へ入学。専門部工科開設。
- 1940年（昭和15年）
  - 1月 - 文学部教授津田左右吉辞職（津田事件）。
  - 夏 - 理工学部研究所（現：理工学総合研究センター）を設置。
  - 秋 - 法学部に東亜法制研究所設置。
  - 10月 - 学徒錬成部を設置。体力練磨、集団訓練を目的に小平に錬成道場、東伏見に体練道場が設けられた[54]。
  - 11月 - 興亜経済研究所（現：アジア太平洋研究センター）を設置。
  - 12月 - 報国碑を建立（1946年撤去）。
- 1941年（昭和16年）
  - 4月 - 小平錬成道場を久留米道場、東伏見体錬道場を東伏見道場、戸塚球場を戸塚道場、第一高等学院運動場を戸山道場と改称。
  - 8月 - 早稲田大学報国隊を結成。
  - 10月 - 早稲田工手学校が青年学校と同等以上の学校と認定される。
- 1942年（昭和17年）
  - 4月 - 理工学部電気通信学科開設。高等師範部に国民体錬科開設。
  - 10月 - 体育会の学徒錬成部への統合が完了。
  - 山本忠興の働きにより、軍の接収対象であった早稲田奉仕園の土地と建物を譲り受ける[31]。
- 1943年（昭和18年）
  - 4月 - 第一・第二高等学院の修業年限をともに2年に短縮する。
  - 10月 - 理工学部に石油工学科（早稲田奉仕園内）、土木工学科、工業経営学科を開設[32]。大学院特別研究生制度実施。出陣学徒壮行早慶戦を行う。
- 1944年（昭和19年）
  - 3月 - 興亜経済研究所と東亜法制研究所とを統合して興亜人文科学研究所を設立。
  - 4月 - 専門部および専門学校の商科を経営科と改称（戦後旧称に戻す）。専門部工科に航空機科、電気通信科、鉱山地質科学科を開設。
- 1945年（昭和20年）
  - 5月 - 太平洋戦争下の空襲により大隈会館、恩賜記念館、第一高等学院（戸山）などを焼失。
  - 8月 - 終戦により学徒勤労動員解除。
  - 10月 - 学生ホール再開。
  - 11月 - 体育会復活。
  - 12月 - 学友会復活。理工学部機械工学科の航空力学科と航空機科を廃止、石油工学科を燃料化学科と改称、専門部工科航空機科を運輸機械科と改称、早稲田高等工学校航空機科を廃止。
- 1946年（昭和21年）
  - 2月 - 興亜人文科学研究所を人文科学研究所と改称。
  - 4月 - 第一・第二高等学院の修業年限をともに3年とする。高等師範部国民体錬科を体育科と改称、社会教育科を新設。
  - 5月 - 総長公選規定を含む校規を制定、島田孝一が総長に就任（9月）。理事会、学生自治会の設立を承認。
  - 10月 - 政治経済学部に新聞学科を増設。
- 1947年（昭和22年）4月 - 学生自治会発足。
- 1948年（昭和23年）
  - 4月 - 米国に亡命していた大山郁夫復職。専門部政治経済科に自治行政専攻を設置。
  - 7月 - 新制早稲田大学の設置認可を文部大臣に申請。
  - 11月 - 早稲田工手学校廃校。

#### 新制早稲田大学
- 1949年（昭和24年）

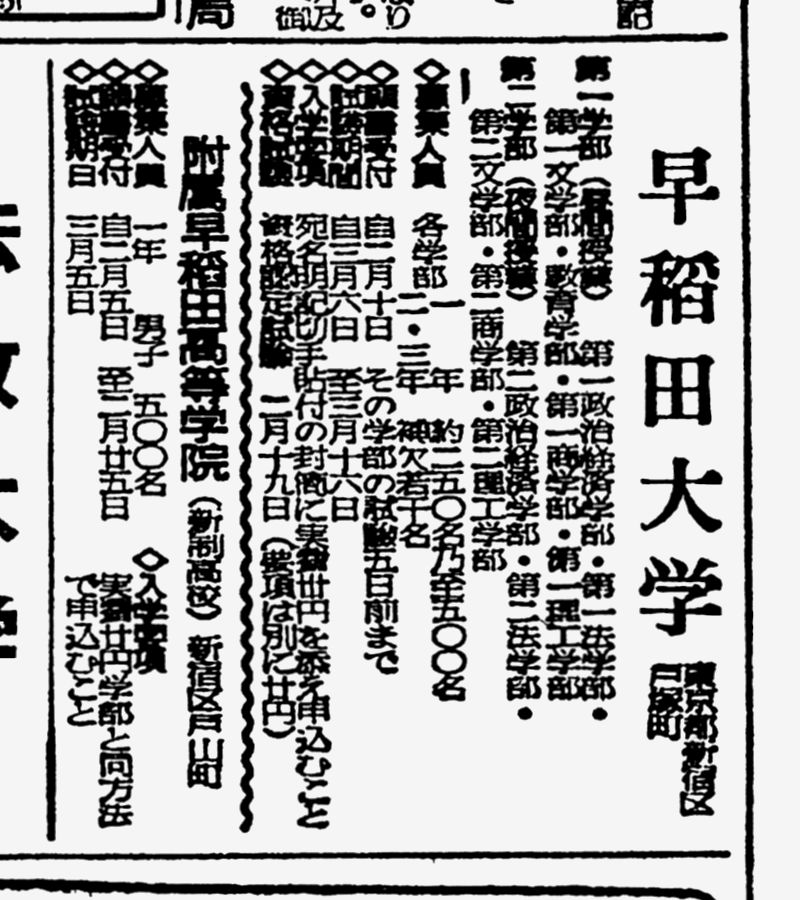
昭和25年度の学生募集広告

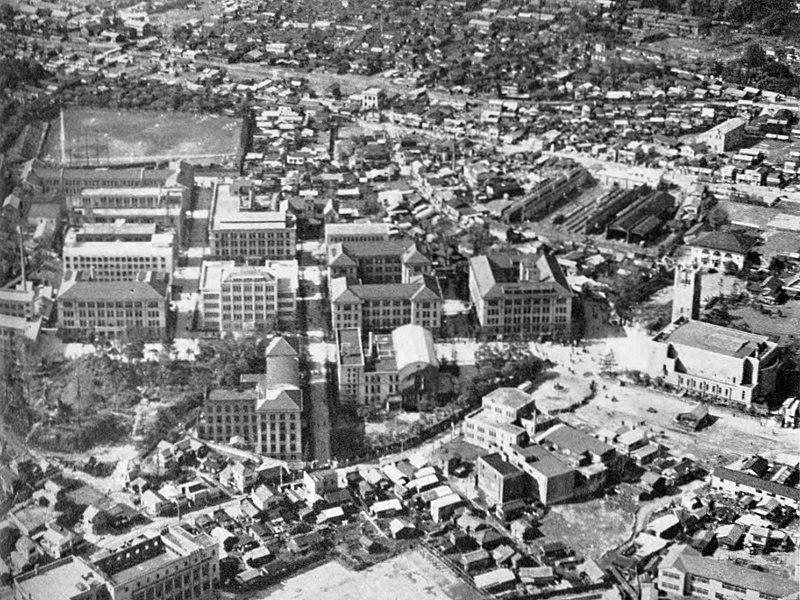
早稲田キャンパス全景（1953年）

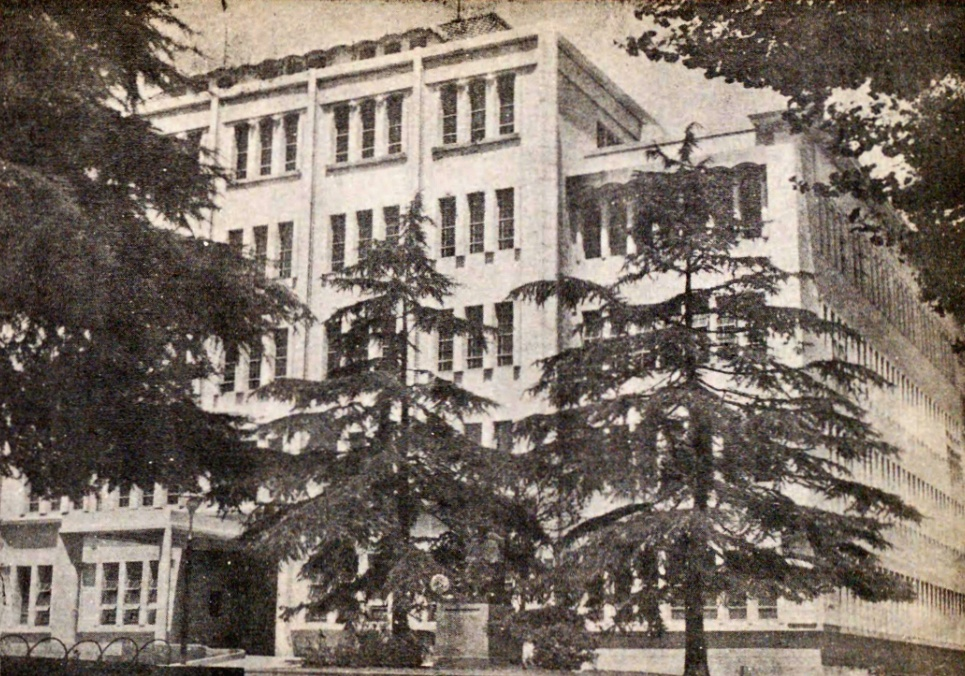
恩賜記念館跡に建てられた文科系大学院研究室（のちの7号館）

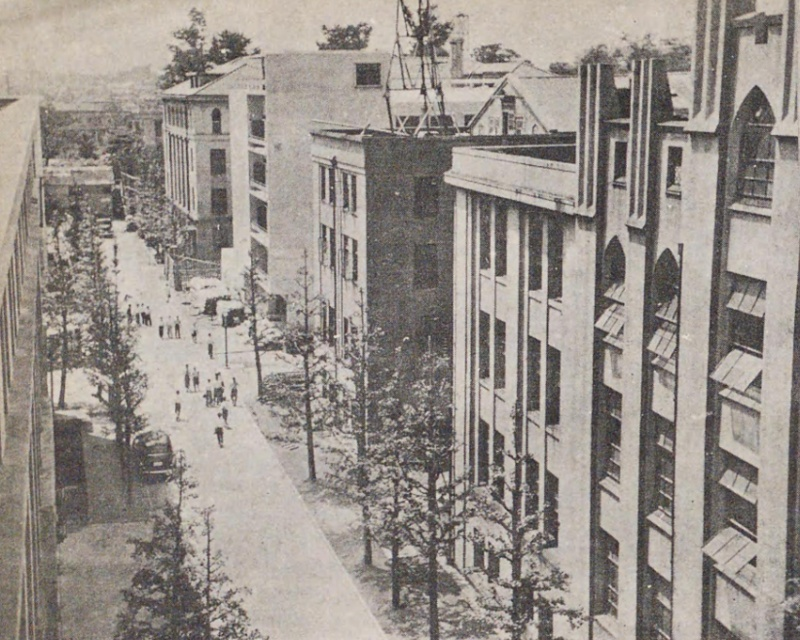
理工学部校舎（1952年）

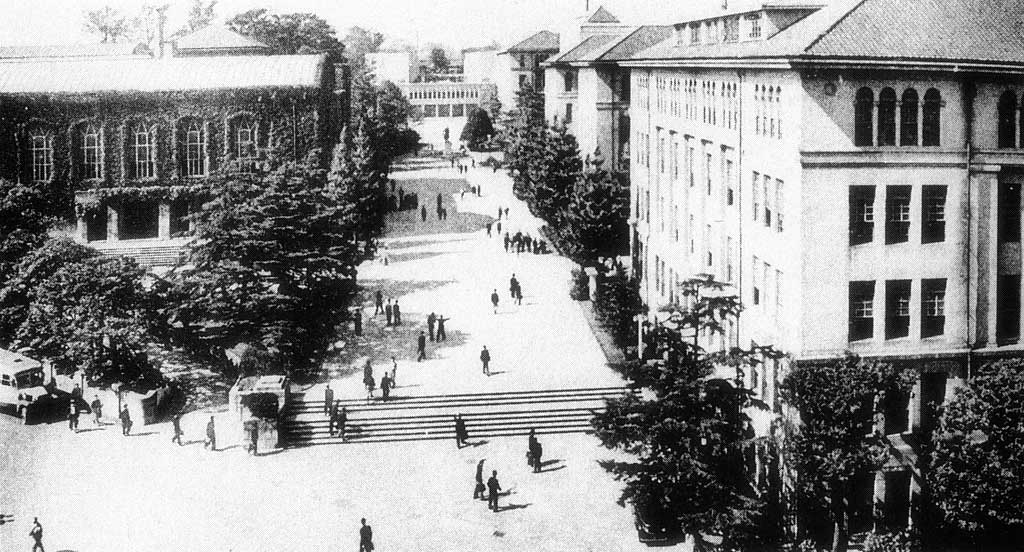
大隈講堂から見た大学構内
（昭和30年代）

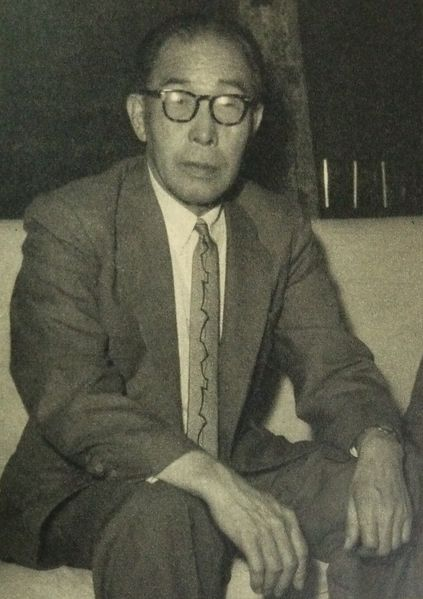
大浜信泉（第7代総長）

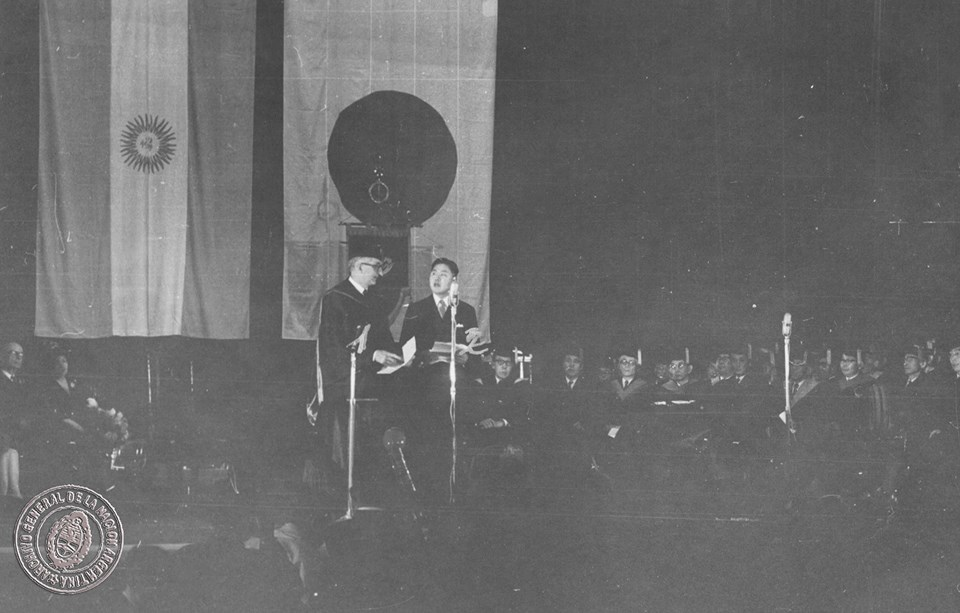
アルゼンチン大統領アルトゥーロ･フロンディシの来校（1961年)

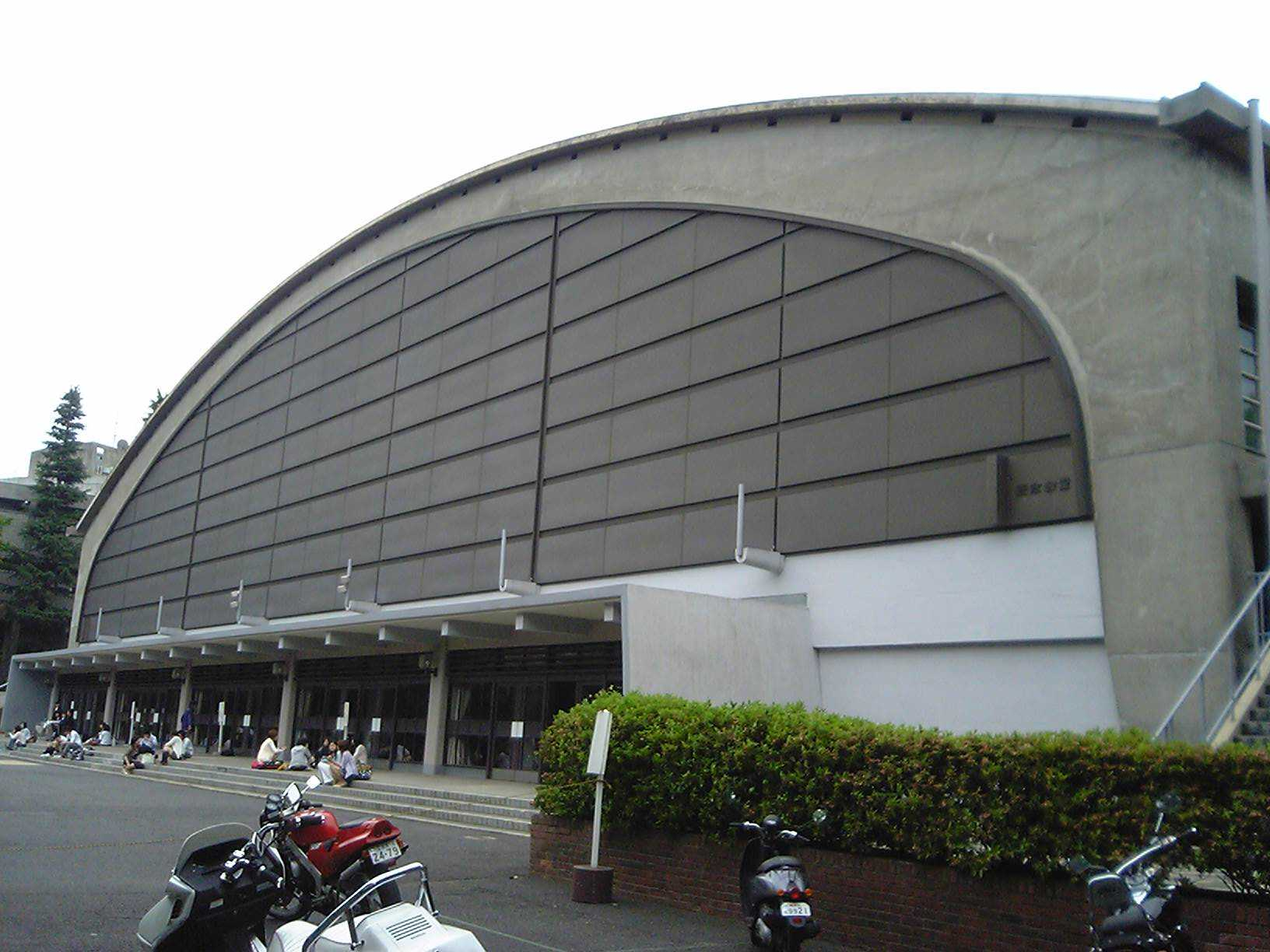
記念会堂（戸山）

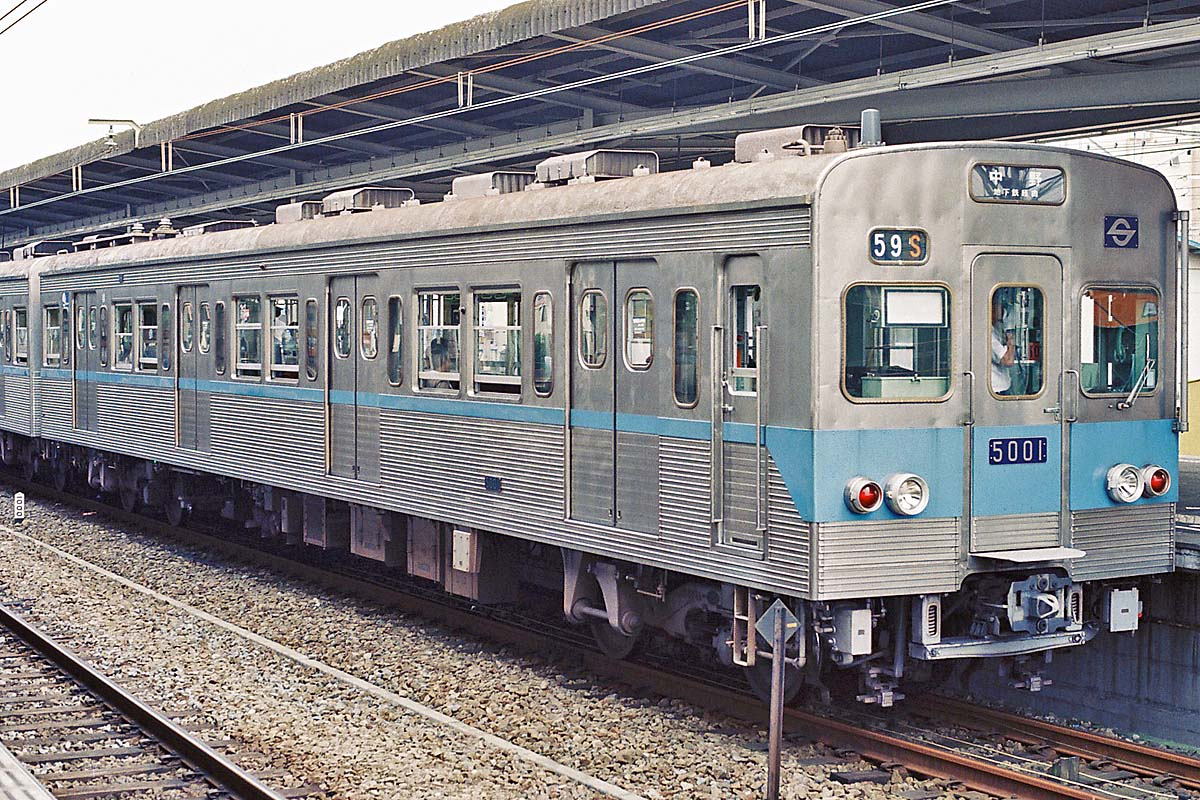
都電の縮小と東西線の開業は大学へのアクセス事情を激変させた

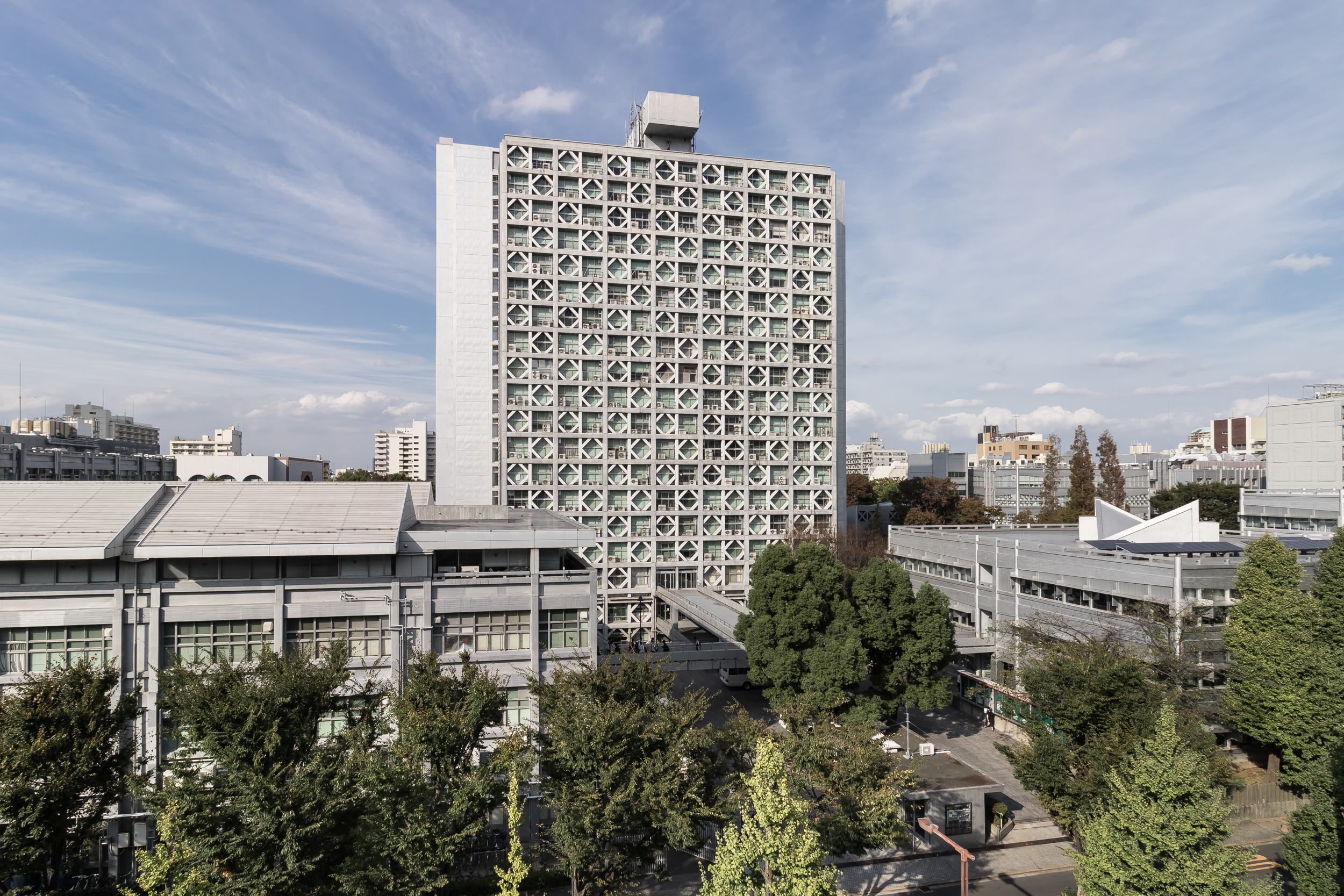
大久保キャンパス（現：西早稲田キャンパス）

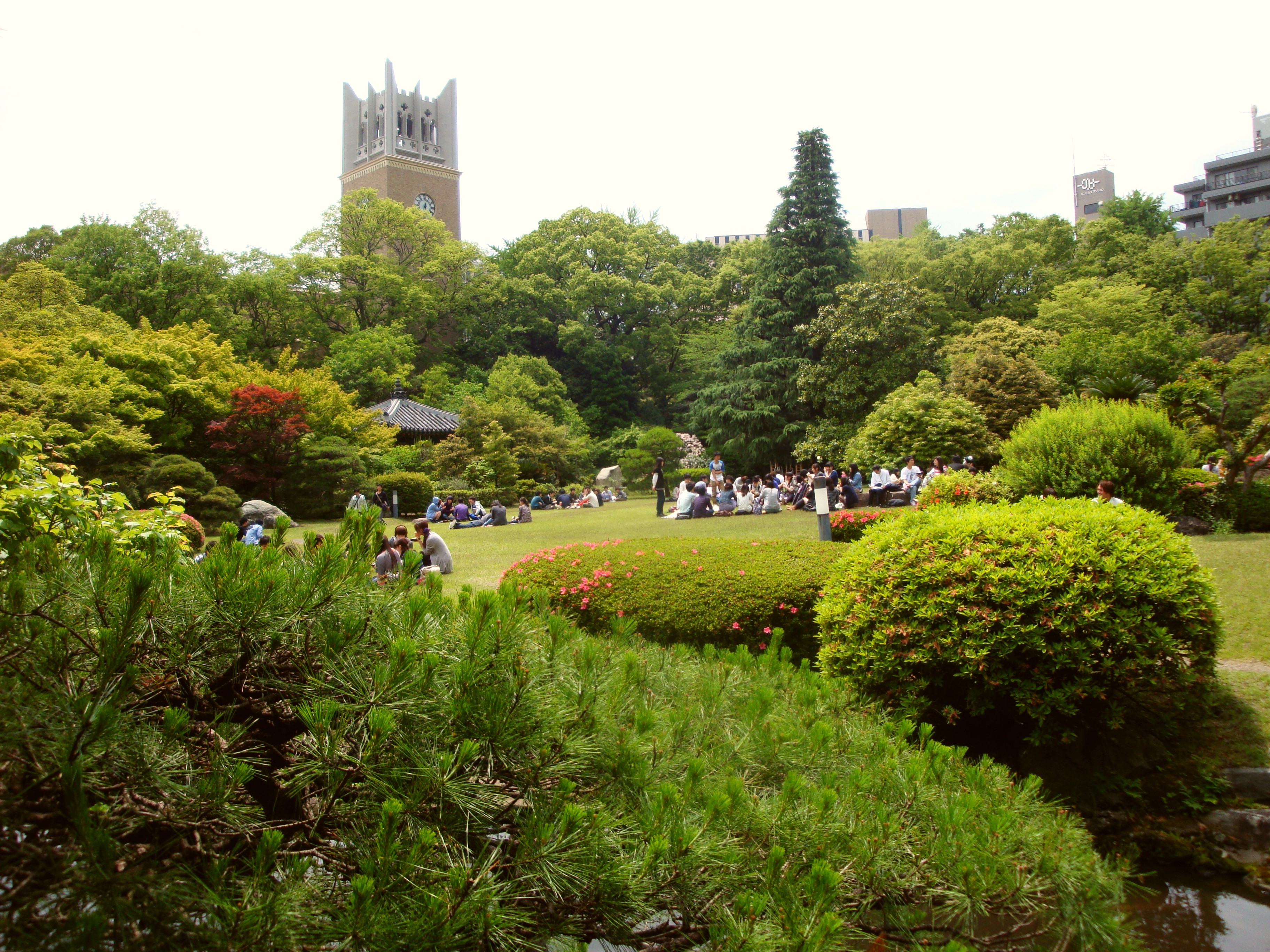
大隈庭園

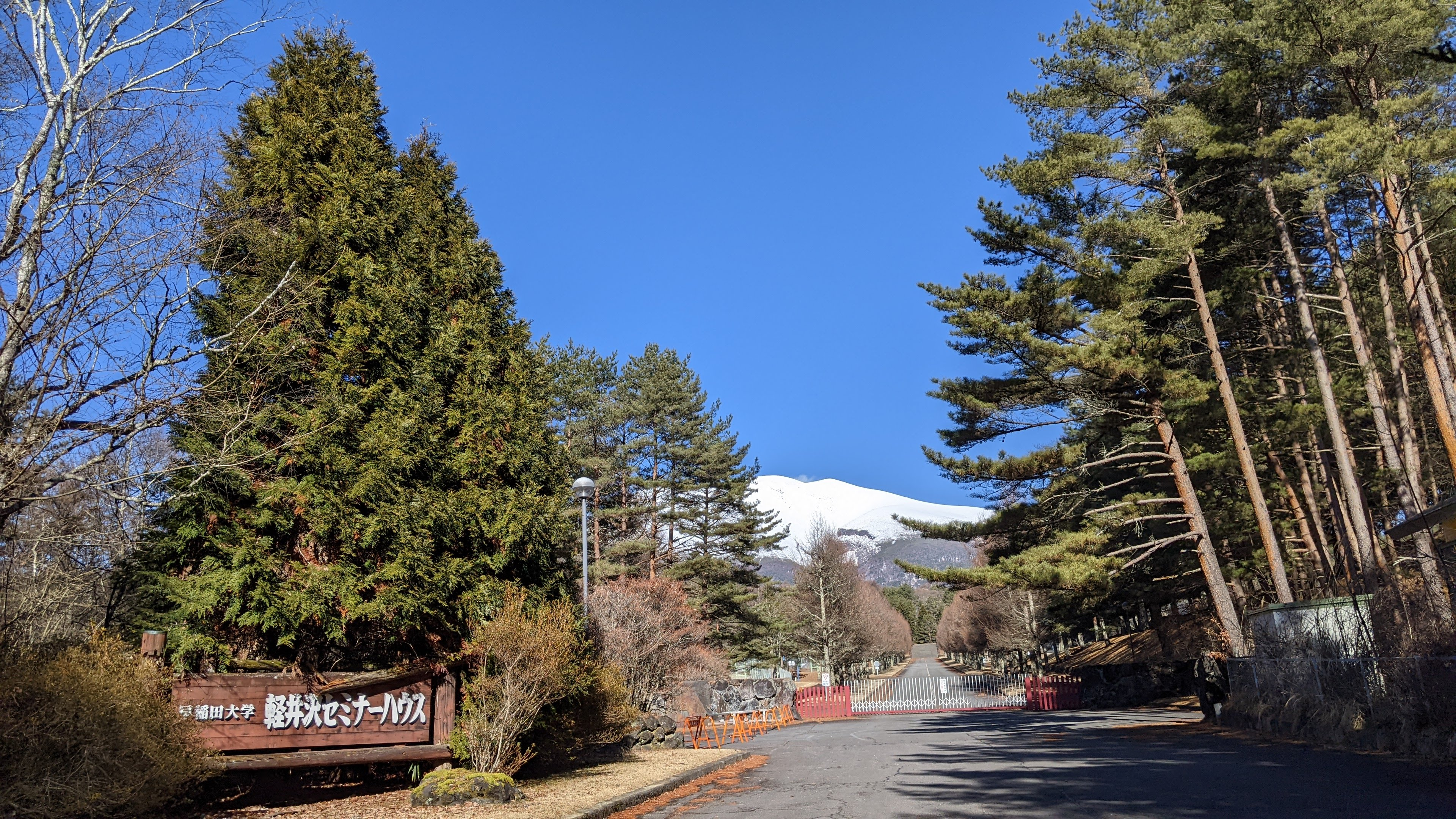
軽井沢セミナーハウス
（旧追分セミナーハウス）

  - 3月 - 旧制第一・第二早稲田高等学院が廃校、在校生は新制大学の学部1・2年生に移行。
  - 4月 - 学制改革に伴い、新制早稲田大学を設置[56]。新制早稲田大学高等学院開校。旧制の学部・専門部・高等師範部・専門学校・高等工学校の学生・生徒募集を停止。体育部を新設。
  - 5月 - 『早稲田大学教旨』を改訂、「立憲帝国の忠良なる臣民として」を削除[8]。
  - 7月 - 高田馬場駅-大学正門間にスクールバス運行開始。
- 1950年（昭和25年）
  - 8月 - 北海道と東北地方で第1回社会教育講座を開催。
  - 10月 - 早稲田大学事件起こる。
- 1951年（昭和26年）
  - 2月 - 学制改革に伴う学校法人への組織変更認可[57]。
  - 3月 - 旧制学部最後・新制学部最初の卒業式を挙行。
  - 4月 - 旧制の高等師範部、専門学校を廃止。新制の早稲田大学大学院6研究科（修士課程）を設置。
  - 10月 - 旧制の専門部、高等工学校を廃止。
- 1952年（昭和27年）
  - 4月 - 体育会と体育部を統合して体育局を設置[58]。
  - 5月 - 「5月8日早大事件」起こる。
  - 10月 - 共通教室校舎（現10号館）竣工。
- 1953年（昭和28年）
  - 5月 - 大学院博士課程を設置。
  - 7月 - 戦後最初の海外留学生を派遣。
  - 11月 - 第1回統一早稲田祭開催。
- 1954年（昭和29年）
  - 5月 - 学生会館竣工。
  - 10月 - 会津記念東洋美術陳列室竣工。
  - 早稲田奉仕園に土地・建物を返還[31]。
- 1955年（昭和30年）
  - 2月 - 外国学生特別選考制度発足。
  - 4月 - 大隈記念社会科学研究所開設。
  - 11月 - 校友会館竣工（大隈庭園内）。
- 1956年（昭和31年）
  - 2月 - 生産研究所（現：アジア太平洋研究センター）を設置。
  - 8月 - 高等学院が練馬区上石神井に移転。
  - 10月 - 放射性同位元素研究室竣工（理工学研究所）。
- 1957年（昭和32年）
  - 3月 - 名誉博士に関する規則を制定[59]。
  - 10月 - 記念会堂が竣工。（1964年東京オリンピックのフェンシング競技会場として使用される）
- 1958年（昭和33年）
  - 3月 - 早稲田大学出版部、通信講義録事業を廃止。
  - 4月 - 比較法研究所を設置。
  - 5月 - 大隈記念学術褒賞と小野梓記念賞を制定[59]。
- 1959年（昭和34年）
  - 5月 - 坪内逍遙生誕百年記念祭を開催。
  - 7月 - 語学教育研究室（現：語学教育研究所）を設置。
  - 10月 - 電子計算室（現：メディアネットワークセンター）を設置。
- 1960年（昭和35年）
  - 3月 - 旧制早稲田大学（大学院・学部）廃止。
  - 5月 - 市島春城生誕百年記念祭を開催。
  - 11月 - 高田早苗生誕百年記念祭を開催。
- 1961年（昭和36年）
  - 3月 - 大学院工学研究科を理工学研究科と改称。
  - 4月 - 第二理工学部の学生募集を停止。第一理工学部の鉱山学科を資源工学科と改称。
  - 9月 - 第二共通教室（22号館）竣工。
  - 11月 - 天野為之生誕百年記念祭を開催。
- 1962年（昭和37年）
  - 4月 - 第一・第二文学部が戸山の旧高等学院校地に移転。
  - 5月 - 人類初の宇宙飛行士であるソビエト連邦のユーリイ・ガガーリン来校[12]。
  - 7月 - 客員教授制度を設ける。
  - 12月 - 本庄校地（埼玉県本庄市栗崎）購入決定。
- 1963年（昭和38年）
  - 4月 - 国際部を設置。水稲荷神社と甘泉園の土地交換に関する契約締結。
  - 7月 - 大隈記念社会科学研究所を社会科学研究所に改組。
  - 12月 - 早稲田実業学校が系属校となる。
- 1964年（昭和39年）
  - 4月 - 教育学部に理学科（数学専修・生物学専修・地学専修）を新設。教育学科に体育学専修を増設。
  - 12月 - 営団地下鉄東西線早稲田駅開業。
- 1965年（昭和40年）
  - 4月 - 第二法学部および第二商学部、学生募集を停止。理工学部に物理学科を設置。
  - 6月 - 『早稲田大学史記要』発刊。
  - 10月 - 応援曲「コンバットマーチ」誕生。早大闘争起こる。
- 1966年（昭和41年）
  - 4月 - 第二政治経済学部、学生募集を停止。社会科学部を設置。第一文学部を2類18専攻制に、第二文学部を2類7専攻制に改める。
  - 11月 - 15号館新築、4号館増築工事竣工。
- 1967年（昭和42年）
  - 2月 - 16号館（教育学部）竣工。
  - 4月 - 大久保キャンパス（現：西早稲田キャンパス）が完成、第一・第二理工学部が移転。甘泉園の売却完了。
  - 大隈庭園を学生に開放。
- 1968年（昭和43年）4月 - 第二理工学部を廃止、第一理工学部を理工学部と改称。学生相談センターを設置。
- 1969年（昭和44年）
  - 2月 - 大学問題研究会発足。
  - 8月 - 追分セミナーハウス（現：軽井沢セミナーハウス）竣工。
  - 9月 - 法商研究室棟（9号館）竣工。
- 1970年（昭和45年）
  - 4月 - 第二文学部、Ⅰ類・Ⅱ類の類別編成を廃止するとともに文芸専攻を増設。
  - 9月 - 建物・校舎の号館表示を変更。
  - 9月10日 - 学生が参加する初の総長候補者信認投票が行われるも、反対する学生により投票箱が奪われ燃やされる[60]。
  - 11月 - 第1回ホームカミングデーを開催。
- 1971年（昭和46年）4月 - 第一文学部、Ⅰ類・Ⅱ類の類別編成を廃止。古代エジプト調査委員会発足。
- 1972年（昭和47年）
  - 4月 - 理工学部電気通信学科を電子通信学科と改称。
  - 6月 - 大隈重信侯没後50年祭記念講演会および展示会を開催。
  - 11月 - 川口大三郎事件起こる。
- 1973年（昭和48年）
  - 4月 - 第一政治経済学部を政治経済学部に、第一法学部を法学部に、第一商学部を商学部に改称。第一政治経済学部新聞学科・自治行政学科廃止。理工学部に化学科を増設。理工学研究科応用物理学専攻を物理学及応用物理学専攻に改称。
  - 入学式が過激派の乱入により、途中で打ち切られる。
  - 5月 - 村井資長総長拉致事件発生[61]。
  - 7月 - 校規改正（総長三選禁止）。
- 1974年（昭和49年）7月 - 産業経営研究所を設置。
- 1975年（昭和50年）4月 - 学債募集開始。
- 1976年（昭和51年）10月 - 早稲田大学国際交流基金を設定。
- 1978年（昭和53年）
  - 3月 - 『早稲田大学百年史』刊行開始（1997年完結）。
  - 4月 - 現代政治経済研究所を設置。早稲田大学専門学校開校。
- 1979年（昭和54年）
  - 4月 - 早稲田中学校・高等学校が系属校となる。
  - 12月 - 環境保全センターを設置。
- 1980年（昭和55年）
  - 2月 - 商学部で不正入試が発覚。教職員から逮捕者・自殺者を出した。
  - 11月 - 第二学生会館改修工事完了。

- 1981年（昭和56年）

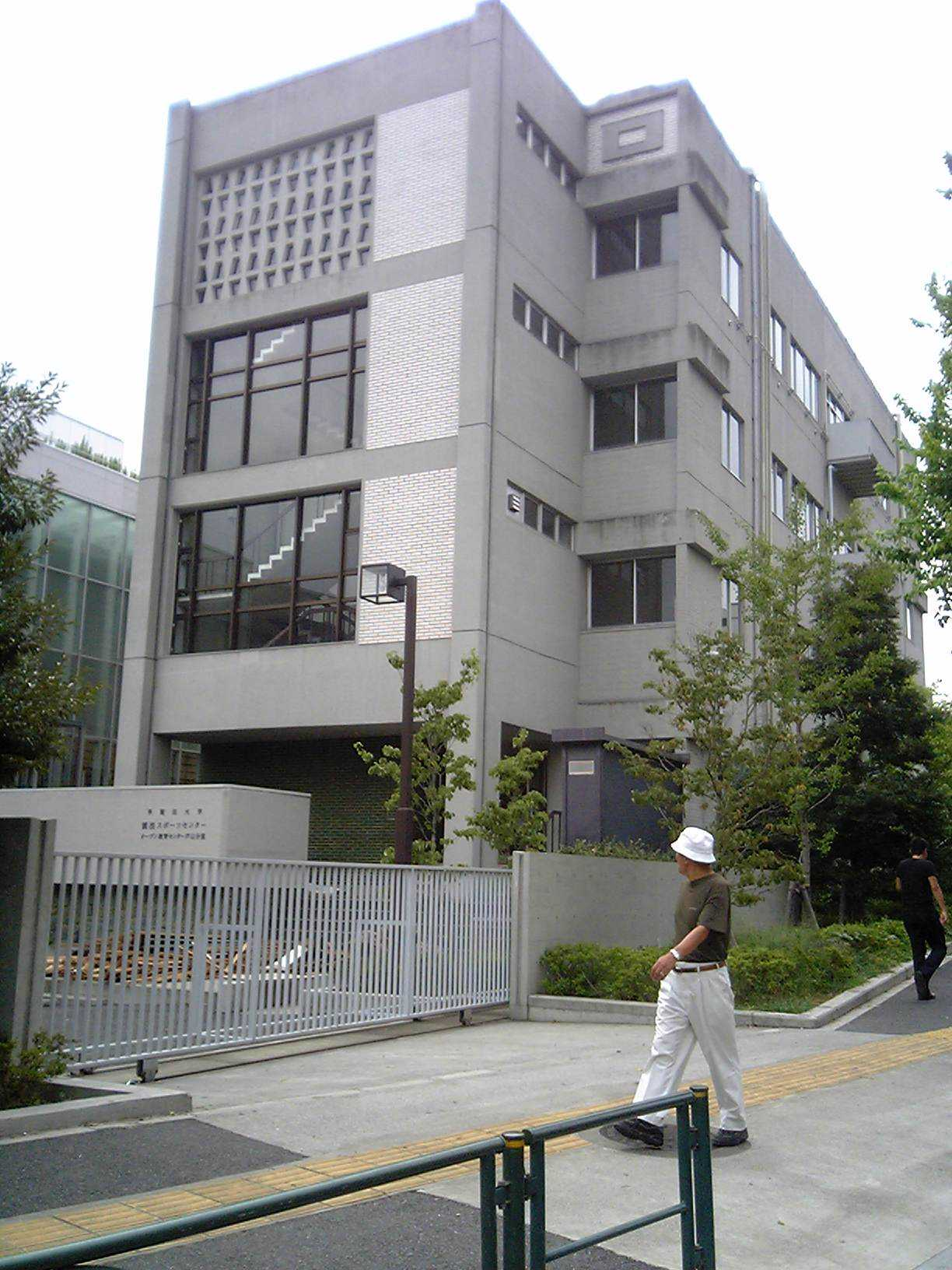
17号館

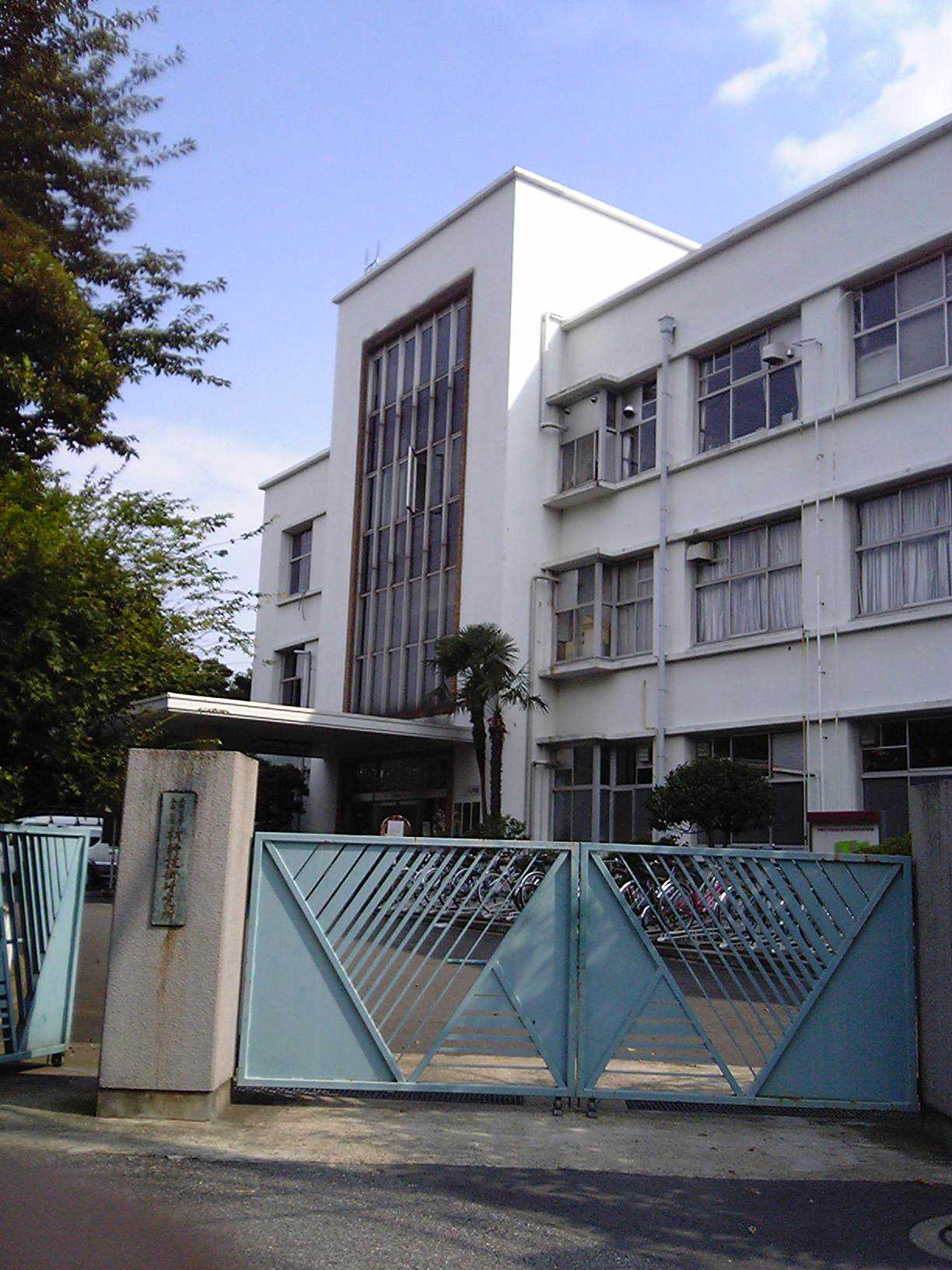
材料技術研究所

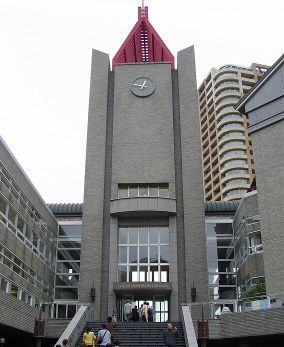
早稲田大学図書館

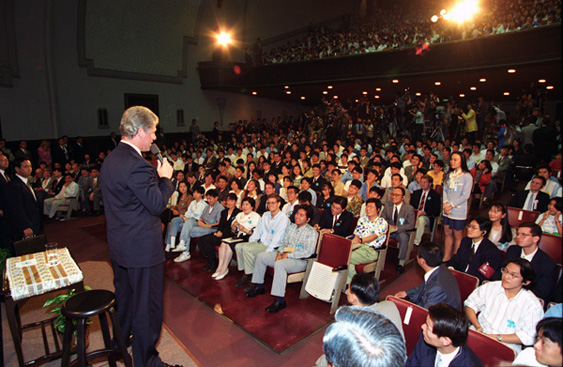
クリントン米大統領の来校

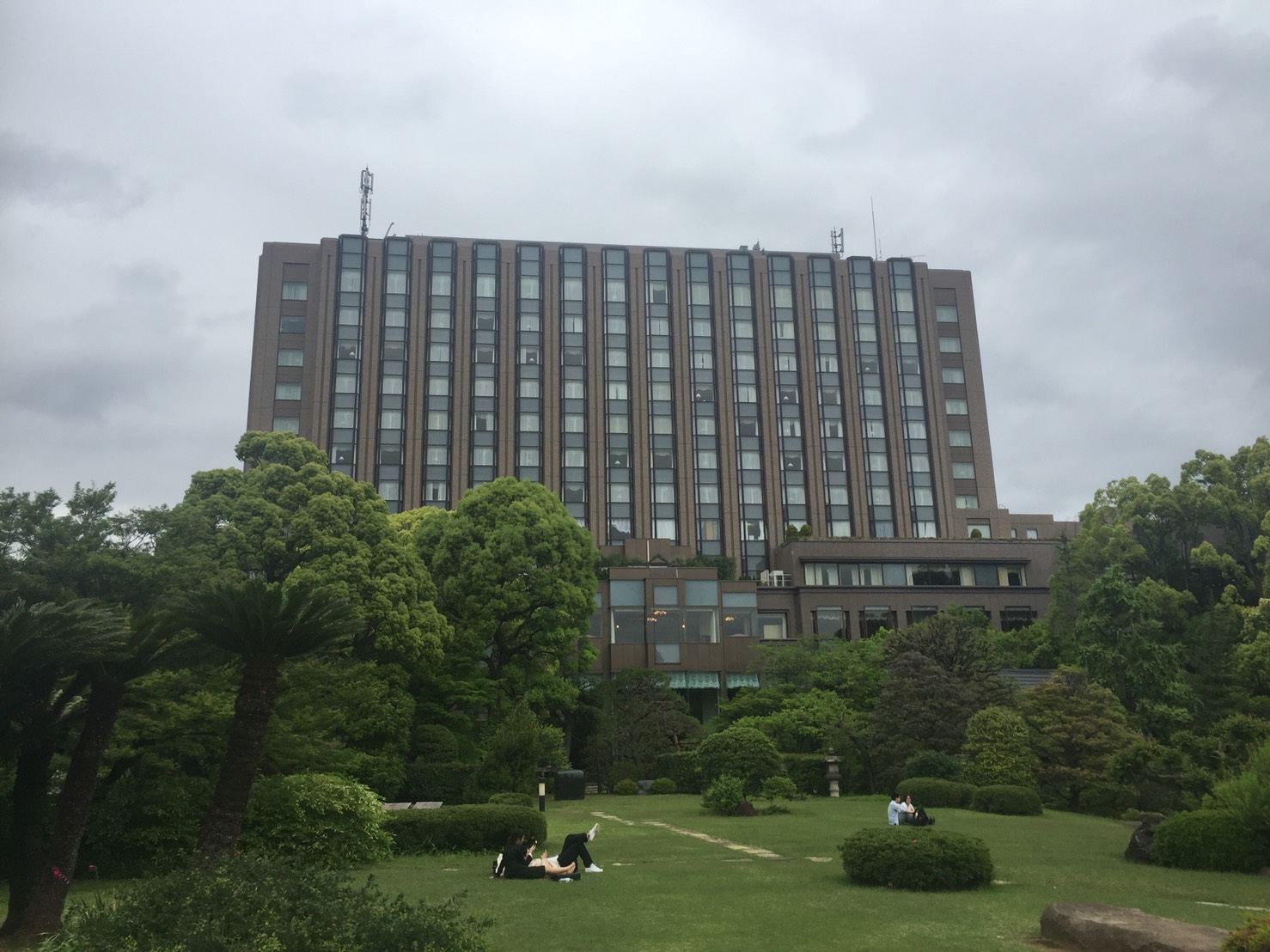
リーガロイヤルホテル東京

  - 4月 - エクステンションセンターを設置。
  - 5月 - 評議員会、新キャンパス用地を所沢市三ヶ島地区と決定（現在の所沢キャンパス）。
  - 10月 - 体育厚生施設（17号館）竣工（旧武道館跡地）。
- 1982年（昭和57年）
  - 4月 - 本庄高等学院開校。
  - 10月 - 創立100周年記念式典を挙行。スポーツ功労者表彰規程を制定[59]。
- 1984年（昭和59年）
  - 4月 - 第一文学部に学科制が復活、史学科に考古学専修設置。
  - 12月 - 芸術功労者表彰規程を制定[59]。
- 1985年（昭和60年）
  - 11月 - エクステンションセンター棟竣工。
  - 早稲田奉仕園と協力して留学生寮『国際学舎』を開設[31]。
- 1986年（昭和61年）
  - 4月 - 早稲田大学教育総合研究室を開設[62]。
  - 10月 - 松代セミナーハウス竣工。
- 1987年（昭和62年）
  - 4月 - 所沢キャンパス開設。人間科学部・人間総合研究センターを設置。理工学部金属工学科を材料工学科と改称。
  - 11月 - 安部球場（旧戸塚球場）閉鎖。
- 1988年（昭和63年）
  - 4月 - 日本語教育研究センターを設置。オープンカレッジを開設。
  - 10月 - 鋳物研究所を各務記念材料技術研究所と改称[52]。
- 1989年（平成元年）11月 - 染谷記念国際会館竣工。
- 1990年（平成2年）
  - 3月 - 大隈ガーデンハウス竣工。大学院教育学研究科を設置。
  - 4月 - 所沢スポーツホール竣工。
- 1991年（平成3年）4月 - 理工学部に情報学科設置。総合学術情報センターが開館。大学院人間科学研究科を設置。
- 1992年（平成4年）
  - 4月 - 戸山キャンパス図書棟・食堂棟・プール竣工。
  - 11月 - 戸山キャンパス文学部第2研究棟竣工。
- 1993年（平成5年）
  - 3月 - 理工学総合研究センター棟と研究棟竣工（大久保キャンパス）。
  - 7月 - ビル・クリントンアメリカ合衆国大統領来校。現役の米大統領による初の日本の大学への来校となった。
  - 11月 - 菅平セミナーハウス竣工。
- 1994年（平成6年）
  - 2月 - 大隈会館およびホテル棟竣工（翌月に本部各事務所が1号館から大隈会館に移転）。
  - 4月 - 大学院社会科学研究科を設置。教育学部教育学科体育学専修廃止。2号館（旧図書館）内に高田早苗記念研究図書館開館[63]。
  - 12月 - 西早稲田キャンパス整備計画（A,B,C棟の建て替え）に着手、A棟（14号館）の建て替え工事が始まる。
- 1996年（平成8年）6月 - メディアネットワークセンターを設置。（2014年4月、グローバルエデュケーションセンター (GEC) に移管）
- 1997年（平成9年）
  - 4月 - 理工学部電子通信学科を電子・情報通信学科と改称。
  - 7月 - アジア太平洋研究センターを設置。
  - 12月 - ハイテク・リサーチセンターが竣工。
  - 同志社大学と国内相互間留学制度・学術交流制度を提携。
- 1998年（平成10年）
  - 4月 - 理工学部資源工学科を環境資源工学科、材料工学科を物質開発工学科、数学科を数理科学科と改称。大学院アジア太平洋研究科を設置。
  - 5月 - 2号館に會津八一記念博物館が開設[64]。
  - 6月 - 国際情報通信研究センターを設置[65]。
  - 9月 - 教育総合研究室を教育総合研究所に改組[62]。
  - 11月 - 江沢民講演会事件発生。
  - 12月 - 総合健康教育センターを設置。
- 2000年（平成12年）4月 - 大学院国際情報通信研究科、オープン教育センター、入学センターを設置。総合研究機構を創設し、教授陣によるプロジェクト研究所を開設・運営する体制を整える[66]。

- 2001年（平成13年）

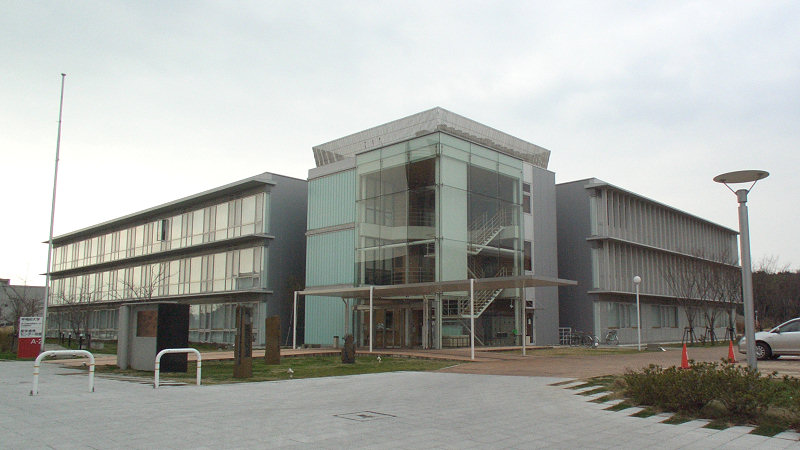
北九州学術研究都市の早稲田大学北九州キャンパス）

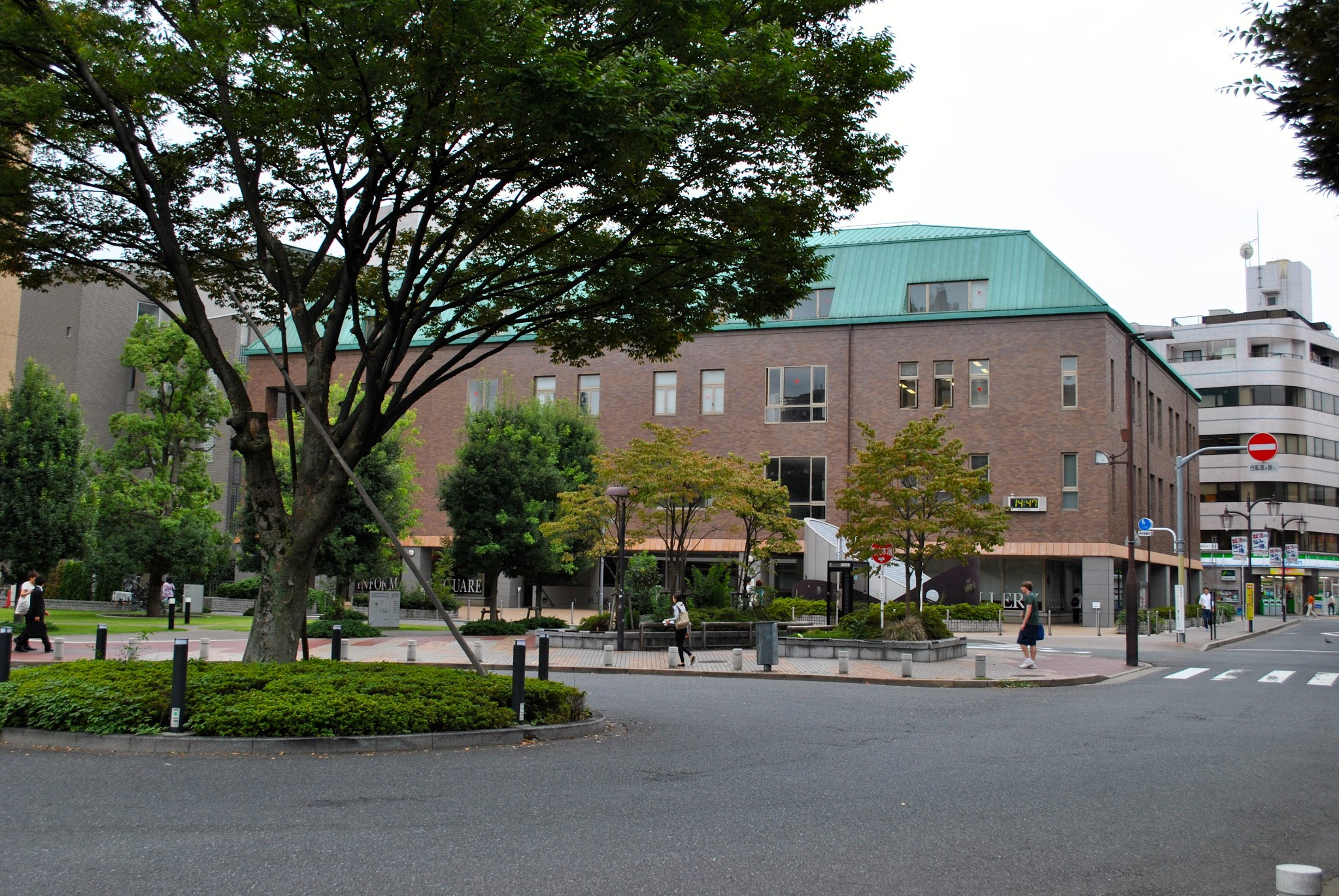
小野梓記念館

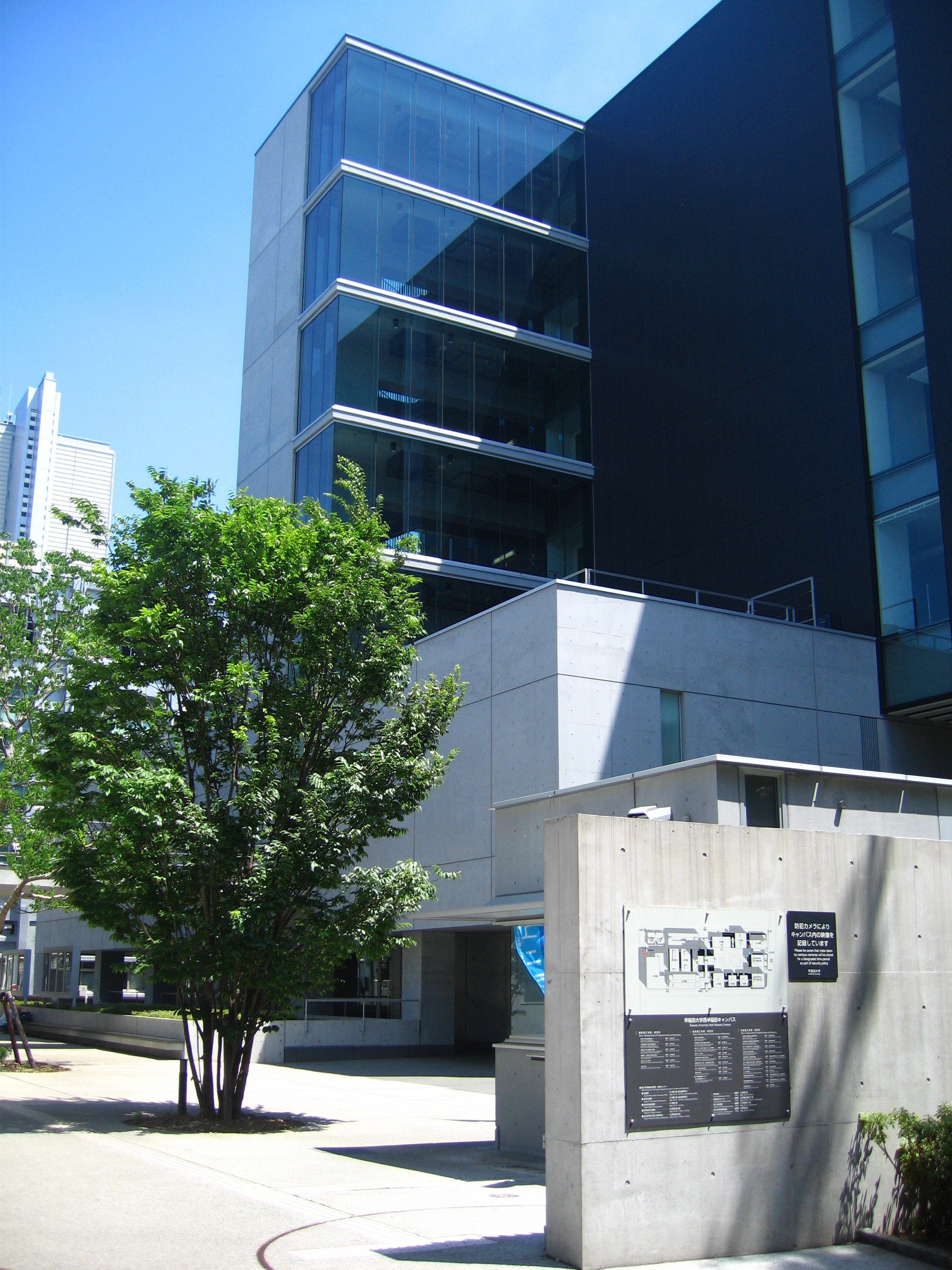
63号館（2008年竣工）

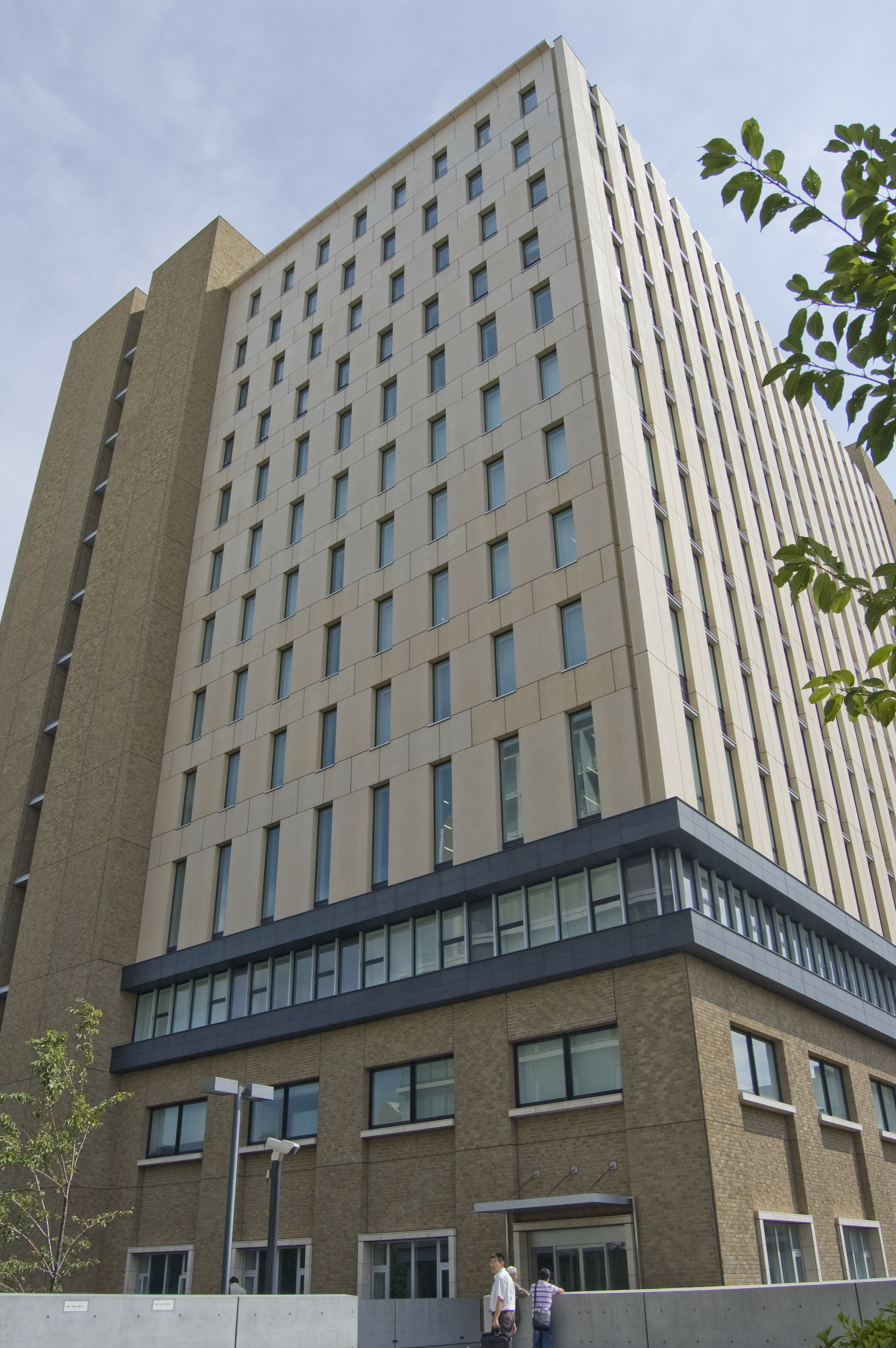
11号館（2009年竣工）

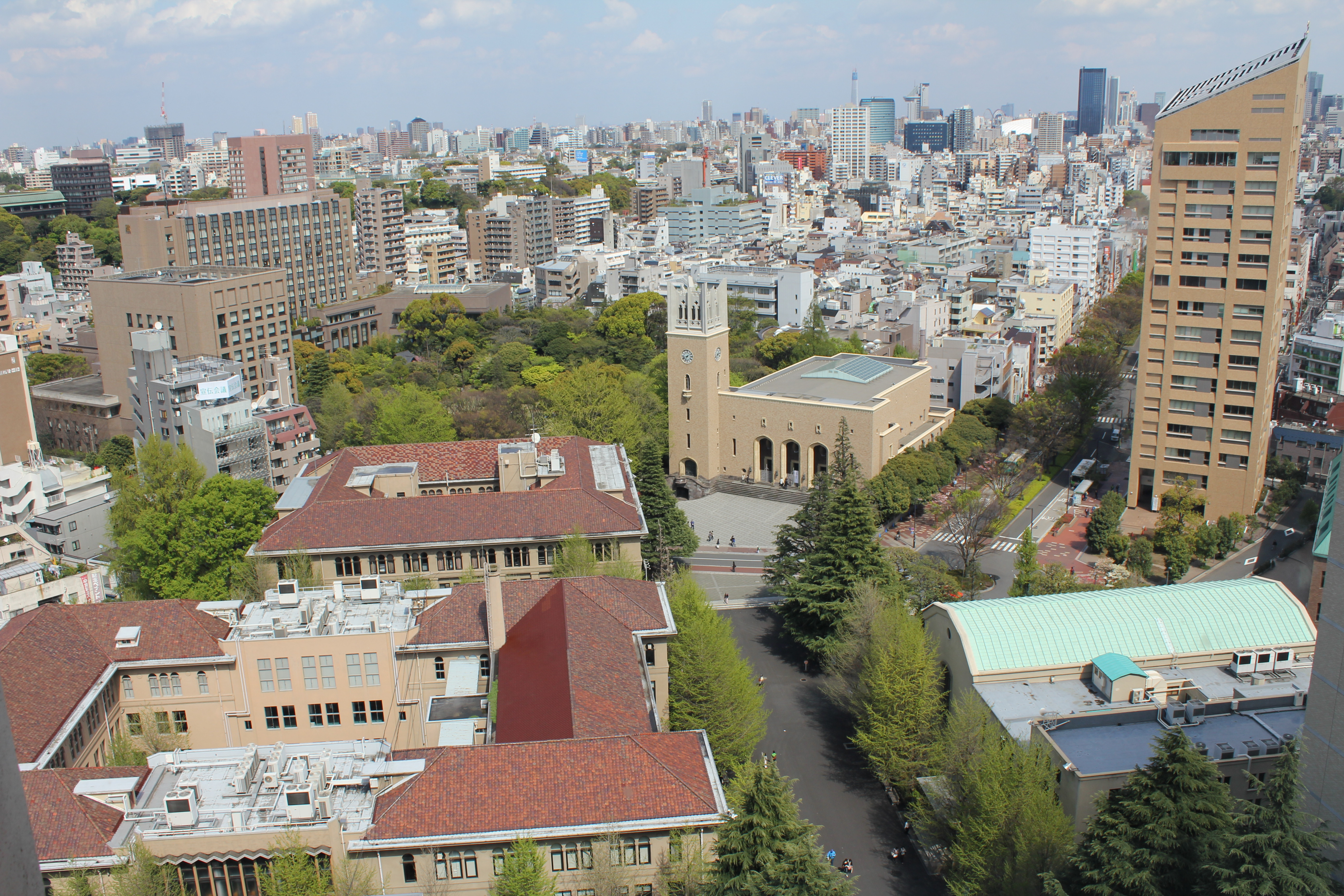
整備事業完了後の早稲田キャンパス（2010年4月撮影）

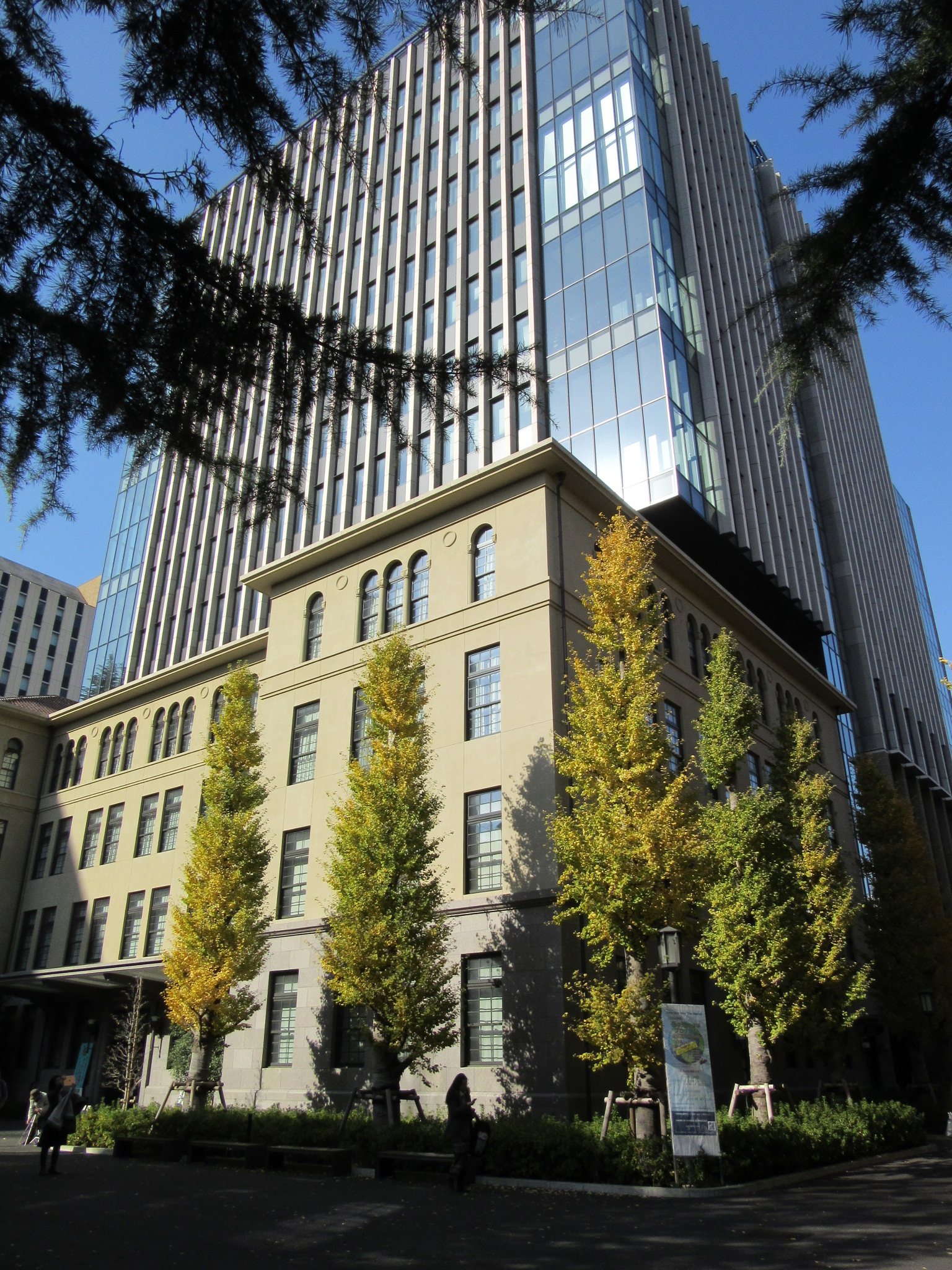
新3号館（2014年竣工）

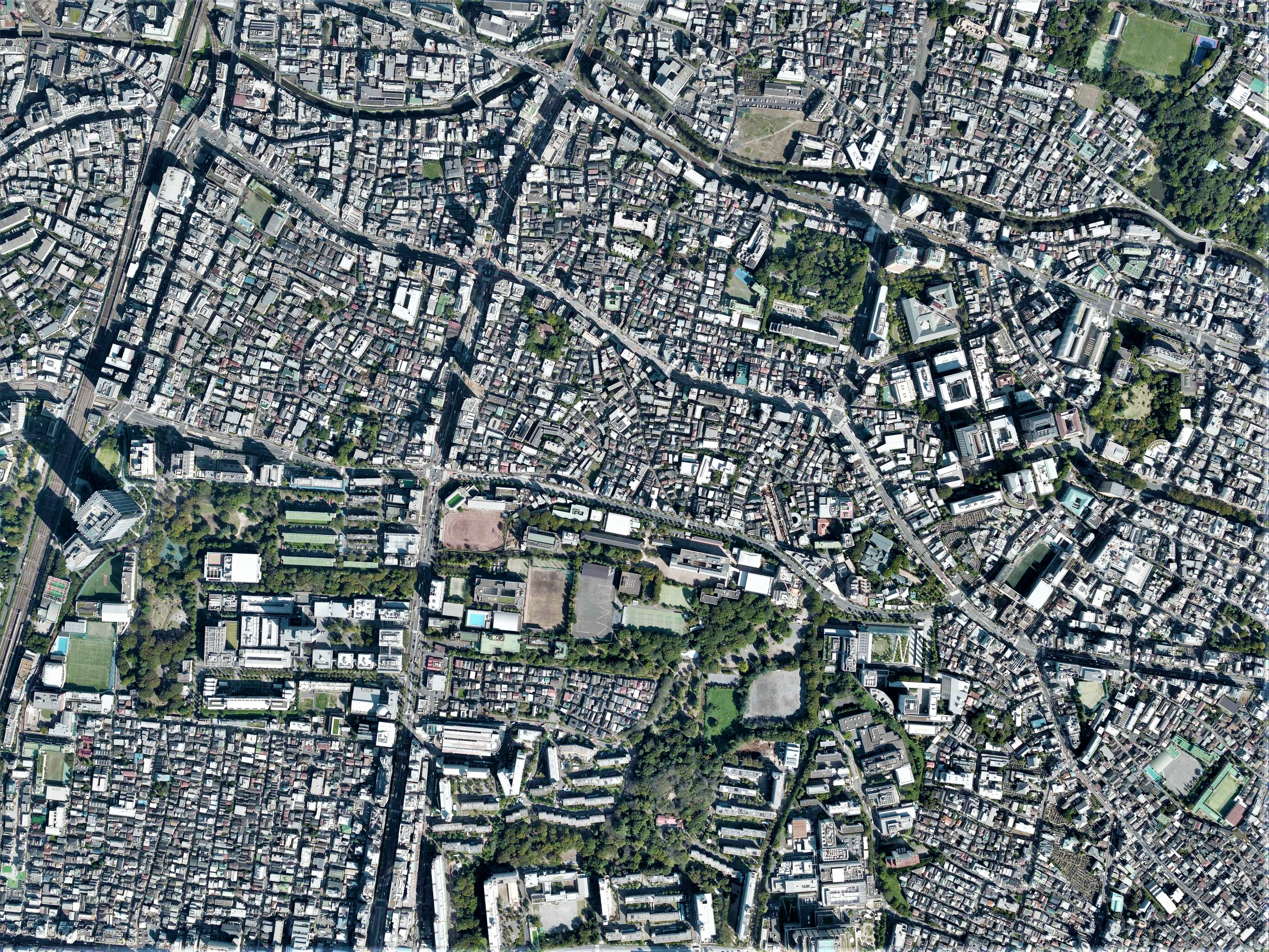
早稲田キャンパス周辺の空中写真（2019年）

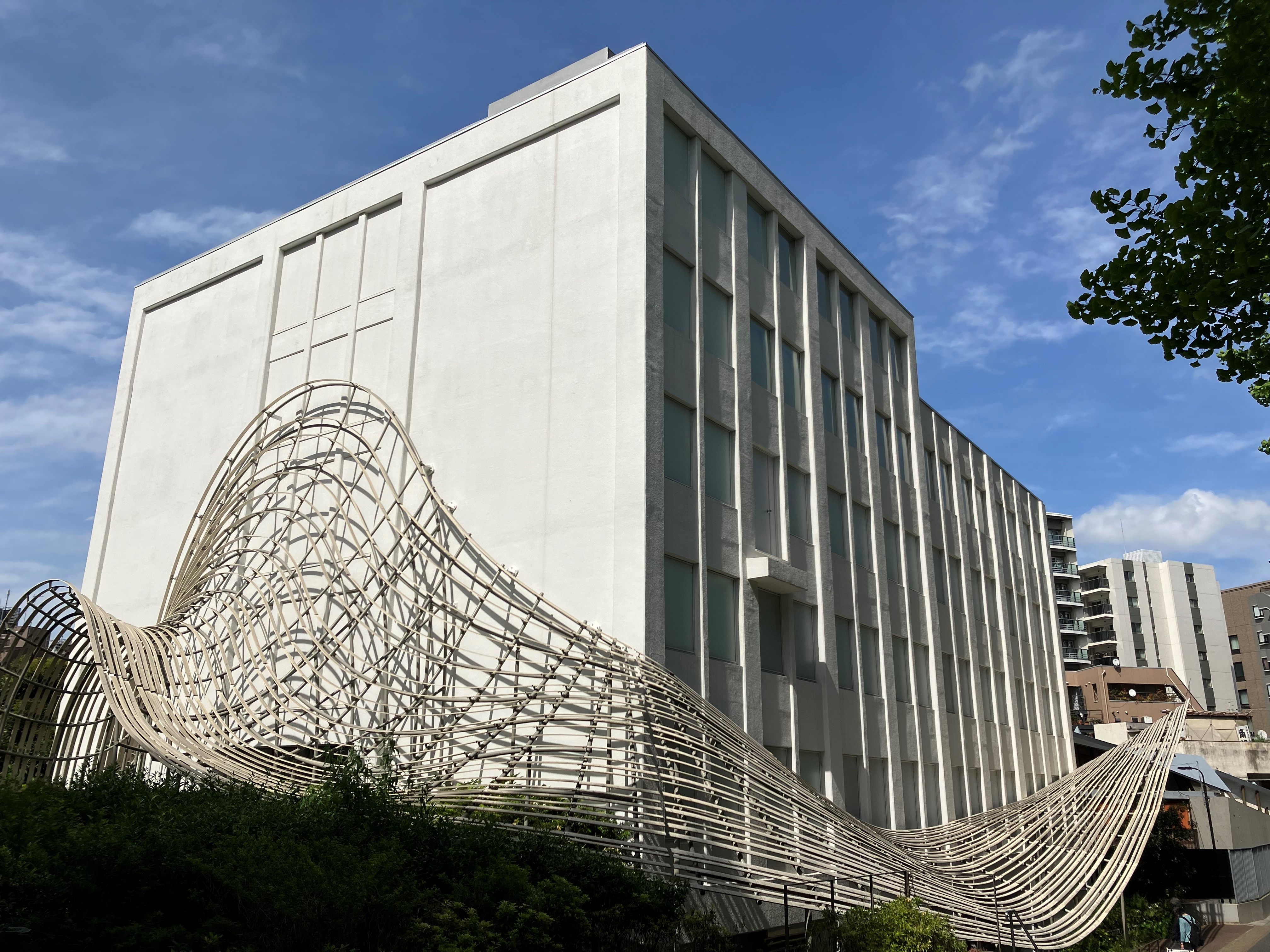
早稲田大学国際文学館

  - 4月 - 学習院大学、学習院女子大学、立教大学、日本女子大学との5大学間学生交流 (f-Campus) ならびに東京女子医科大学、武蔵野美術大学との学術交流を開始。
  - 8月 - 新学生会館（30号館）竣工。
  - 大学院日本語教育研究科、理工学総合研究センター九州研究所、研究開発センターを設置。専門学校を芸術学校に改組。
- 2002年（平成14年）
  - 4月2日 - 創立120周年のこの年、長崎の致遠館があった場所に「致遠館跡」石碑を建立され、除幕式が行われる[67]。
  - 4月 - 渋谷幕張シンガポール校が早稲田大学系属早稲田渋谷シンガポール校となる[68]。
  - 10月 - 早稲田大学と埼玉県、本庄市の共同出資で本庄国際リサーチパーク研究推進機構を設立。
- 2003年（平成15年）4月 - スポーツ科学部ならびに人間科学部通信教育課程、大学院アジア太平洋研究科国際技術経営専攻（専門職大学院MOT）、大学院公共経営研究科（専門職大学院）、大学院情報生産システム研究科（北九州市）を設置。体育局を競技スポーツセンターに改組[58]。川口芸術学校が開校。
- 2004年（平成16年）
  - 3月 - 上越新幹線本庄早稲田駅開業。
  - 4月 - 国際教養学部、政治経済学部国際政治経済学科、大学院法務研究科（法科大学院）を設置。コレド日本橋に専門職大学院である大学院ファイナンス研究科が開校。
  - 9月 - 学問系統ごとの学部、大学院、研究所を統合する学術院制度を導入し、政治経済、法学、文学、教育・総合科学、商学、理工、社会科学総合、人間科学、スポーツ科学、国際教養の各学術院を設置[69]。
- 2005年（平成17年）
  - 2月 - 西早稲田キャンパス整備計画に基づいて、B棟（8号館）が竣工[70]。
  - 4月 - 大学院会計研究科（会計大学院）を設置[71]。小野梓記念館（27号館）完成。
  - 12月 - 九州大学と連携に関する基本協定締結。国内初の国立大学法人と私立大学の包括的な連携協定となる[72]。
- 2006年（平成18年）
  - 4月 - 大学院スポーツ科学研究科を設置[73]。大隈記念タワー（26号館）完成。
  - 4月 - 京都大学と連携協力に関する基本協定を締結[74]。
  - 9月 - 早稲田大学高等研究所を設置[75]。
- 2007年（平成19年）
  - 4月 - 第一文学部と第二文学部を改編し、新たに文化構想学部（1学科6論系）と文学部（1学科17コース）を設置。理工学部、大学院理工学研究科を分割し、基幹理工学部（基幹理工学研究科）、創造理工学部（創造理工学研究科）、先進理工学部（先進理工学研究科）の3学部3研究科からなる理工学術院体制が発足[76]。
  - 12月 - 大隈講堂が重要文化財に指定される。
- 2008年（平成20年）
  - 4月 - 東京女子医科大学と医理工融合研究教育拠点である早稲田大学先端生命医科学センター（TWIns）を創設[77]。
  - 5月 - 関西大学との間で学術交流協定を締結。中国国家主席胡錦濤が来校し、特別講演[78]。
  - 6月 - 東京メトロ副都心線西早稲田駅開業。
  - 10月21日 - 早稲田大学が、学びのためのSNS「QuonNet」を開始[79][80]
- 2009年（平成21年）
  - 2月 - 西早稲田キャンパス整備計画に基づいて、C棟（新11号館）が竣工、15年に渡る西早稲田キャンパス整備事業が完成。
  - 4月 - 西早稲田キャンパスを早稲田キャンパスへ改称、大久保キャンパスは西早稲田キャンパスへ改称。九州工業大学・北九州市立大学との間で国・公・私の工学系3大学院連携による北九州学術研究都市連携大学院カーエレクトロニクスコース（現カーロボＡＩ連携大学院）を設置[81]。
  - 9月26日 - 早稲田大学で日本フェノロサ学会開催。坪内逍遥の東京帝国大学時代の『フェノロサ哲学講義ノート』（早稲田大学坪内博士記念演劇博物館所蔵）などが展示される。
- 2010年（平成22年）
  - 4月 - 大学院・先進理工学研究科に、日本初となる他大学との共同専攻（共同先端生命医科学専攻（東京女子医科大学）、共同先進健康科学専攻（東京農工大学）、共同原子力専攻（東京都市大学）を設置[82][83]。国際教養大学、国際基督教大学、立命館アジア太平洋大学の3大学との間で連携協定を締結[84]。
  - 7月 - 兵庫県神戸市のポートアイランドに、医療研究・開発のための研究施設「神戸BT（バイオテクノロジー）センター早稲田大学浅野研究室」を開設[85]。
- 2011年（平成23年）
  - 2月 - 先端科学・健康医療融合研究機構が、神戸大学の医学部と大学院医学研究科との間で、先端医療の研究活動で協力する連携協定を締結。
  - 3月11日に発生した東日本大震災の影響により、2010年度卒業式および2011年度入学式が中止となり、講義開始を5月6日に開始することとなった。
  - 10月 - オックスフォード大学に招かれ、吉永小百合がオックスフォード大学ハートフォードカレッジのチャペルで原爆詩の朗読を行った[86]。
- 2012年（平成24年）
  - 12月19日 - オックスフォード大学エクスターカレッジ学長来校。
- 2013年（平成25年）
  - 4月 - 6学部でクォーター制を導入。早稲田大学大学院入学式にオックスフォード大学フォルフソンカレッジ学長来校（4月2日）。
  - 10月 - オックスフォード大学サイード・ビジネス・スクールと早稲田大学ビジネススクールで双方向オンライン授業“Global Opportunities & Threats:Oxford (GOTO)”開始。
- 2014年（平成26年）
  - 3月28日 - 早稲田大学高等学院が文部科学省によりスーパーグローバルハイスクール指定校に選定される。
  - 4月 - 中野警察学校跡地に、中野国際コミュニティプラザ開館。
- 2015年（平成27年）
  - 3月 - 川口芸術学校閉校。
  - 4月 - 「早稲田小劇場どらま館」竣工、こけら落とし公演上演。
  - 12月 - 東京大学でバカ田大学（早稲田大学のパロディ）の講座が開校（天才バカボン参照）。
- 2016年（平成28年）4月 - 大学院経営管理研究科設置。
- 2018年（平成30年）
  - 3月 - 早稲田大学歴史館が開館（1号館1階）[87]。
  - 12月 - 記念会堂跡地に新37号館（早稲田アリーナ）が竣工。屋上部に戸山の丘が設置される[88]。
- 2019年（平成31年/令和元年）
  - 3月 - 早稲田スポーツミュージアムが開館（戸山キャンパス）[89]。
  - 6月 - 国際文学館（村上春樹ライブラリー）設立[90]。
  - 9月 - 早稲田大学図書館と慶應義塾大学メディアセンターの間で図書館システム共同運用開始[91][92]。
- 2020年（令和2年）
  - 3月30日 - 東京大学と連携・協力の推進に関する基本協定書締結[93][94]。
  - 4月17日 - オックスフォード大学理工系3学部と大学間協定締結[95][96]。
  - 中国武漢に端を発するCIVID-19の流行が拡大したことを受け、2019年度卒業式及び2020年度入学式が中止となり[97]、講義開始が4月20日以降に繰り下げられた。[98]
  - 4月25日 - 新型コロナウイルスで経済的に影響を受けた学生に対し、「緊急支援金」として1人当たり10万円の支給を発表[99]。
  - 10月 - 本庄早稲田の杜ミュージアムが開館。
- 2021年（令和3年）10月 - 早稲田大学国際文学館（村上春樹ライブラリー）が開館。
- 2022年（令和4年）7月 - 旧安部球場跡が日本野球聖地・名所150選に選定される[100]。

## 基礎データ

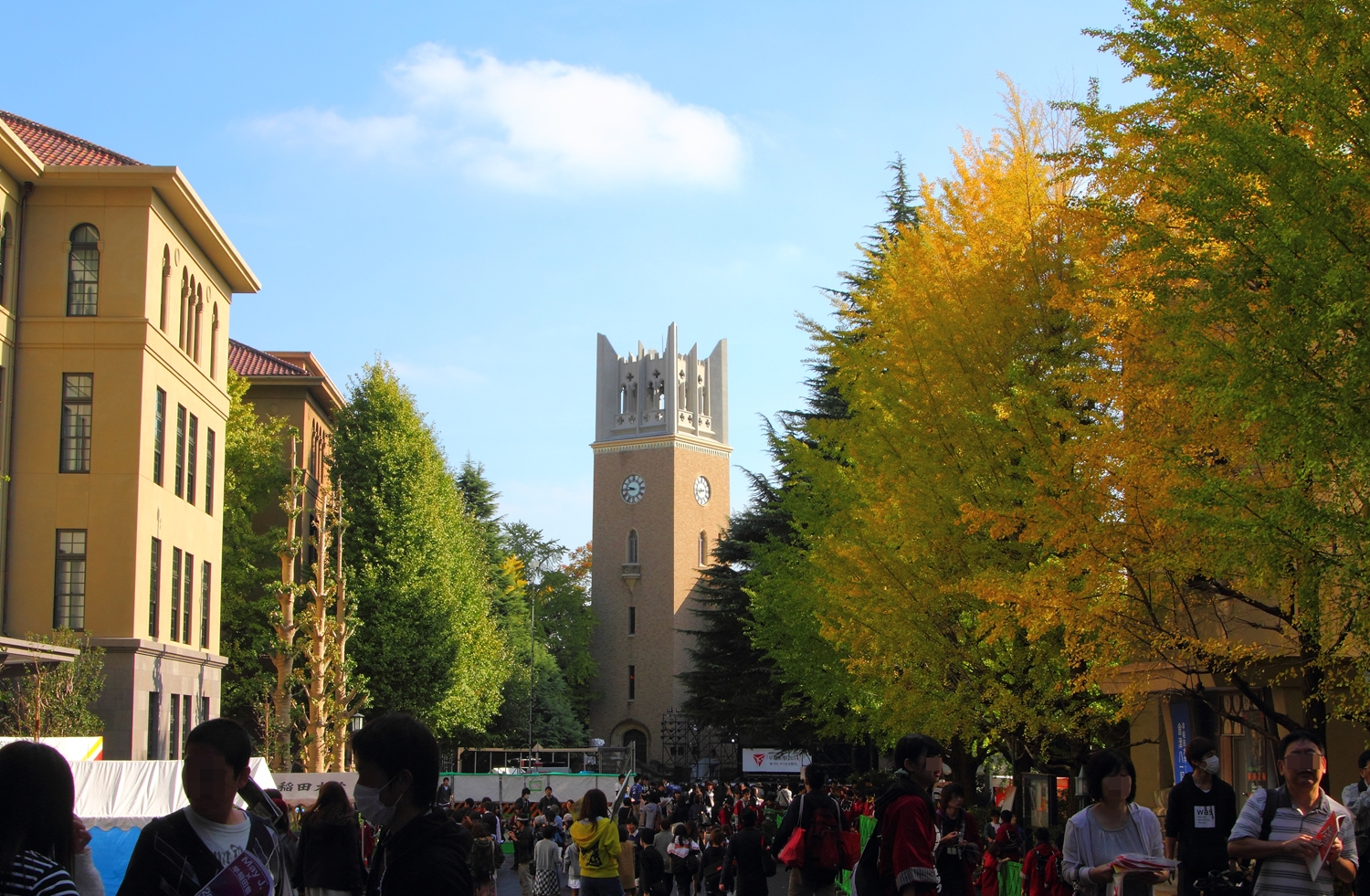
早稲田キャンパス

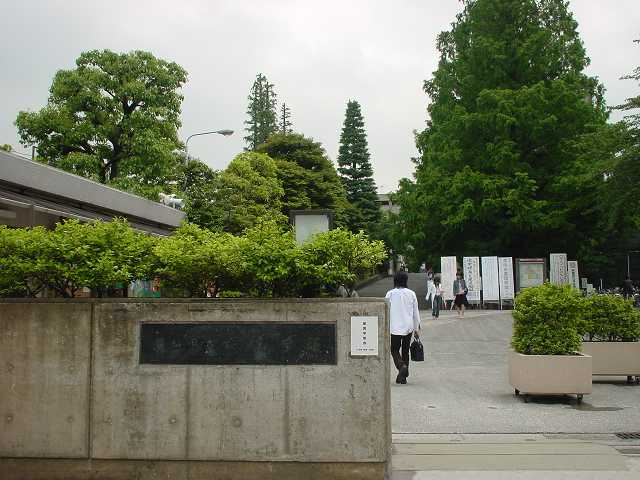
戸山キャンパス

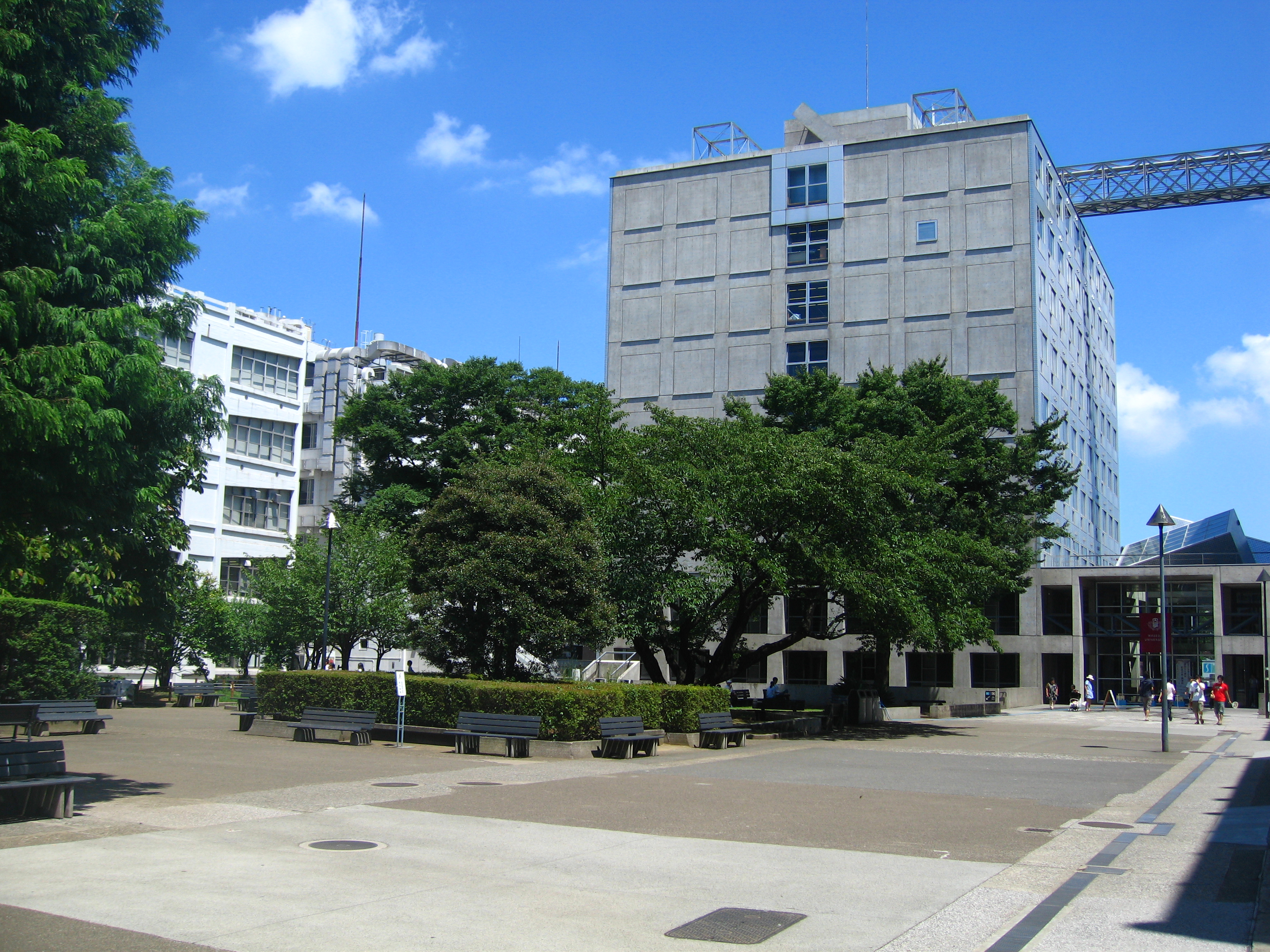
西早稲田キャンパス

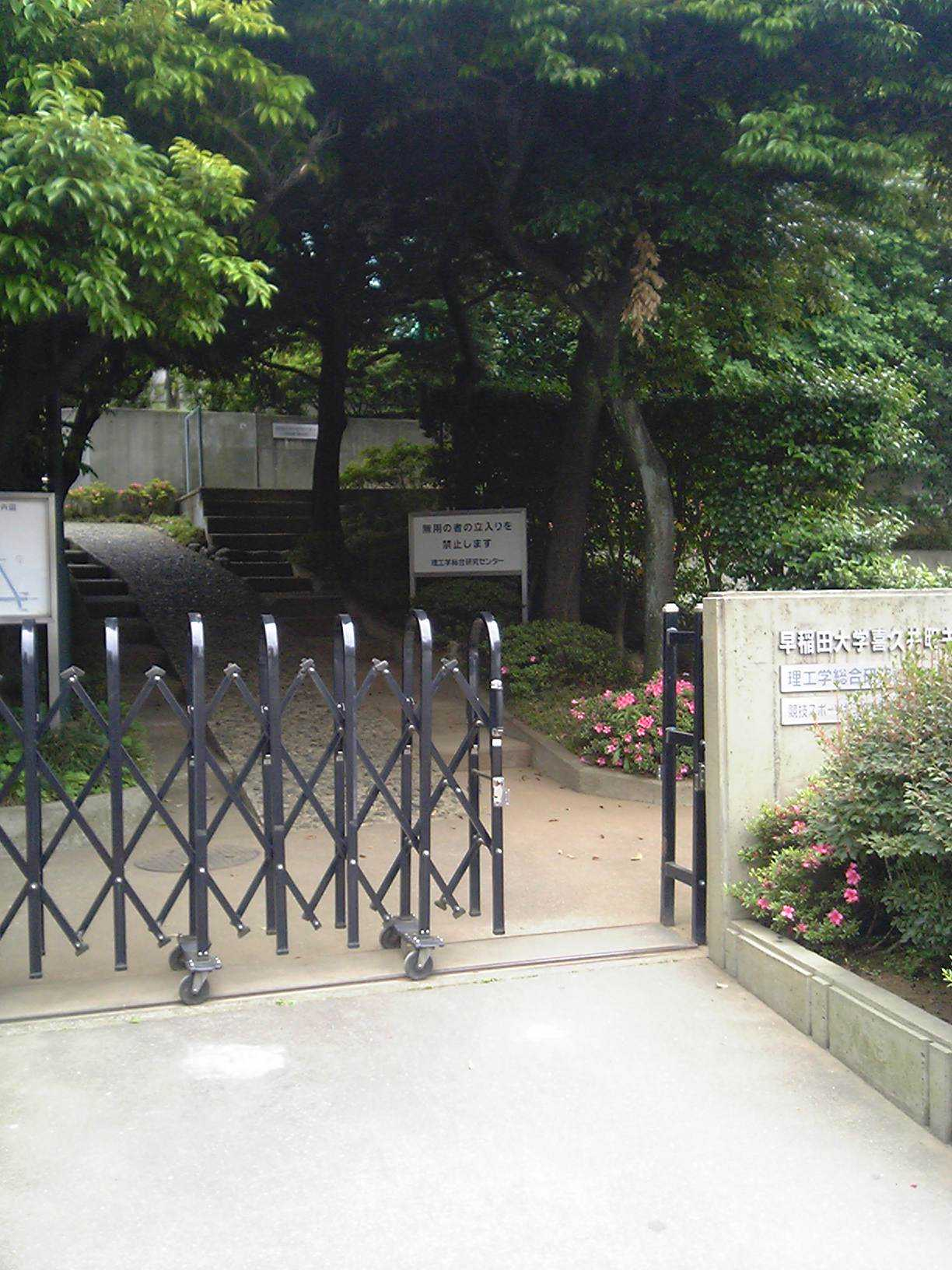
喜久井町キャンパス

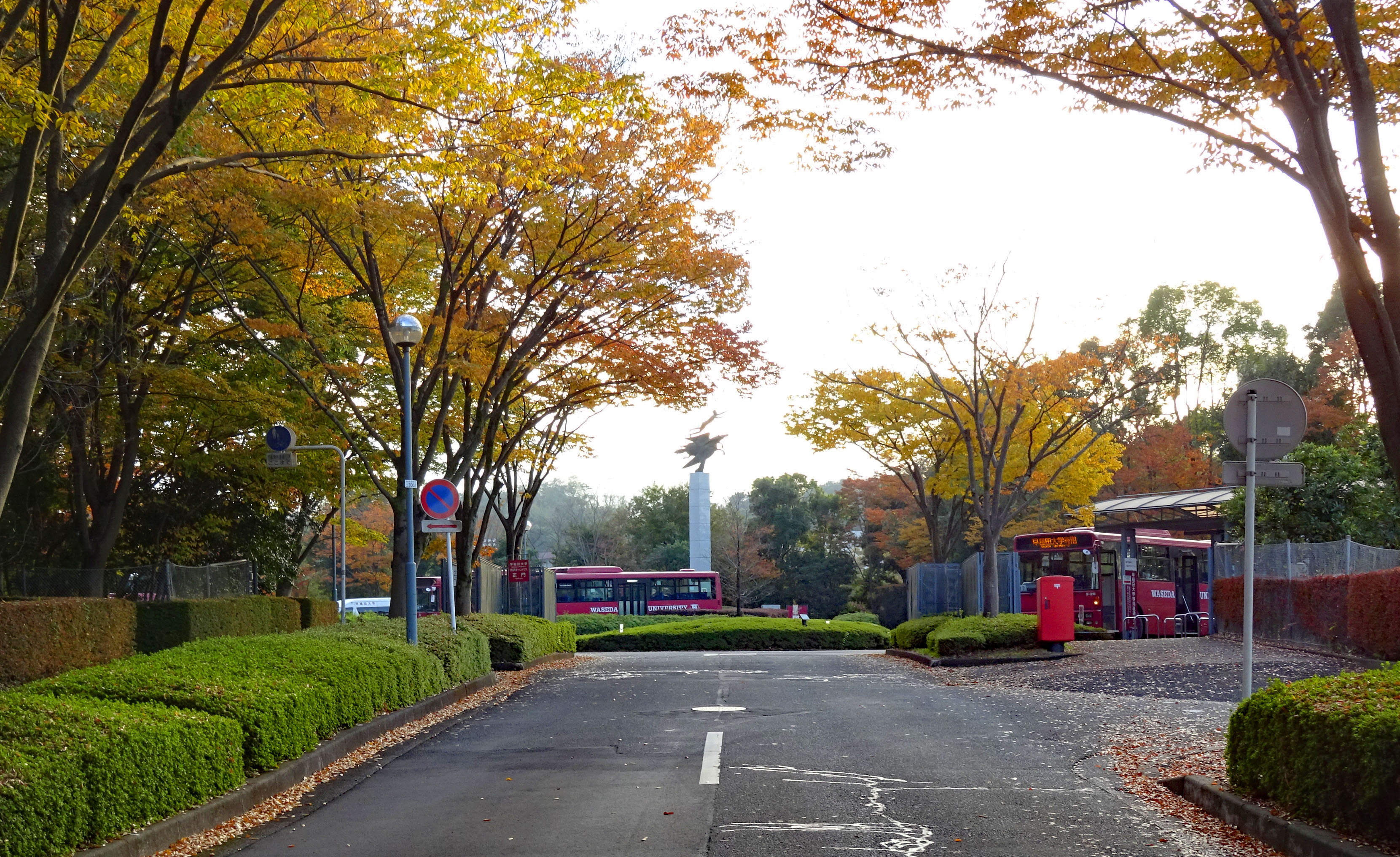
所沢キャンパス

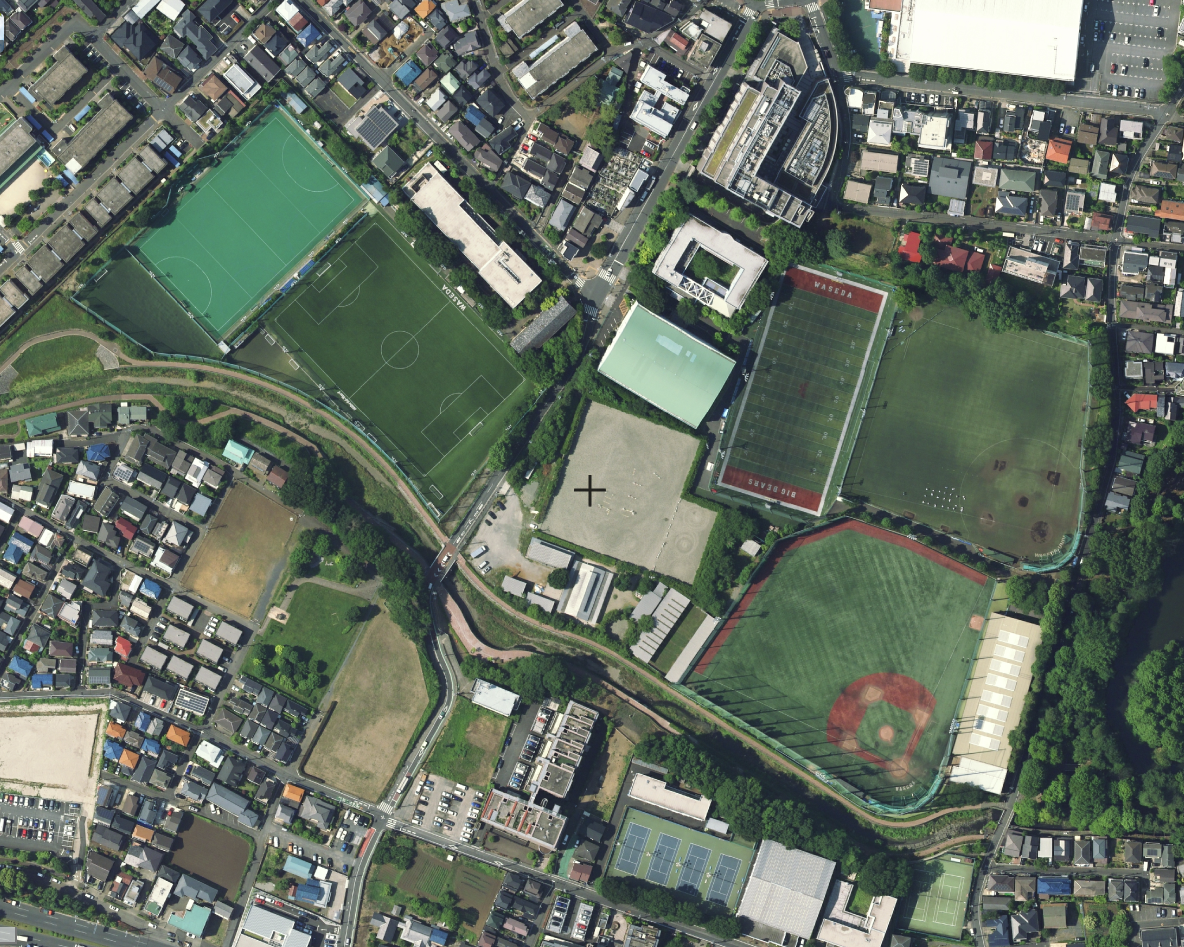
東伏見キャンパス

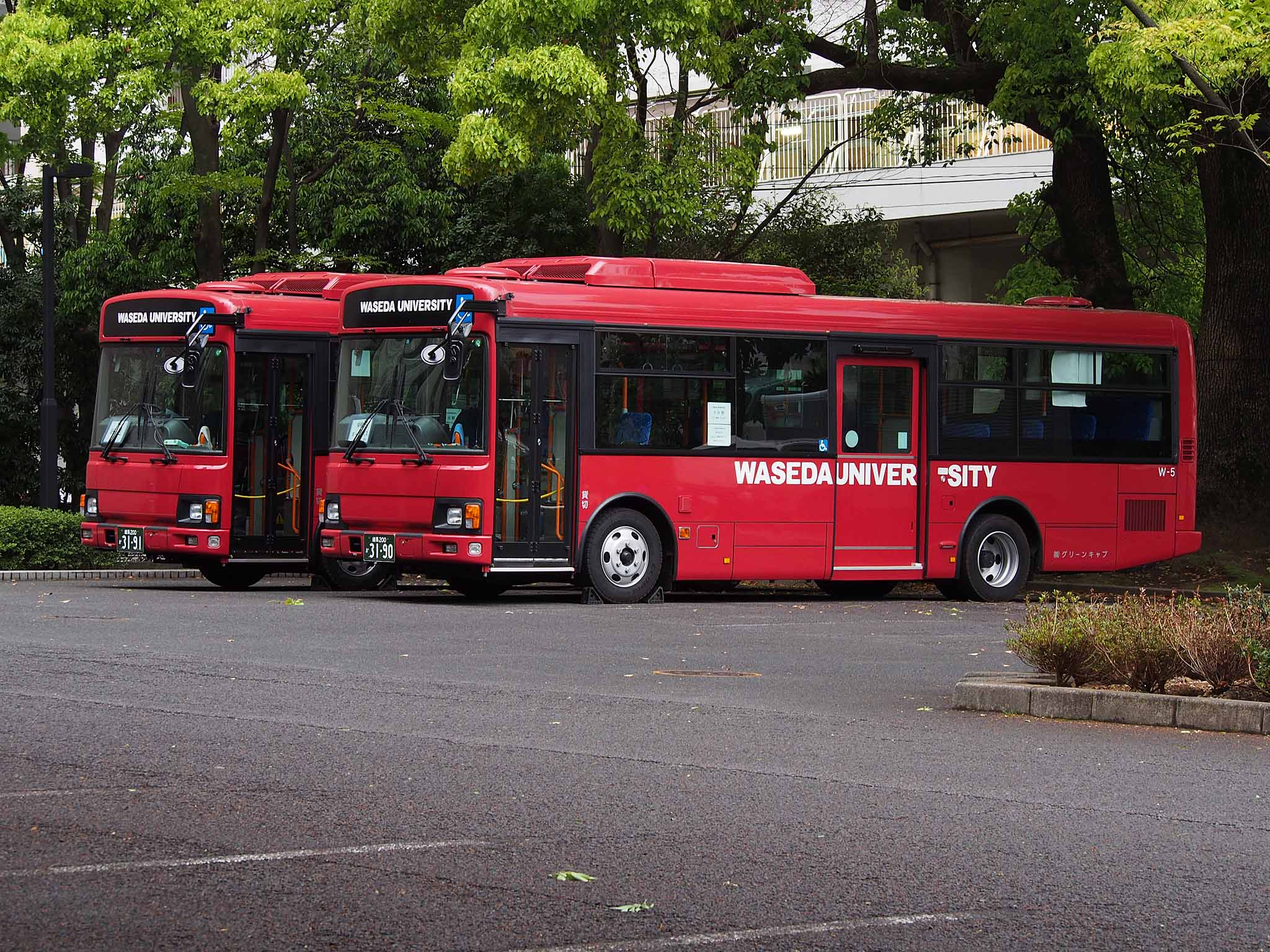
シャトルバス

### キャンパス
- 早稲田キャンパス（東京都新宿区西早稲田1-6-1、北緯35度42分33.6秒 東経139度43分9.9秒）
政治経済学部、法学部、教育学部、商学部、社会科学部、国際教養学部など
大隈講堂、大隈重信像、坪内逍遥博士記念演劇博物館、會津八一記念博物館、大隈庭園[注釈 16]など
学生間では、「本キャン」とも呼ばれることがある[101]。
最寄駅：早稲田駅（東京メトロ東西線）、都電早稲田駅（都電荒川線）。山手線、西武新宿線が発着する高田馬場駅の利用も多い。
2008年3月31日までの旧名称：西早稲田キャンパス、本部キャンパス
- 戸山キャンパス（東京都新宿区戸山1-24-1、北緯35度42分21.7秒 東経139度43分2.2秒）
文化構想学部、文学部など
早稲田アリーナ、競技スポーツセンター、研究棟、学生会館など
学生間では、文学学術院が入っていることから「文（ぶん）キャン」とも呼ばれることがある[102]。
戦前は第一早稲田高等学院が使用していた。
最寄駅：早稲田駅、西早稲田駅
- 西早稲田キャンパス（東京都新宿区大久保3-4-1、北緯35度42分21.8秒 東経139度42分24.5秒）
基幹理工学部、創造理工学部、先進理工学部、芸術学校など
学生間では、理工学術院が入っていることから、「理工（りこ、「りこう」ではなく「う」を発音しない）キャン」とも呼ばれることがある[103]。
最寄駅：西早稲田駅（東京メトロ副都心線・キャンパス直下に位置し、キャンパス内出口も存在する）
2008年3月31日までの旧名称：大久保キャンパス
- 喜久井町キャンパス（東京都新宿区喜久井町17、北緯35度42分17.9秒 東経139度43分17.6秒）
理工学総合研究センター、多目的グラウンドなど
太平洋戦争中この地には防空壕があり、東京大空襲の際に防空壕内で焼夷弾による火災が発生し、約300人が死亡したことから、1948年（昭和23年）より、毎年5月23日に喜久井町町内会とともに「喜久井町観音慰霊祭」が行われている。戦没者供養観音像は新宿区地域文化財（平和分野）に認定されている[104]。
最寄駅：早稲田駅（東京メトロ東西線）
- 所沢キャンパス（埼玉県所沢市三ケ島2-579-15、北緯35度47分8.07秒 東経139度23分58.1秒）
人間科学部、スポーツ科学部など
最寄駅：小手指駅（駅からバス利用）
- 上石神井キャンパス（東京都練馬区上石神井3-31-1、北緯35度43分57.36秒 東経139度35分34.12秒）
早稲田大学高等学院・中学部が置かれている。大学生はほとんど利用しない。
最寄駅：上石神井駅（西武新宿線）
- 本庄キャンパス（埼玉県本庄市西富田1011、北緯36度13分4.2秒 東経139度10分36.9秒）
本庄早稲田の杜ミュージアム、セミナーハウス、大学院国際情報通信研究科、環境エネルギー研究科など。早稲田大学本庄高等学院隣接。
国際リサーチパークなど、産学連携、ベンチャー企業支援拠点が置かれる。
最寄駅：本庄早稲田駅（上越新幹線・北陸新幹線の新幹線単独駅）、本庄駅（高崎線）
- 北九州キャンパス（福岡県北九州市若松区ひびきの2-7、北緯33度53分14.3秒 東経130度42分35.3秒）
大学院情報生産システム研究科など
最寄駅：折尾駅（鹿児島本線・筑豊本線）
- 東伏見キャンパス（東京都西東京市東伏見2-7-5、北緯35度43分36.5秒 東経139度33分47秒）
各体育会のスポーツ施設、学生寮など
最寄駅：東伏見駅（西武新宿線）
東伏見3丁目5番地の学生寮、三神記念コート、安部寮等の敷地は2015年、西東京市が単独で所有する文化財として初の国史跡となった 下野谷遺跡 の一部である。
- 日本橋キャンパス（東京都中央区日本橋1-4-1、北緯35度40分57.4秒 東経139度46分28.1秒）
COREDO日本橋（日本橋一丁目ビルディング）5階に設置されたサテライトキャンパス。日本で最初に金融を専門とした研究機関である専門職大学院ファイナンス研究科
最寄駅：日本橋駅（都営地下鉄浅草線・東京メトロ銀座線・東京メトロ東西線・駅直結）

このように、キャンパスが複数存在することから、キャンパス間の連絡バスが設定されている。早稲田キャンパス-戸山キャンパス正門-学生会館前-西早稲田キャンパス、早稲田キャンパス-先端生命医科学センター（東京女子医科大学との共同設置、同大学キャンパスに所在）-西早稲田キャンパス、早稲田キャンパス-西早稲田キャンパス-本庄キャンパス、所沢キャンパス-小手指駅の路線があり、学生及び教職員は無料で利用することできる。

### 象徴

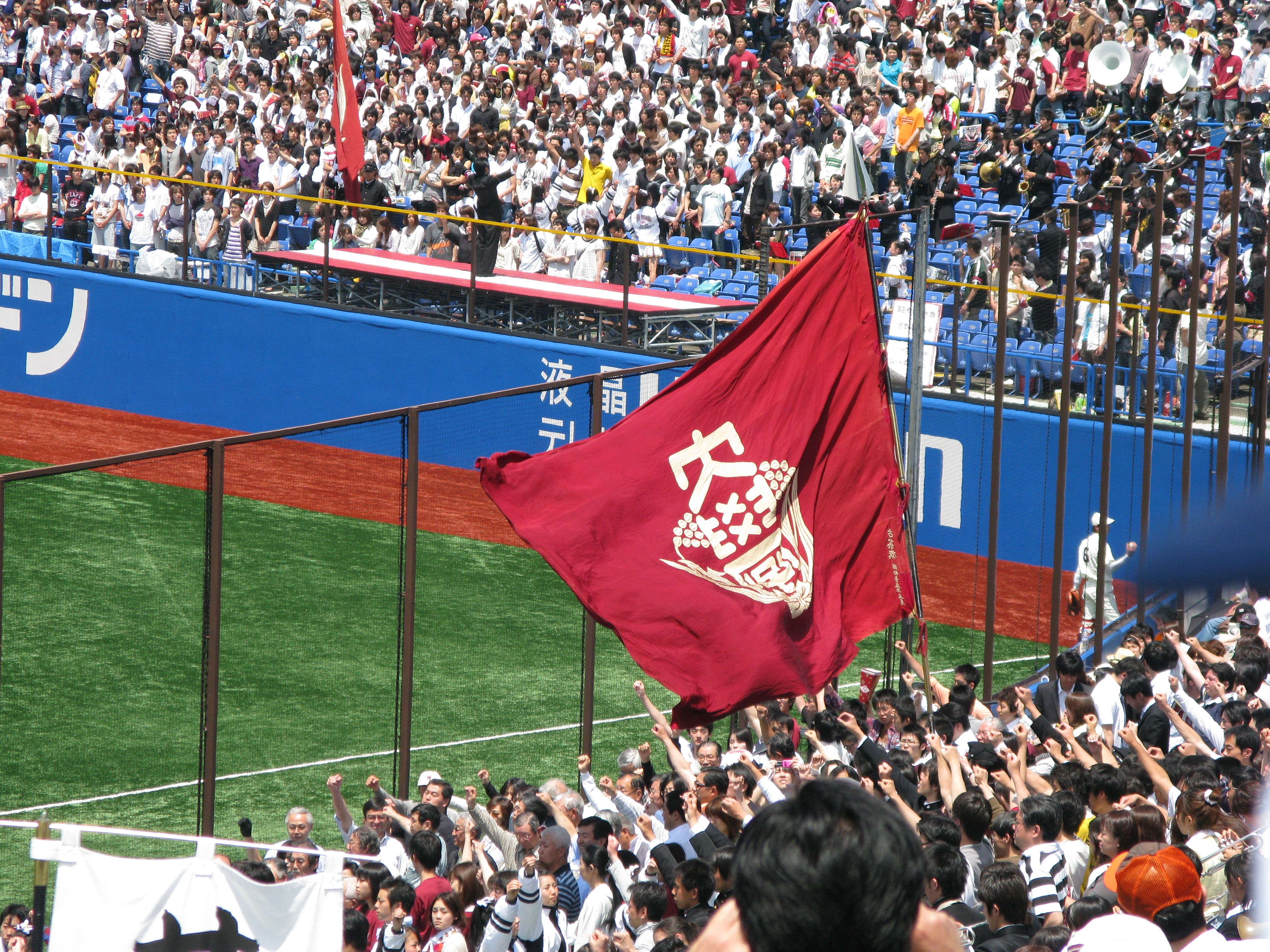
えんじの応援旗（早慶戦）

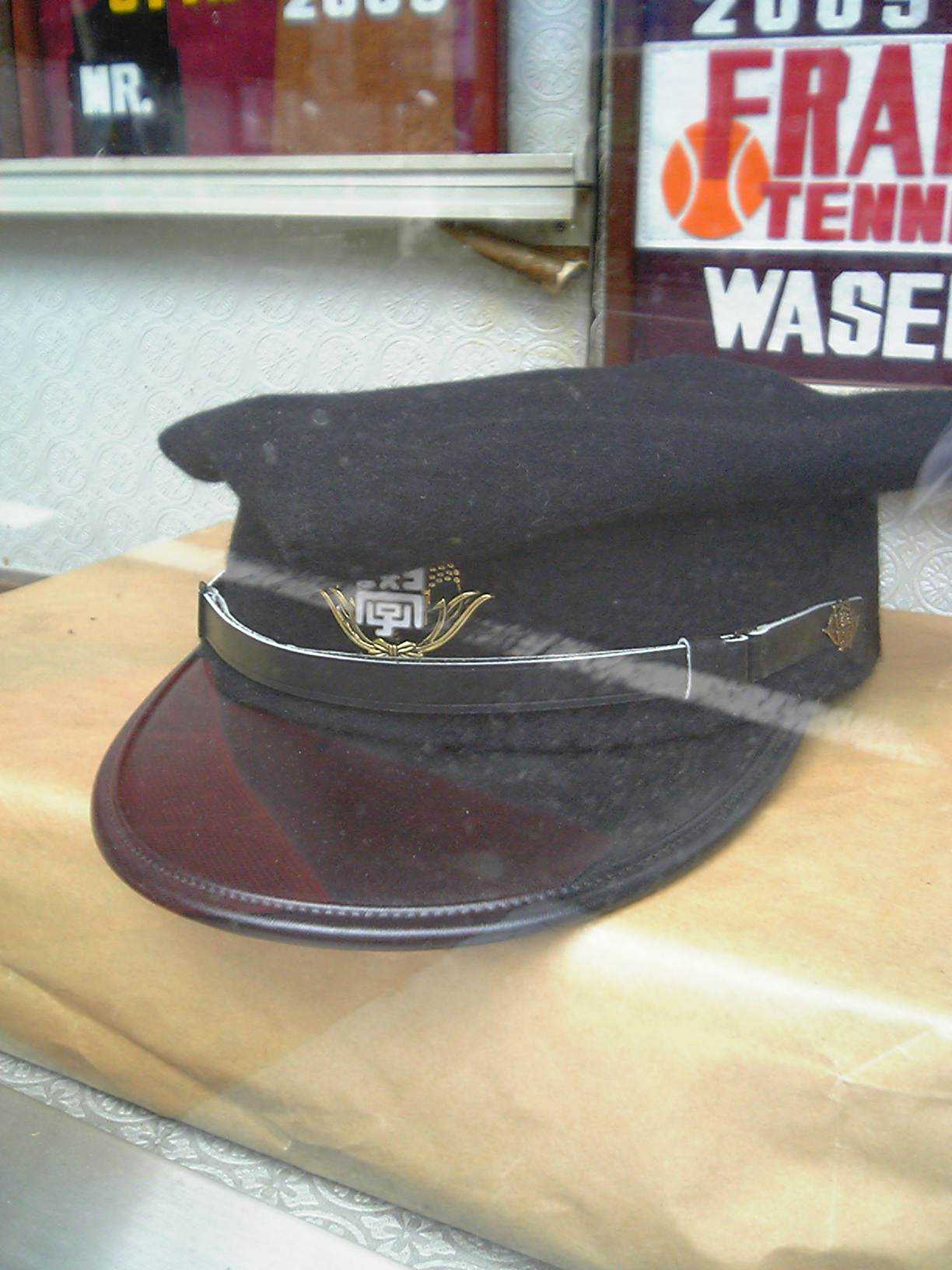
早稲田大学の角帽（1904年制定）

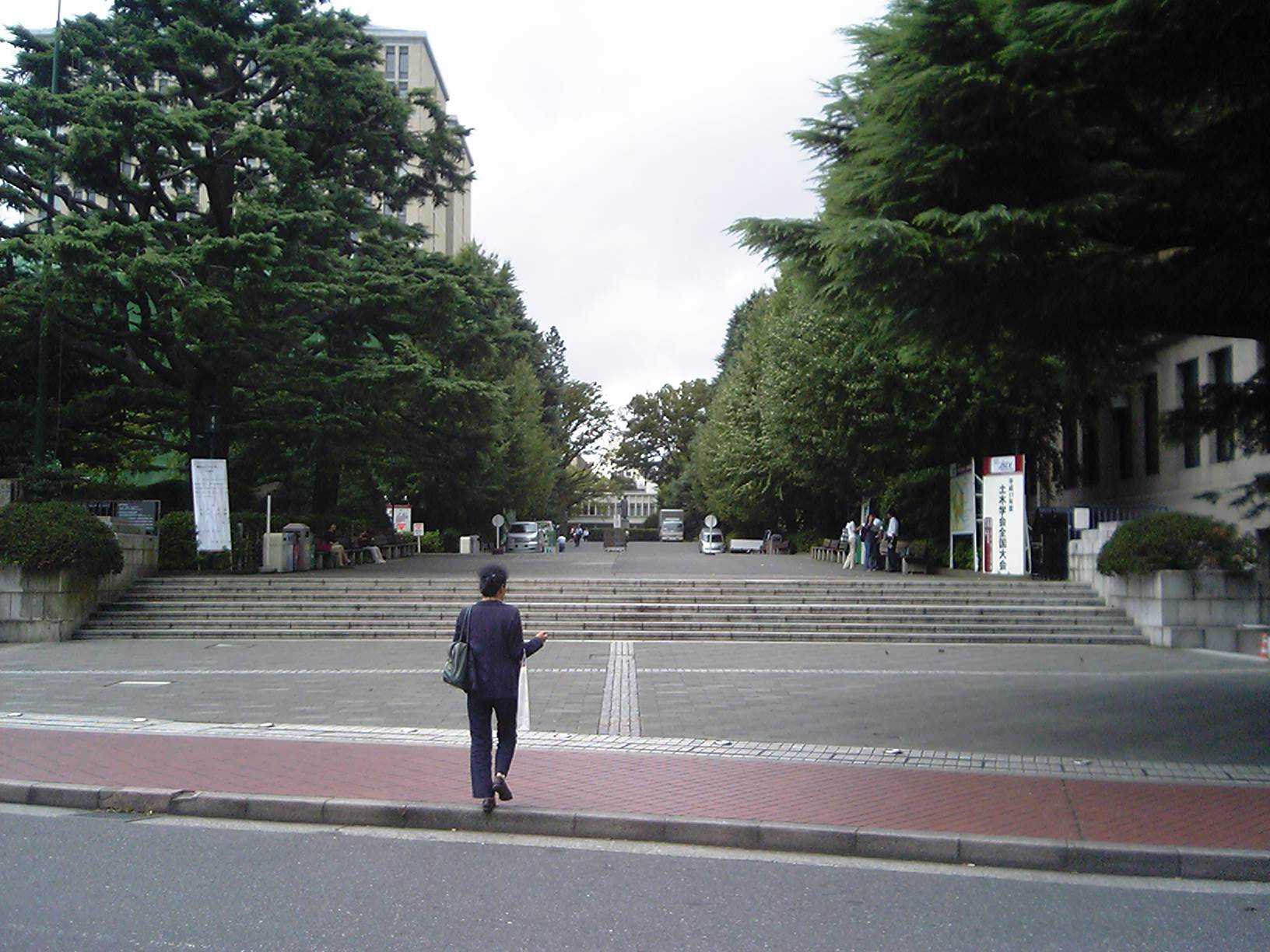
無門の門（2005年）

#### 校章
校章は「大學」の文字の両脇に垂れる稲がモチーフ。現在のデザインは1906年（明治39年）に制定された。学部カラーも学術院・学部ごとに存在する（政治経済学部は橙色、法学部は緑色、商学部は茄子紺色、教育学部は赤紫色等）。

#### 角帽
大隈重信の宿願は、世界唯一の帽子を作ることで、どこに行ってもすぐに早稲田の学生と分かるようにすることだった。洋服店「髙島屋」主人・弥七郎に頼んだ。金モールの徽章とともに商品登録を受けた角帽の裏には姓名・学科名の他、校印を捺して、「早稲田の学生に相違無之候也」との文字が添えられ、身分証明ともなり、実質的なステータス・シンボルの役目を果たした。
2022年11月14日、昨今の角帽文化衰退に危機感を抱いた応援部が角帽復活プロジェクトを立ち上げた。

#### スクールカラー
スクールカラーはえんじ（えび茶色）。野球部が師と仰いだシカゴ大学のユニフォームを模した際、胸文字（いわゆる早稲田文字）とともに、この色も導入したことに端を発する。ハーバード大学のスクールカラーもクリムゾンレッド（えんじ）である。

#### 早稲田シンボル
校章と角帽、早稲田レッドをモチーフとし、2007年（平成19年）の創立125周年を機に制定された。

#### 大隈講堂
1927年に佐藤功一の設計で竣工した、文字どおり早稲田大学の顔として知られる建造物である。早稲田キャンパスに所在し、正式名称は「早稲田大学大隈記念講堂」。学内では「早稲田大学21号館」とも表記される。重要文化財にも指定されている建築物である。
ゴシック・リヴァイヴァル真っ只中にあったイギリス建築の影響を受けたチューダー・ゴシック様式とロマネスク様式の折衷主義建築である。
現在の7号館の敷地には恩賜記念館という大隈講堂と並ぶ、もう一つの象徴的な建物が存在したが、1945年5月25日の空襲により焼失した。

#### 「無門の門」
早稲田大学からは1935年（昭和10年）に門柱や門扉が撤去され、「無門の門」となった。大学によれば、学びたい人を拒まない、開かれた大学にするという建学の精神を象徴している。2015年には全面バリアフリー化された。ただし「稲門」という早稲田大学の別称は当時も今もそのままである。

#### 校歌

##### 早稲田大学校歌

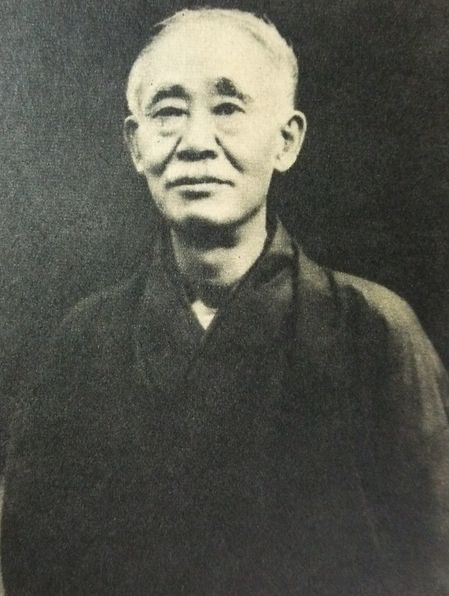
相馬御風
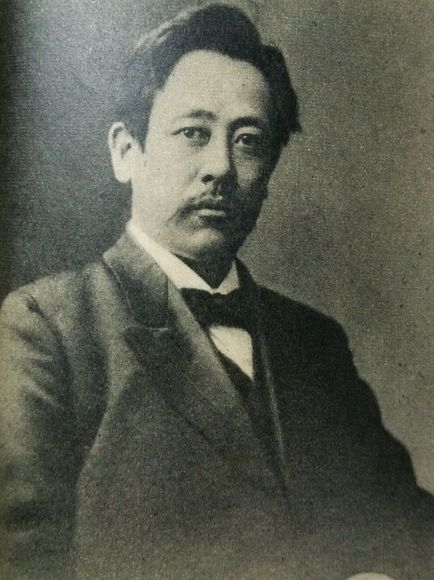
東儀鉄笛

- 作詞は相馬御風、作曲は東儀鉄笛で、創立25周年（1907年）に制定された。三番から構成され、特に一番の歌詞の冒頭の「都の西北 早稲田の杜に」のフレーズは有名であることから、別名『都の西北』と称される。早稲田大学自身も「都の西北」と称されることが多い。また各番の最後にある「わせだ わせだ……」のフレーズも特に有名で、これは小説家でもあり、同大学で教鞭を執った坪内逍遥の発案によるものである[112]。イェール大学の学生歌『Old Yale』のメロディーを参考に作られたという。『Old Yale』自体も1837年にイギリスで流行していた曲『The Brave Old Oak』がその原曲とされており、さらに18世紀の曲『Hearts of Oak』がルーツではないかとも指摘されている[113]。同志社大学のカレッジソングもイェール大学の校歌と同じメロディーであり、イェール大学との関係が強固である。伊藤博文初代内閣総理大臣もイェール大学の博士号を授与されており、また、初代日本銀行総裁の吉原重俊もイェール大学出身であり、明治時代における日本はイェール大学との結びつきが強かったと考えられている。
- 明治40年（1907年）10月21日、創立25周年式典において陸軍戸山学校軍楽隊の吹奏により初めて披露された。
- 作詞者の相馬御風は早稲田大学卒業の詩人で、三木露風や野口雨情らとともに早稲田詩社を結成し「口語自由詩」を提唱した。作曲者の東儀鉄笛は早稲田大学の前身・東京専門学校出身（中退）であり、早稲田中学校・高等学校の第一校歌も作曲している。
- 大正期には入学式や卒業式などの行事のみならず、「牛肉屋の食卓から、電車の中から、運動の応援歌としても」歌われ、「全国の中学校程度の学校では此の『都の西北』を知らぬ者は殆ど無い」とまで言われた[114]。早稲田騒動などの学生運動でも演説会で盛んに歌われた[115]。
- 作曲家の團伊玖磨は明治・法政とともに早稲田の校歌が「六大学の校歌の中で最も優れたもの」であり、「七音音階の中を自由に上下する旋律は、これが明治四十一年に作られたものなのか」と驚嘆している[116]。
- この大学校歌は附属校の早稲田大学高等学院・中学部および早稲田大学本庄高等学院の校歌でもある。系属校の早稲田佐賀中学校・高等学校では「学園歌」名義で使用されている。
- 早稲田実業学校の校歌の歌い出しも「都のいぬゐ早稲田なる」で始まるように、「都の西北」の「西北」は乾（戍亥）を表し、天・君主・太陽などを象徴している（『広辞苑』『大辞泉』など参照）[注釈 17]。
- 「都の西北」が制定される以前は、明治35年に早稲田大学開校式祝典に際して制定された記念歌『煌々五千の炬火』（作詞：坪内逍遥、曲は永井建子の『元寇』を転用）が校歌として扱われていた[117][118]。
- 3番の歌詞の冒頭は後年「あれ見よあしこの」[119] から「あれ見よかしこの」と改変されたが、あとあの頭韻（alliteration）を破る行為であって決して許されぬという批判もある[120]。

#### 早稲田大学応援歌
- 初期の早慶戦で歌われた応援歌としては、『敵塁如何に』（明治期の軍歌『敵は幾万』の替え歌）や『天下の敵を拒まざる』などがあったが[121]、現在は使用されていない。
- 昭和初期以降に誕生した応援歌としては以下のものがある[122]。
  - 『競技の使命』（1927年制定、第一応援歌、五十嵐力作詞、山田耕筰作曲）
  - 『早稲田応援歌』（1928年制定、第二応援歌、三上於菟吉作詞、近衛秀麿作曲）
  - 『天に二つの日あるなし』（1928年制定、第三応援歌、西条八十作詞、中山晋平作曲）
  - 『日輪輝く』（1930年制定、第四応援歌、山田千之作詞、草川信作曲）
  - 『大地を踏みて』（1930年制定、第五応援歌、小出正吾作詞、草川信作曲）
  - 『紺碧の空』（1932年制定、当初は第六応援歌、住治男作詞、古関裕而作曲）
  - 『玲瓏の天』（1932年制定、牛腸仁一郎作詞、早大応援部）
  - 『仰げよ荘厳』（1934年制定、長田幹彦作詞、杉山長谷雄作曲）
  - 『勝てよ早稲田』（1934年制定、長田幹彦作詞、細田義勝作曲）

##### 紺碧の空

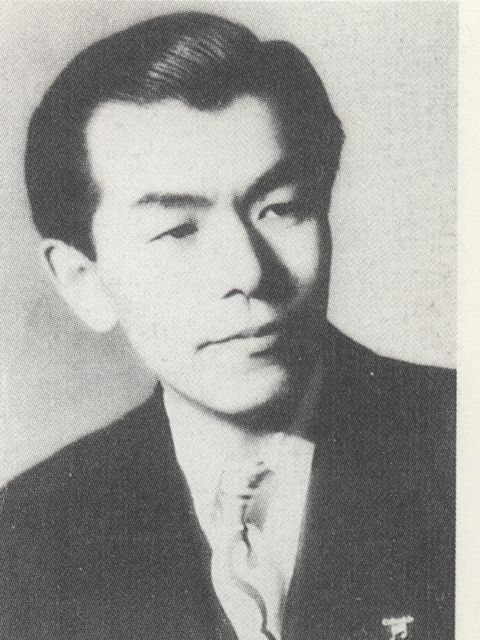
古関裕而

- 1931年（昭和6年）6月に制定された早稲田大学の応援歌。創作当時は第六応援歌だったが、現在は第一応援歌となっている。作詞は住治男、作曲は古関裕而。当時、早慶戦で連勝していた慶應義塾の応援歌『若き血』に対抗するための応援歌として作成された。
- 応援部の歌詞募集により集まった約三十編の応募作から、西條八十教授により高等師範部3年住治男の『紺碧の空』が選出された。作曲は応援部リーダー幹部の伊藤戊（古関と親交の深かった歌手伊藤久男の従兄弟[123]）の推薦により、彼の幼なじみであり日本コロムビア専属の古関に一任された。
- 出だしの曲調がシューベルトの交響曲『ザ・グレート』に似ているとクラシック音楽愛好家の間で評判である。
- コロナを乗り越える早稲田の新しい応援ソングとして『紺碧の空』をモチーフとした『そして紺碧の空へ』が誕生した。

#### コンバットマーチ
- 1965年（昭和40年）秋の早慶戦で出現した応援歌。当時応援部4年で後に香川県土庄町長を務めた三木佑二郎による作曲。一般学生を応援に巻き込む形を取るために考案された、日本における最初のチャンステーマであり、『コンバットマーチ』はチャンステーマの代名詞的存在となっており、多くの学校のチャンステーマに転用されている。

#### 大進撃
コンバットマーチ、タイムリーマーチ以外に攻撃中に使用できる曲として考案された曲。小島健昭作曲。慶應の『突撃のテーマ』に対抗する曲として野球応援で欠かせない曲となっている。

#### マスコット・キャラクター
大学の公式マスコット・キャラクターとして創立125周年を記念して、本学出身の漫画家弘兼憲史による「ワセダベア」が制定されている。創立者大隈重信の「隈」を「熊」に捩ったクマのキャラクターであり、各種グッズも販売されている。2032年の創立150周年に向けた学生コンペの際に、女子大学生グループによりワセダベアの女性版「早稲女ベア」を策定するアイデアが出された。コンペでの優勝は逃したものの、大学側の目に止まり、弘兼に女性版の策定を依頼、2014年3月に完成し、広報誌『早稲田ウィークリー』7月21日号に名称を公募したところ、約300件の応募があったが、性差別を助長すると主張するフェミニストの教員らの反発があり、「お蔵入り」となっている。この他、戸山キャンパスには、文学科創設120周年を記念して作られた「ブンコアラ」や坪内逍遥と知恵の象徴フクロウを組み合わせた「ショウホー」といったキャラクターが存在する。また、早稲田大学応援部の応援歌『吼えろ早稲田の獅子』に因んだライオンのキャラクター「わーおくん」も存在する。
かつて漫画アニメの主人公「フクちゃん」（横山隆一作）は大学野球の早慶戦などでの使用が典型であるが、早稲田大学の応援マスコットとしてさかんに使用されていた。これは、フクちゃんが角帽をかぶっていたことによるが、1950年頃に使用を横山が承諾したことで実現したとされる。しかしながら今日の著作権遵法精神の下、過去のものとなっている。
ちなみに慶應のマスコットはミッキーマウスだったが、同様の理由で過去のものとなっている。

## 教育、研究および国際化

### 外国人留学生の受け入れ体制

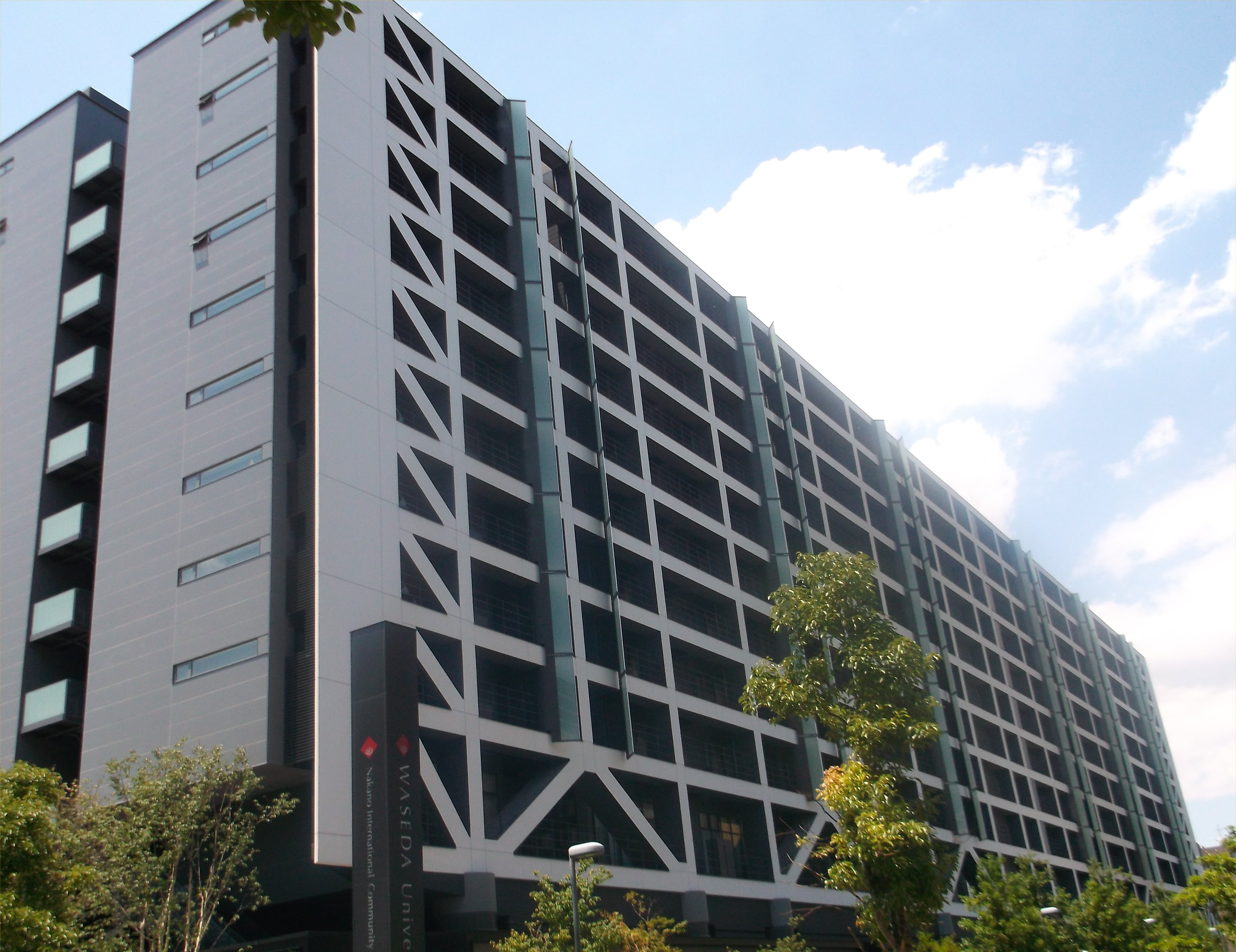
早稲田大学中野国際コミュニティプラザ（東京都中野区）

全学部で海外からの留学生を受け入れている。2022年5月1日時点において、100を超える国や地域からの、5,488人の外国人学生が在籍しており、また、大学の留学センターにより在留資格が「留学」で、かつ基準日時点でその在留資格が有効であることが確認された、3,456人の外国人留学生が学んでいる。
日本学生支援機構が行う外国人留学生在籍状況調査（調査基準日：各年5月1日）によると、国内の大学における留学生受け入れ数は、2007年5月1日時点から、2021年の調査で2位に後退するまで14年間にわたり1位を保持してきた。
大学ビジョン「Waseda Next 125」が2008年にスタートした時点で、留学生8,000人の受け入れ目標を掲げる。さらに、後続の「Waseda Vision 150」では、大学創立150周年となる2032年時点での「外国人学生数10,000人」到達を数値目標に掲げる。
これまでの積極的な留学生受け入れ体制が評価され、文科省の「国際化拠点整備事業（グローバル30）」の対象に、政治経済学術院（政治経済学部）、理工学術院（3学部3研究科）、社会科学総合学術院（社会科学部）が選定された。その後は、スーパーグローバル大学創成支援事業でも指定校のタイプA（トップ型）に選定されており、大学はスーパーグローバル大学創成支援「Waseda Ocean構想」を掲げて、世界トップレベルの学生の獲得に取り組んでいる。
国籍別に見ると、中国をはじめとするアジア地域からの留学生が多い。「アジアにおける教育・学問研究の結節機関」を目指し、学問研究においては「現代アジア学の創生」を、教育面では「アジア地域統合のための世界的人材育成拠点（概念図）」を掲げ、意欲的な取り組みが進む。こうしたアジア重視の姿勢は、建学の精神「東西文明の調和と融合」により、既に戦前の一時期、在学生の25%がアジアからの留学生が占めていたほどである。
1996年（平成8年）、社会科学部が、早稲田大学初の中国人専任教授となる劉傑を招くなど、語学教員以外での外国籍研究者の招聘を積極的に行い、教授陣のグローバル化も進めた。今後、外国人教員の比率を、20%にまで高めることを目標としている。2004年（平成16年）には、ほぼ全ての教員が英語で授業を行う「国際教養学部」を設置、東京六大学初、英語による授業だけで学位取得が可能な学部となった。2010年（平成22年）9月からは、理工学術院の3学部・3研究科に、英語による授業だけで学位取得が可能な「国際コース」が設置される（「国際化拠点整備事業（グローバル30）」の一環で、政治経済学術院、社会科学総合学術院にも設置）。2014年に東京都中野区中野の警察大学校跡地に「中野国際コミュニティプラザ」が開設され、留学生と日本人学生が共同生活を行い交流できる施設のひとつとなった。

### 組織

#### 学術院
2004年（平成16年）9月から、全ての学部・研究科は、10の「学術院」という独自の組織に統合され、学部・研究科の全教員も、いずれかの学術院の所属となった。学内の意思決定など、大学行政も学術院教授会単位で行われる。よって、本項では学部および研究科を学術院単位で掲載している。『早稲田大学大学院入学案内2017』には、以下の順序で、研究科が紹介されている。
研究科：政治学研究科、経済学研究科、法学研究科、文学研究科、商学研究科、基幹理工研究科、創造理工研究科、先進理工研究科、教育学研究科、人間科学研究科、社会科学研究科、スポーツ科学研究科、国際コミュニケーション研究科、アジア太平洋研究科、日本語教育研究科、情報生産システム研究科、法務研究科、会計研究科、環境・エネルギー研究科、経営管理研究科。

##### 政治経済学術院
- 政治経済学部
  - 政治学科
  - 経済学科
  - 国際政治経済学科
- 政治学研究科 
  - 政治学専攻（修士課程・博士後期課程）
  - 公共経営専攻（専門職学位課程、公共経営大学院）
- 経済学研究科 
  - 理論経済学・経済史専攻（学生募集停止、経済学コースに改組）
  - 応用経済学専攻（学生募集停止、経済学コースに改組）
  - 経済学コース
  - 国際政治経済学コース
  - 経済ジャーナリズムコース
- 公共経営研究科（専門職学位課程・博士後期課程）
  - 公共経営専攻（2012年度学生募集停止、政治学研究科公共経営専攻専門職学位課程に改組）

##### 法学学術院
- 法学部
- 法学研究科
  - 民事法学専攻（以下、修士課程・博士後期課程）
  - 公法学専攻
  - 基礎法学専攻（修士課程）
- 法務研究科（法科大学院）
  - 法務専攻

##### 文学学術院
- 文化構想学部
  - 文化構想学科
- 文学部
  - 文学科
- 文学研究科 
  - 人文科学専攻

##### 教育・総合科学学術院
- 教育学部
  - 教育学科
    - 教育学専攻
    - 初等教育学専攻
    - 生涯教育学専攻

  - 国語国文学科
  - 英語英文学科
  - 社会科
  - 理学科
  - 数学科（旧理学科数学専修）※2007年度新設
  - 複合文化学科（旧学際コース）※2007年度新設
- 教育学研究科
  - 学校教育専攻（以下、修士課程）
  - 国語教育専攻
  - 英語教育専攻
  - 社会科教育専攻
  - 数学教育専攻
  - 教育基礎学専攻（以下、博士後期課程）
  - 教科教育学専攻
- 教職研究科（教職大学院）※2008年度新設
  - 高度教職実践専攻

##### 商学学術院
- 商学部
- 商学研究科
  - 商学専攻
- 経営管理研究科[133]

（ビジネス専攻 専門職大学院、アジア太平洋研究科国際経営学専攻と早稲田大学大学院ファイナンス研究科 専門職大学院、夜間大学院の統合により新設）
- 会計研究科（専門職大学院）
  - 会計専攻

##### 理工学術院
学部
- 基幹理工学部
- 創造理工学部
- 先進理工学部

大学院
- 基幹理工学研究科
- 創造理工学研究科
- 先進理工学研究科
- 国際情報通信研究科 (GITS)
- 環境・エネルギー研究科
- 情報生産システム研究科
- （旧）理工学部[134]
- （旧）理工学研究科[134]

##### 社会科学総合学術院
- 社会科学部

- 社会科学研究科（昼夜開講制）
  - 地球社会論専攻
  - 政策科学論専攻

##### 人間科学学術院
- 人間科学部
  - 人間環境科学科
  - 健康福祉科学科
  - 人間情報科学科
  - eスクール（通信教育課程）
    - 人間環境科学科
    - 健康福祉科学科
    - 人間情報科学科
- 人間科学研究科
  - 人間科学専攻

##### スポーツ科学学術院
- スポーツ科学部
  - スポーツ文化学科
  - スポーツ医科学科
- スポーツ科学研究科
  - スポーツ科学専攻

##### 国際学術院
- 国際教養学部
  - 国際教養学科
- 国際コミュニケーション研究科
  - 国際コミュニケーション研究専攻（修士課程・博士後期課程）
- アジア太平洋研究科
  - 国際関係学専攻
  - 国際経営学専攻（商学研究科専門職学位課程ビジネス専攻に移管）※2007年度より募集停止
- 日本語教育研究科
  - 日本語教育学専攻

##### 学術院所属附属機関
- 政治経済学術院
  - 現代政治経済研究所
- 法学学術院
  - 比較法研究所
  - 法務教育研究センター
- 教育・総合科学学術院
  - 教育総合研究所
- 商学学術院
  - 商学学術院総合研究所
    - 産業経営研究所
    - WBS（早稲田ビジネス・ファイナンス）研究センター

  - ファイナンス研究センター
- 理工学術院
  - 理工学術院総合研究所
    - 各務記念材料技術研究所
    - 理工学研究所

  - 国際情報通信研究センター
  - 環境総合研究センター
  - 情報生産システム研究センター
- 社会科学総合学術院
  - 先端社会科学研究所
- 人間科学学術院
  - 人間総合研究センター
- スポーツ科学学術院
  - スポーツ科学研究センター
- 国際学術院
  - アジア太平洋研究センター
  - 日本語教育研究センター

#### 別科
- 日本語専修課程

#### 博物館・資料館
- 坪内博士記念演劇博物館
- 早稲田大学會津八一記念博物館
- 早稲田大学内藤多仲博士記念館
- 大学史資料センター

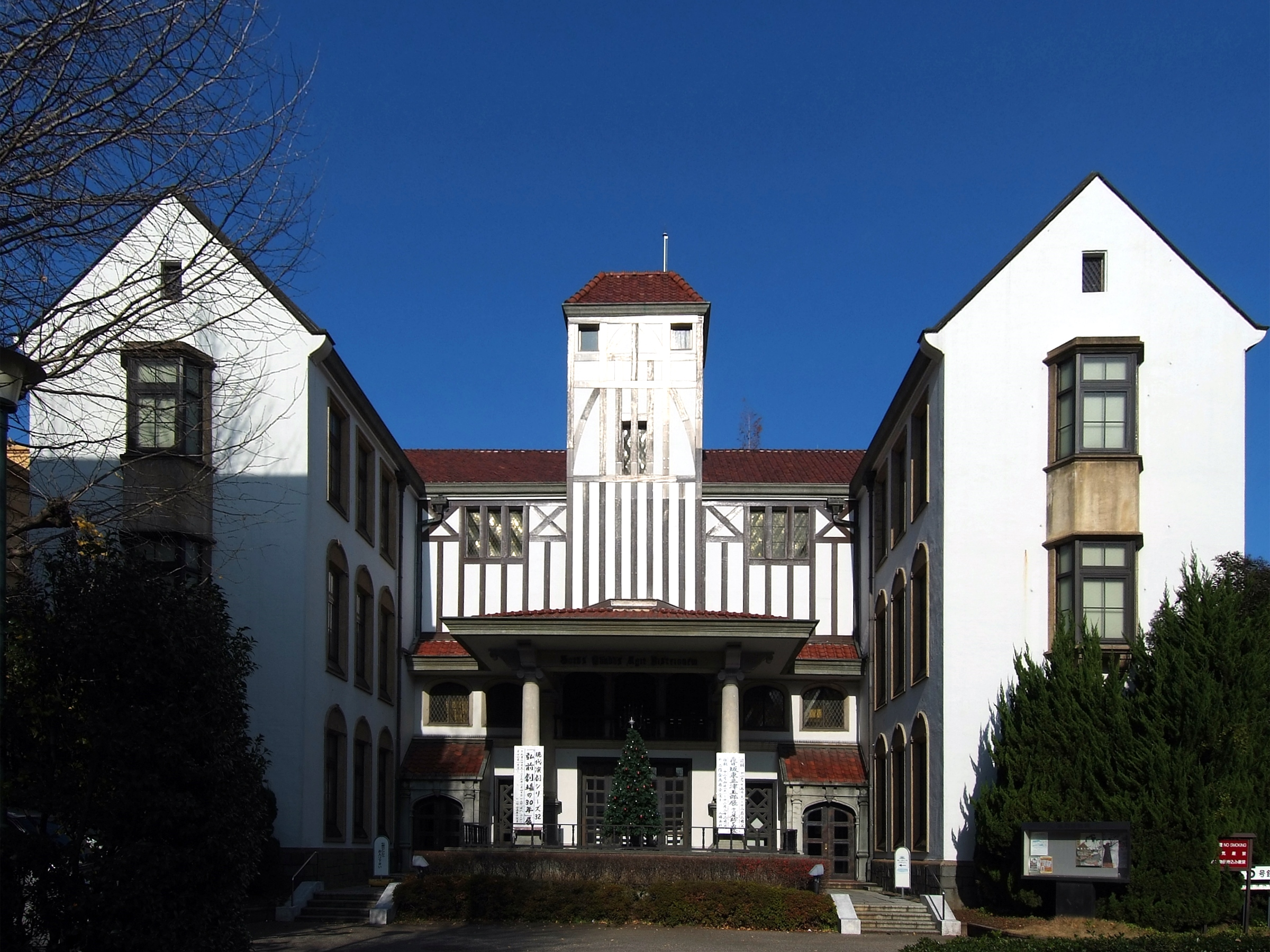
坪内博士記念演劇博物館

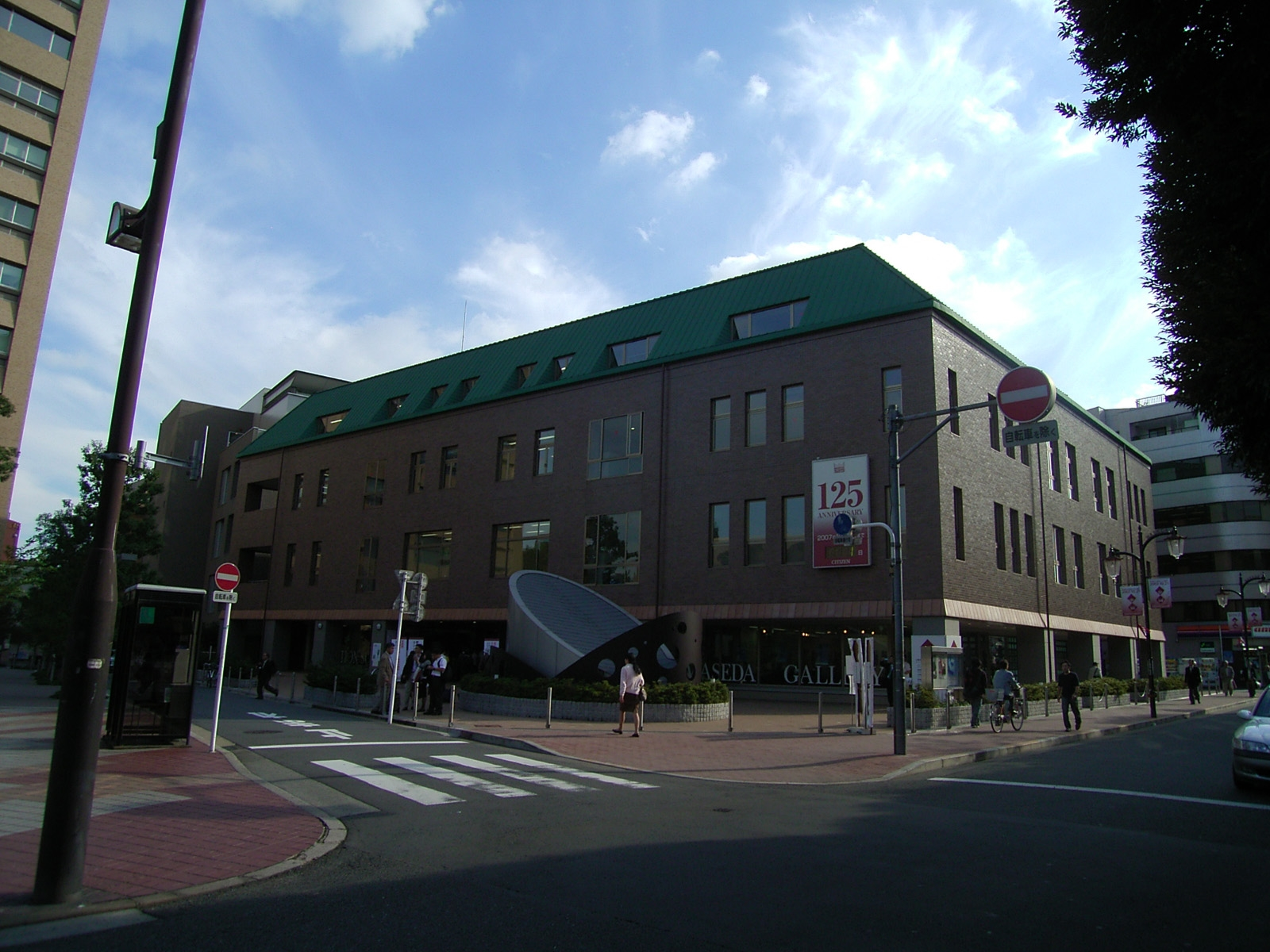
小野梓記念館

- 小野梓記念館（小野記念講堂・ワセダギャラリー）
- 早稲田大学歴史館
- 早稲田スポーツミュージアム
- 国際文学館（村上春樹ライブラリー）
- 本庄早稲田の杜ミュージアム

##### セミナーハウス
生活を共にしながら集中・課外授業を行い、学生・教員間の信頼関係を醸成し、人間関係形成に寄与することを目的として、セミナーハウスを設置している。
- 軽井沢セミナーハウス
  - 長野県北佐久郡軽井沢町大字追分字浅間山1448-4
  - しなの鉄道しなの鉄道線 信濃追分駅最寄り
- 松代セミナーハウス
  - 新潟県十日町市蒲生字トロノキ676-2
  - 北越急行ほくほく線 まつだい駅最寄り
- 菅平セミナーハウス
  - 長野県上田市菅平高原1223-58
  - JR北陸新幹線・しなの鉄道しなの鉄道線・上田電鉄別所線 上田駅最寄り
- 伊豆川奈セミナーハウス
  - 静岡県伊東市川奈字扇山
  - JR伊東線・伊豆急行線 伊東駅 / 伊豆急行線 川奈駅最寄り
- 鴨川セミナーハウス
  - 千葉県鴨川市太海1619-1
  - JR内房線・外房線 安房鴨川駅最寄り

#### 附属機関

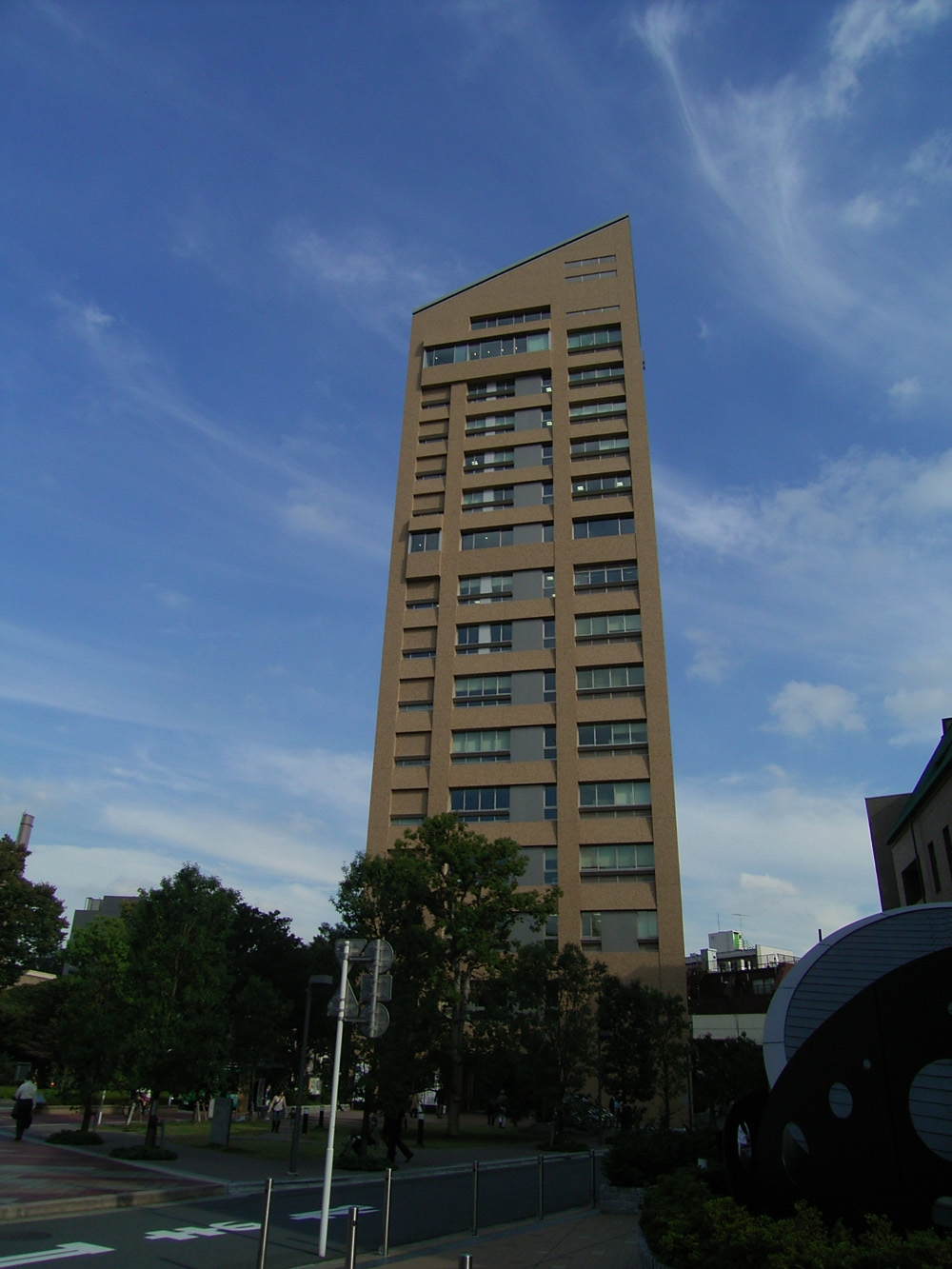
大隈記念タワー

- 早稲田大学図書館 -2012年は私立大学トップの約536万冊、2017年は私立大学中日本大学に次ぐ2位の約558万冊を所蔵[135]。
  - 中央図書館 - 蔵書約240万冊、学術雑誌1万6千種を所蔵。国際会議場も併設。
  - 高田早苗記念研究図書館
  - 戸山図書館
  - 理工学図書館
  - 所沢図書館
- 早稲田大学高等研究所
- 独立センター
  - メディアネットワークセンター
  - オープン教育センター
  - 遠隔教育センター
  - エクステンションセンター
  - 環境保全センター
  - 大学史資料センター
  - 保健センター
  - 平山郁夫記念ボランティアセンター
  - 競技スポーツセンター
  - 留学センター
  - 研究戦略センター（旧早稲田実業跡地）
- 研究機構等
  - 総合研究機構（プロジェクト研究所）
  - アジア研究機構
  - 日米研究機構
  - イスラーム地域研究機構
  - 日欧研究機構
  - 重点領域研究機構
  - ナノ理工学研究機構（ナノ理工学インスティテュート）
  - 先端科学・健康医療融合研究機構
  - IT研究機構
  - 神戸バイオテクノロジー研究・人材育成センター（BTセンター）早稲田大学浅野研究室 - 2010年（平成22年）7月15日に兵庫県神戸市のポートアイランド内に、医療に関する研究・開発機関として開設。
- エクステンションセンター
  - 早稲田校（早稲田キャンパス29-2号館）
  - 中野校（中野国際コミュニティプラザ1F）
  - 八丁堀校（東京都中央区八丁堀3-17-9）- 八丁堀の廃校となった旧京華小学校を活用した生涯学習施設で2001年に設置された[136]。様々なジャンルの講座を一般に提供している[137]。
最寄駅：八丁堀駅

#### 関連機関

##### 早稲田大学出版部

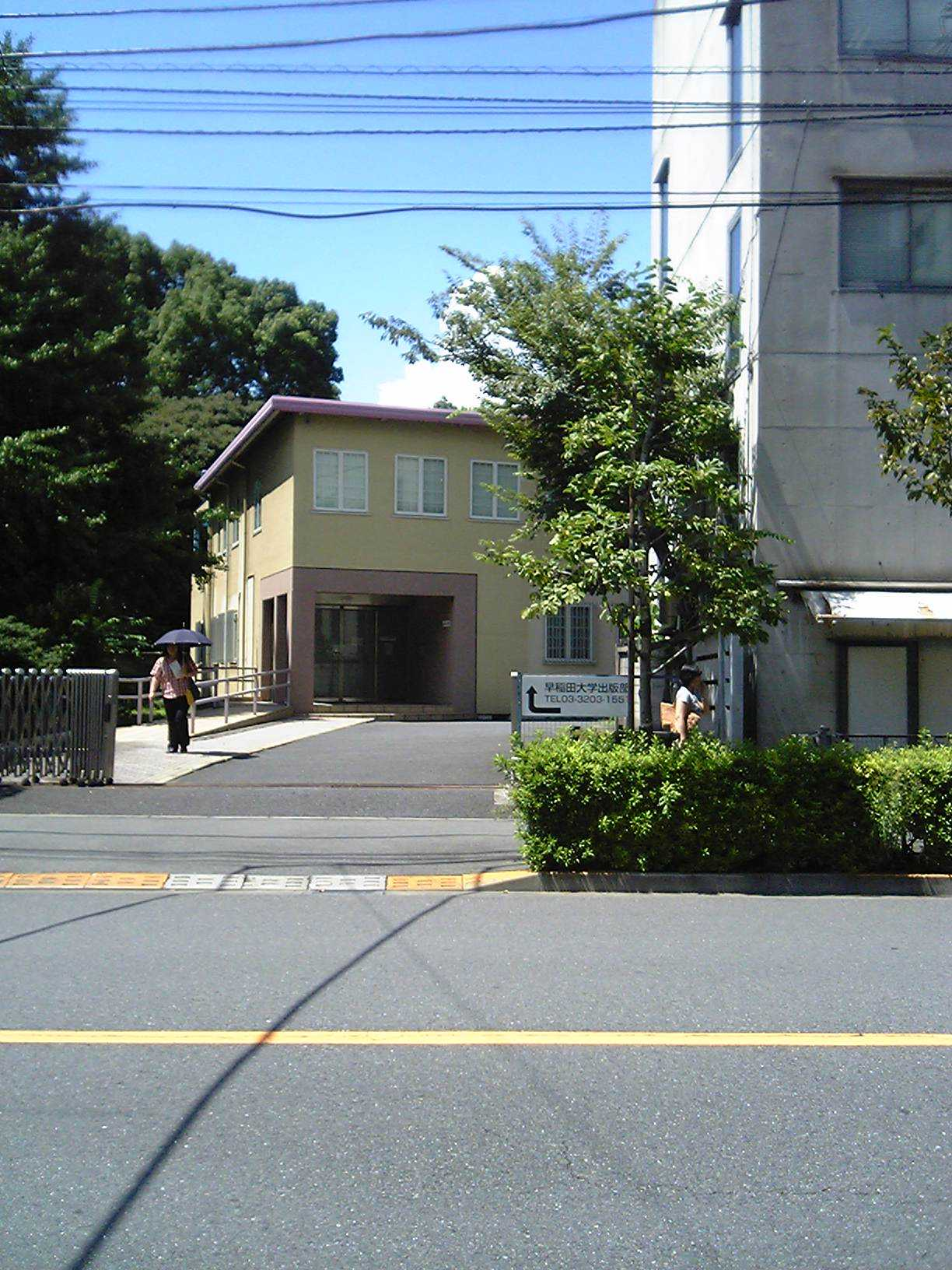
早稲田大学出版部

株式会社早稲田大学出版部（わせだだいがくしゅっぱんぶ）は、学校法人早稲田大学の出版部門で、早稲田大学教員の著書をはじめ、幅広い出版活動を行っている。
1886年（明治19年）に『講義録』を発行し通信教育を開始したことがその起源である。当時の印刷部門は独立し、その後秀英舎と合併、大日本印刷となった。1935年（昭和10年）東京専門学校卒で実業之日本社を創立・社長となった増田義一が初代社長となった。なお、1986年（昭和61年）10月に『早稲田大学出版部100年小史』 (ISBN 4-657-86027-5) が刊行されている。大学出版部協会の設立時から2008年（平成20年）まで会員であったが、現在は所属していない。2009年（平成21年）に刊行を開始した「早稲田大学学術叢書」シリーズを含む年間50点余りの書籍を出版している。また、2011年（平成23年）11月には『早稲田大学ブックレット ＜震災後＞に考える』シリーズの刊行を開始した。

##### その他
- 早稲田大学生活協同組合
- 株式会社早稲田大学事業部[要出典]
- 株式会社キャンパス

### 研究

#### 21世紀COEプログラム
各分野から2002年度に5件、2003年度に4件が採択された。
- 2002年度
化学、材料科学
  - 実践的ナノ化学教育研究拠点

情報、電気、電子
  - プロダクティブICTアカデミアプログラム

人文科学
  - 演劇の総合的研究と演劇学の確立
  - アジア地域文化エンハンシング研究センター

学際、複合、新領域
  - 現代アジア学の創生
- 2003年度
数学、物理学、地球科学
  - 多元要素からなる自己組織系の物理

機械、土木、建築、その他工学
  - 超高齢社会における人とロボット技術の共生

社会科学
  - 開かれた政治経済制度の構築
  - 企業社会の変容と法システムの創造

#### グローバルCOEプログラム
各分野から2007年度に4件、2008年度に3件、2009年度に1件が採択されている。
- 2007年度
化学、材料科学
  - 「実践的化学知」教育研究拠点

情報、電気、電子
  - アンビエントSoC教育研究の国際拠点

人文科学
  - 演劇・映像の国際的教育研究拠点

学際、複合、新領域
  - アジア地域統合のための世界的人材育成拠点
- 2008年度
機械、土木、建築、その他工学
  - グローバルロボットアカデミア

社会科学
  - 制度構築の政治経済学
  - 成熟市民社会型企業法制の創造
- 2009年度
学際、複合、新領域
  - アクティヴ・ライフを創出するスポーツ科学

#### 私立大学学術研究高度化推進事業
2007年度、理工学術院にて新規に2件の事業が採択された。
- 先進理工学研究科 生命理工学専攻
  - システム生命科学による医・理・工学の先端研究、病態解明・診断・治療に向けた医・理・工学の融合研究
- 基幹理工学研究科
  - 数値シミュレーションに関する数理的研究、高信頼超並列ソフトウェア基盤研究、環境志向型材料創製研究、高機能材料デバイスとシステム開発研究

## 学生生活

### サークル活動
早稲田大学では、2014年時点、大学公認のサークル団体は約560ある。また、最低限の届出を済ませているが公認サークルの設立要件を満たしていない未公認サークルや、「早稲田大学のサークル」を自称し活動するサークル（早稲田大学では「無届団体」と名付けている）が多数存在する。
大学の公認を得た団体は、学生会館に部室が与えられる、活動補助金を受け取れる、新歓期に出店を設けるスペースが優先的に割り振られる、サークル名義で大学の各種施設を使用できる、といった待遇を受けられる。会長となる教職員を確保した上で構成員が21人以上、詳細な会計報告を行うといった条件を毎年満たす必要がある。
なお、これら全てを含めた学生による課外活動への参加率は7割以上と高い。
また、数多くあるサークルから目的のサークルを探す手段として、『マイルストーンエクスプレス』といった学生が発行する情報誌が存在する。

#### 主なサークル・学生自治組織
文化団体連合会
マル学同革マル派が実権を握る学生団体連合体。当局の公認団体ではあるが、現在では加盟サークルはほとんどない。
早稲田精神昂揚会
半世紀以上続く早稲田の伝統イベント「本庄〜早稲田100キロハイク」を主催するサークル。埼玉県本庄市から早稲田大学までの約100kmを二日間かけて歩き切るというイベント。学生や卒業生を中心に約1500人の参加がある。毎年5月に行われ、春の早慶野球戦、早稲田祭と並んで「早稲田大学三大行事」に数えられている。大学関係者からは「100ハイ」などと呼ばれる。
早稲田大学政友会
50余年の歴史と100人を超える会員を持つ早稲田大学最大のアカデミックサークルである。政治、経済、ジャーナリズム、国際関係に関する勉強会と年に二度の講演会を中心に活動を行っている。
早稲田大学鵬志会
政友会、雄弁会と並ぶ早稲田三大政治サークルの一つ。政治家のインターンシップを中心に活動を行っている。
早稲田大学雄弁会
早稲田大学の弁論クラブである。内閣総理大臣をはじめ多くの政治家が卒業生に存在する。1884年（明治17年）に前身の同政会が発足し、1902年（明治35年）に早稲田大学雄弁会となった。
早稲田祭運営スタッフ
学園祭である早稲田祭を主催する。正式名称は西暦を含めた「早稲田祭2xxx運営スタッフ」となる。通称「運スタ」。
早稲田大学広告研究会
1913年創立。通称「広研」。早稲田祭運営スタッフ、早稲田大学放送研究会とともに早稲田3大サークルの一角を占める。
早稲田大学放送研究会
通称「放研」。日本の各大学の放送関係のサークルで最古参。同大学の理工学部で戦後期に行われていた「早稲田式ブラウン管」のテレビ開発研究のチームを母体とする。当初は大学入試より難しいといわれた入会試験があった。その後、アナウンサー養成、アマチュア番組制作など活動の幅を広げ、多くのOBが全国各地の放送局やメディアに就職している。早稲田大学アナウンス研究会(WAK)は、同会から分離したサークルであり、多くのアナウンサーを輩出している。
早稲田大学宇宙航空研究会
早稲田大学理工学術院公認サークルであり、日本女子大学からの公認も受けているインターカレッジサークル。鳥人間コンテスト出場を目的として人力飛行機を制作する「鳥人間プロジェクト」、NHK大学ロボコン等のロボット大会出場を目的として各種ロボットを製作する「メカトロプロジェクト」、液体ロケットエンジンの開発やそれらを利用したモデルロケットを制作する「ロケットプロジェクト」、天体観測・天体撮影や宇宙物理学の学習等を行う「天文プロジェクト」の4プロジェクトが存在する。略称の「WASA (Waseda university Aeronautics ＆ Space Association)」での呼称が一般的。
早稲田大学グリークラブ
1907年に創立した男声合唱サークル。通称「ワセグリ」。ボニージャックス等の有名人を多く輩出している。
早稲田大学交響楽団
1913年に創立したオーケストラサークル。通称「ワセオケ」。入学式や卒業式を始めとする早稲田大学の公式行事でも演奏をしている。
早稲田大学英語部 (WESA)
1948年に早稲田大学教育学部英語会として創立した、教育学部英語英文学科公認サークル。英語名はWaseda English Speaking Assosiation (WESA)。ディベート、ディスカッション、スピーチ、レッスンの4つの英語を使った活動を含む全体活動制（全活制）を採用。１つの活動に偏ることなく総合的な英語力の養成を目指す方針で、学内随一の英語サークルとなった。顧問は中尾清秋教授が長く務めた後、松坂ヒロシ教授に引き継がれた。
WESAが主催する早稲田杯争奪全日本学生英語弁論大会 (All Japan Intercollegeate English Oratorical Contest for the WASEDA Trophy) は、50回（2017年現在）の伝統を持つ日本有数の英語弁論大会である。スピーチの水準の高さもさることながら、運営面でも他大学の模範とされる大会として知られる。
早稲田大学モダンジャズ研究会
1960年創立。ジャズをはじめ、音楽界に数多くのプロを輩出し続けているサークル。通称「ダンモ」。タモリもこのサークル出身である。
早大マイルストーン編集会
早大生向け総合情報誌『マイルストーンエクスプレス』（Milestone Express）など5種類の雑誌を出版するサークル。1978年にミニコミ誌を発行するサークルとして発足し、年間計8万部以上を発行する日本最大規模の出版サークルとなっている。
早稲田スポーツ新聞会
学生スポーツ新聞の先駆け的存在である『早稲田スポーツ』を発行するサークル。2014年7月に紙齢500号、創刊55周年を迎えた。マスコミには同会出身者も少なくない。
早稲田大学名所古蹟研究会
50余年の歴史を持つ旅と歴史のサークル。国内旅行専門のサークルである。
早大童話会
1925年創立。現在はいくつかの団体に派生。
SUPER FREE（スーパーフリー）
2003年にスーパーフリー事件を起こしたイベントサークル。2000年（平成12年）に同好会として早稲田大学公認となっていたが、2002年（平成14年）に大学当局の公認を取り消された。現在は消滅している。
早稲田大学新聞会
革マル派団体であったが、1999年に大学から公認を取り消された。現在、早稲田大学とは一切関係のない団体である。

### 学園祭
早稲田大学の学園祭は「早稲田祭」と呼ばれ、通例11月上旬に2日間にわたり実施される。過去に革マル派に乗っ取られた早稲田祭実行委員会などが会計面等で問題を起こしたことにより中断されていたが、2002年（平成14年）より早稲田祭運営スタッフが発足し再開された。これは、かつての早稲田祭実行委員会とは完全に独立した、形式的には単年度ごとに組織される"「早稲田祭2xxx」運営スタッフ"が、早稲田祭復活を求める学生によりに組織されたことを受けてものである。大学当局は学生の主催であり大学の公式行事ではないという立場を（形式的には）とり、大学からの出資などは一切行っていない（授業の休講や、学部・研究科日程に掲載する等の措置はとられる）。したがって、3000万円を超える早稲田祭予算は、早稲田祭運営スタッフの渉外活動や参加団体の参加費などで賄われている。同スタッフの発表によると、2日間で約18万人 が来場し参加団体数は約400団体、企画数は約450企画となる。これは大学の学園祭としては日本で最大の規模（来場者数で18万人以上を発表しているのは4日間開催される慶應義塾大学の三田祭と3日間開催であり地域の祭と同時開催である一橋祭のみ）であり、1日あたりの来場者では最多となる。理工学部の存在する西早稲田キャンパスで行われる「理工展」も「早稲田祭」とは別に同日程で行われる。また、所沢キャンパスで行われる「所沢キャンパス祭」は例年、10月下旬の日曜日に実施される。

### スポーツ
| 早慶戦 |  | 早明戦 |
| 早慶戦 |  | 早明戦 |

- 早慶戦
  - 早慶両校の硬式野球の対抗戦から始まり、レガッタ（「早慶レガッタ」）、ラグビー（11月23日の「勤労感謝の日」に秩父宮ラグビー場で開催）、ウエイトリフティングなど各部で行われている。ウエイトリフティング部は、1957年（昭和32年）の第1回大会からの通算成績が、早大の51勝・慶大の2勝となっている。
- 早明戦
  - ラグビー（毎年12月の第1日曜日に、国立競技場で開催）、サッカー、アメフト、陸上、硬式野球、バスケットボールなど各部で行われている。

### 早稲田ウィークリー
大学が発行する大学広報誌。1966年3月に『早稲田』として創刊、同年9月、『WASEDA WEEKLY』、1973年10月、『早稲田ウィークリー』に改称。2016年4月よりウェブマガジンに移行。教員によるリレーコラム「えび茶ゾーン」、大学付近のグルメ（通称・ワセ飯）を紹介する「私のワセメシ」、笹倉和幸教授考案の「学生応援宣言」、活躍する現役早大生を特集する「ぴーぷる」などのコーナーからなる。

### MyWaseda
学生、教職員、卒業者、校友向けの総合ポータルサイト。各種申請やオンライン授業の受講、成績照会、連絡等を行うことができるサイトとして、『Waseda-net ポータル』が運用されてきたが、2016年2月に『MyWaseda』にリニューアルされた。

### グローバル・リーダーシップ・フェローズ・プログラム
早稲田大学は、国際的に活躍するリーダーを育成する米国留学プログラムとして「グローバル・リーダーシップ・フェローズ・プログラム」を提供しており、趣旨に賛同したデルタ航空より、選抜された学生に航空券が提供されている。デルタ航空が日本の大学の留学プログラムを支援するのはこれが初めてである。

### 学生運動・学生自治組織

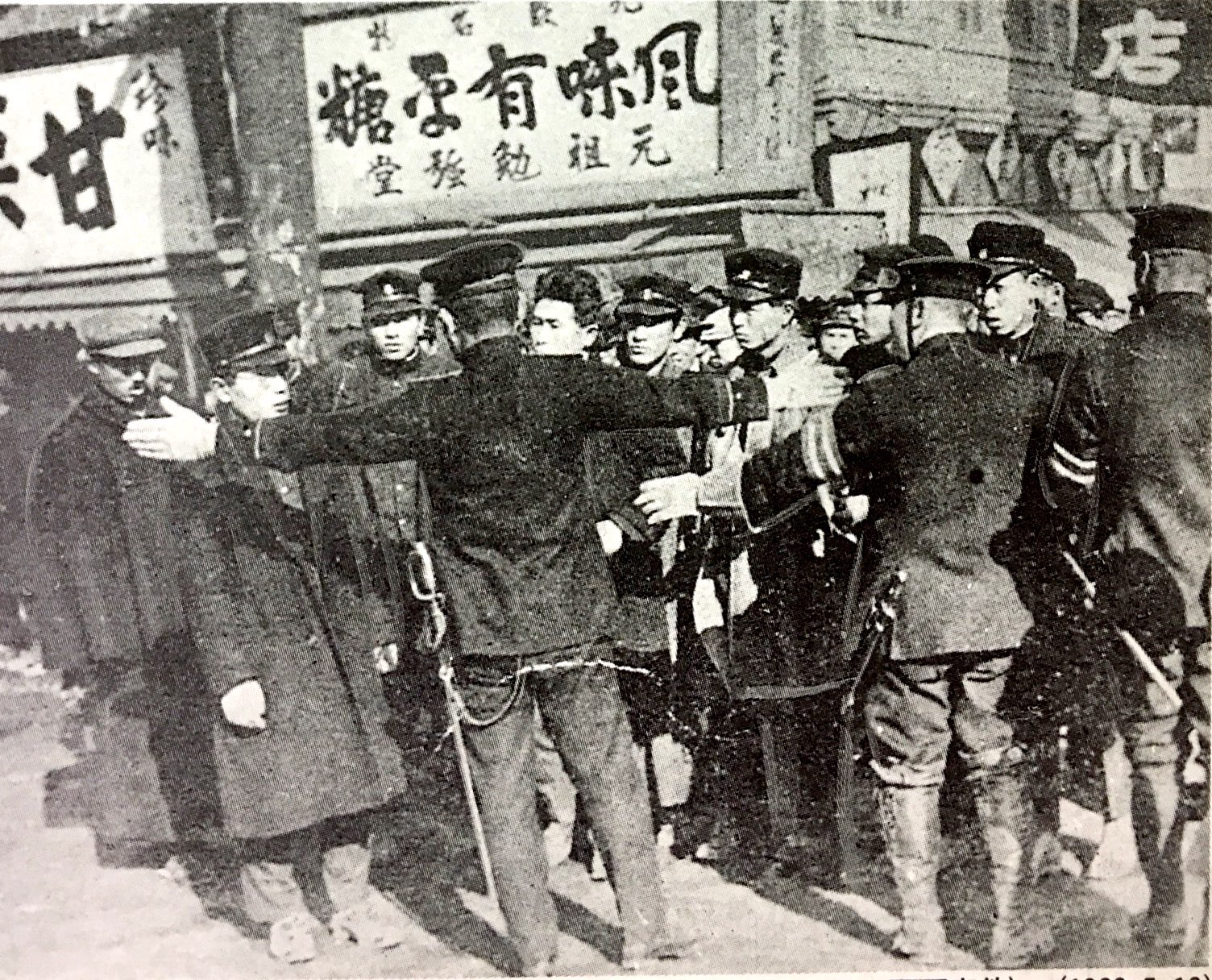
軍事教練に反対し警官とにらみ合う早大生（1923年）

戦前には早大生が中心となって結成した建設者同盟や学内団体である文化同盟が民本主義から社会主義の立場で活動する一方で、雄弁会や運動部を通じて右翼団体との結びつきもあり、潮の会や国策研究会が活動。軍事研究団事件など両者が衝突する事件も起こった。
戦後は1946年1月15日に連合学生委員会が結成され、再建された文化会・体育会とともに大学自治会の公認などを要求。翌1947年4月17日に早稲田大学学生自治会規程が承認され、学生自治を確立した。その後安保闘争の最中に学内の日本共産党細胞が共産党中央を批判して離脱。新左翼セクトの活動が活発になり、学費値上げや学生会館管理・運営をめぐって早大闘争と呼ばれる学生運動が何度か起こった。
- 1965年末第1次早大闘争
- 1960年代後半第2次早大闘争
- 1970年代前半第3次早大闘争

特に第1次闘争が収束しつつある頃から近所に本部を構えていた革マル派と東京社会主義学生会議以来の勢力を誇る社青同解放派の対立が激化。社青同解放派には社学同や中核派などもつき学生間の内ゲバや警官隊への攻撃が頻発した。結果として1972年11月に起きた川口君事件が切っ掛けとなり、革マル派が掌握していた文学部第一部・第二部自治会執行部の公認が取り消し。他学部自治会も相次いで革マル派主導の執行部がリコールされ、自治会再建が成るかに見えた。だが再建執行部内部での内紛などから革マル派が反撃に出、学外の活動家を巻き込んだ闘争は周辺商店や住宅街にまで被害をもたらすことになる。1973年6月4日に大学周辺の5つの商店街が大学当局と話し合いの場を持ち、紛争解決に努力するように申し入れ。特にショーウィンドーの度重なる破壊など被害の著しかった南門商店街は、戸塚警察署に地域の安全を要望する申し入れを行い学生と地域住民との間に大きな溝ができた。加えて早大闘争への反発から日本学生同盟を始めとした民族派の学生組織が生まれ、また原理研究会も勢力を伸ばした。
早大闘争の結果、法学部自治会を除いて自治会や文化団体連合会・早稲田大学新聞会・早稲田祭実行委員会は革マル派の手に落ち、大学当局も他の新左翼セクトや民青の活動を抑えるために革マル派の活動を容認する体制が続いた。しかし奥島孝康総長になって方針を転換、商学部自治会の公認取り消し（1995年）や早稲田祭実行委員会の会計明朗化要求などを打ち出し、学生部長宅盗聴事件を切っ掛けとして早稲田祭の中止（1997年から4年間）に踏み切る。その後早稲田大学新聞会の公認取り消し（1999年）や社会科学部自治会の公認取り消し（2005年）などによって、革マル派の影響力をようやく消し去った。
現在は革マル派の影響力に置かれていなかった法学部にのみ公認の自治組織が存在するが、長く執行部を掌握していた民青が自治会活動を担う活動家の払底からノンセクト系に主導権が移り、加えて法学部当局による自治会費の代理徴収も無くなり2012年には法学部学生会に改称した。

## 大学関係者と組織

### 大学関係者組織
早稲田大学の同窓・親睦会組織である校友会は稲門会（とうもんかい）と呼ばれる。大学を本部として「早稲田大学校友会」が組織され、各界において様々な稲門会・校友会が形成されている。なお、早稲田大学校友会を早稲田大学稲門会と紹介している書籍があるがこれは誤りである。本大学は医学部を持たないが、本学卒業後に医師免許・歯科医師免許・看護師資格を取得した者や医学部出身者で本学に再入学あるいは大学院に入学した者も多数おり、2016年1月31日には本学初となる医師会「稲門医師会」が発足している。
早稲田大学校友会は1885年（明治18年）12月13日に設立された。正会員は早稲田大学卒業生・教職員校友・推薦校友で、準会員は早稲田大学各学部在籍者である。早稲田大学の卒業生は「校友」と呼ばれ、卒業と同時に自動的に校友会の正会員となる。会員数は約50万人。
- 登録稲門会（1308団体、2015年3月時点）
  - 地域稲門会（400団体）：都道府県別や主な市区町村別（例：北海道稲門会、新宿稲門会）
  - 海外稲門会（68団体）：海外にも稲門会がある。（例：台北稲門会、ロサンゼルス稲門会、リマ稲門会）
  - 職域稲門会（302団体）：企業別、業種別（例：東証稲門会、特許庁稲門会、国会稲門会、情報産業経営者稲門会、ファイナンシャル稲門会）
  - 年次稲門会（275団体）：入学・卒業年次別（例：19○○年次稲門会）
  - ゼミ稲門会（55団体）：ゼミナール別
  - 体育各部稲門会（42団体）：体育会別（例：稲門体操会、稲泳会）
  - サークル稲門会（48団体）：サークル別（例：早稲田大学スポーツ新聞会OB会、早稲田大学モダンジャズ研究会OB会稲門会）
  - 有志稲門会（75団体）

上記以外にも、サークル、大学院研究科、大学学部、ゼミごとなど、早稲田大学校友会に登録していない独自の同窓会組織も多い。また、出身地域別の現役学生親睦組織として全国早稲田学生会連盟（全早連）の下に各都道府県別の稲門会がある。

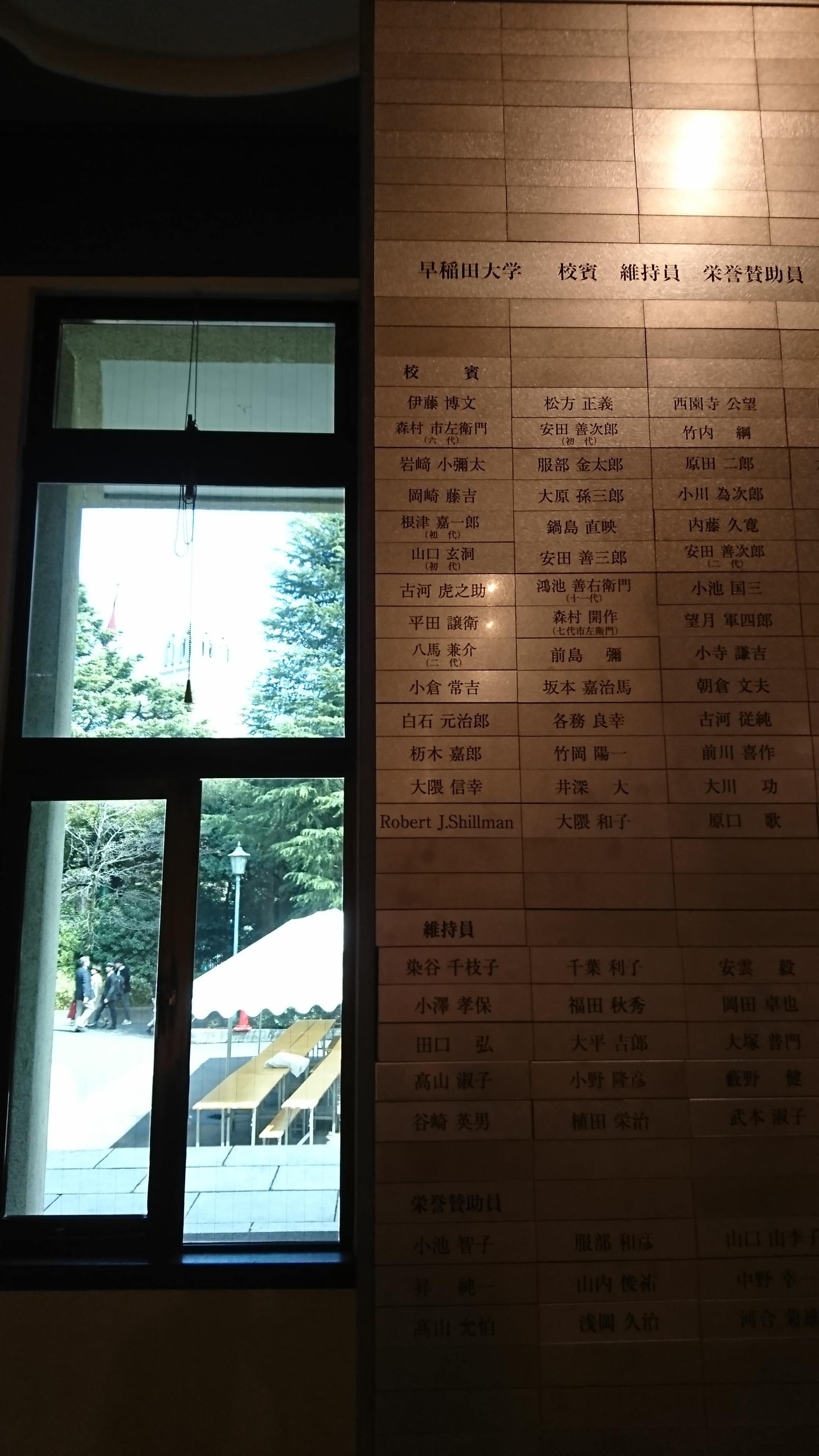
早稲田大学2号館銘板

### 大学関係者一覧

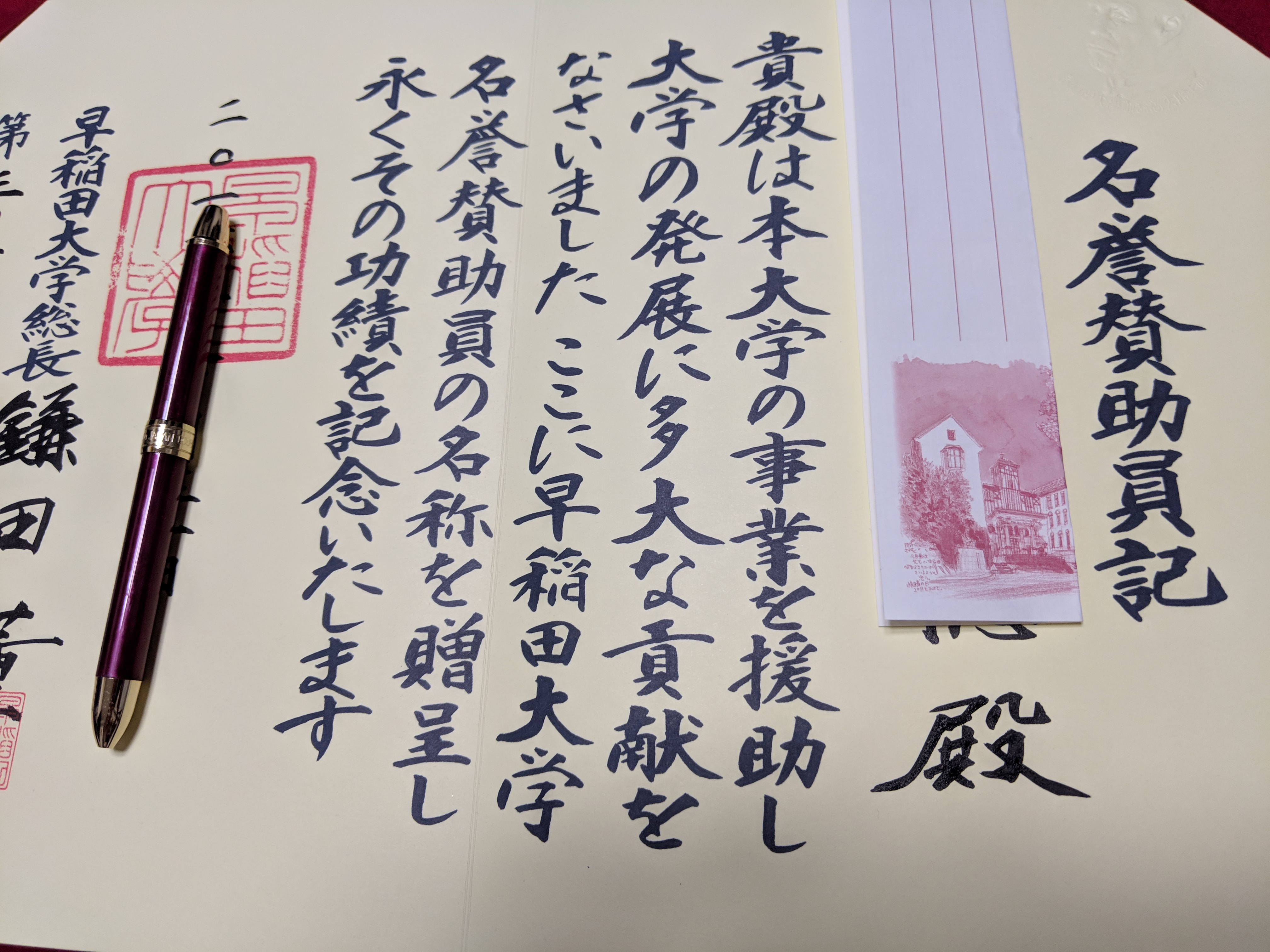
早稲田大学名誉賛助員記

### 早稲田大学校賓
- 校賓とは、大学の発展に多大な貢献をした者に贈られる早稲田大学の名誉称号である。1908年（明治41年）11月に、早稲田大学創設期の財政難に対して積極的に支援をした伊藤博文、安田善次郎、鍋島直大等が同校最初の校賓となった。『早稲田大学校賓録』には最初期の校賓として財政界の75名が掲載されている。
- 主な校賓には、伊藤博文、松方正義、安田善次郎、前島密、渋沢栄一、鍋島直大、鍋島直映、岩崎久弥、大倉喜八郎、森村市左衛門、竹内綱、田中光顕、久原房之助、浅野総一郎、竹内明太郎、根津嘉一郎、各務幸一郎、住友吉左衛門、鴻池善右衛門、安川敬一郎、原田次郎、西園寺公望、三井高保、原富太郎、横山大観、新井章治、朝倉文夫、堤康次郎、大隈信幸、清水正博、大川功、井深大、王貞治等がいる。他にも、高橋是清や青山胤通、清水満之助（名誉賛助員）、八木與三郎（八木商店創業者）等が大学に多額の寄付をしている[148]。
- 校賓の他、大学への支援者に対し金額に応じて維持員、栄誉賛助員、光輝賛助員、名誉賛助員などの名誉称号を贈っている。

### 早稲田大学学徒錬成部
早稲田大学は、日中戦争中の1940年（昭和15年）秋、他の大学に率先して、田中穂積総長自ら部長となり、久留米道場を中心に「早稲田大学学徒錬成部」を設置した。東伏見、戸塚、戸山、甘泉園にも道場を設けていた。戦後、早稲田大学久留米道場の建物は解体され、第一高等学校に移管した。1943年（昭和18年）9月上野恩賜公園の西郷隆盛像の前で早稲田大学の学生による出陣壮行会が行われた。10月21日、東京の明治神宮外苑競技場と台湾台北で文部省学校報国団本部の主催による出陣学徒壮行会が開かれた（東京と台北同時開催）。東京では、東京帝国大学の江橋慎四郎が答辞を読み上げた。江橋は後に、早稲田大学教授に就任した原田宗彦と『レクレーション・ハンドブック』（国土社 1990年12月）で共同研究を行っている。

### 早稲田大学配属将校
早稲田大学戸山キャンパスや戸山公園、早稲田大学西早稲田キャンパス、学習院女子大学など早稲田の戸山周辺一帯は、陸軍戸山学校や陸軍軍医学校、陸軍射撃場、陸軍技術本部、東京陸軍第一病院などの跡地で、戦前は陸軍施設に囲まれていた。
早稲田大学の学科教練配属将校に、宮地久衛（大佐）、石井虎雄（少将）、藤井洋治（中将）、堀井富太郎（中将）、本郷義夫（中将）等がいる。

### 学生会館
戸山キャンパスに所在し、東棟に公認サークル・部活等が入居するほか、学生生活課、奨学課、キャリアセンター、直営寮を運営するレジデンスセンター等、学生生活全般の大学事務がある。セブン-イレブンが入居している。

### 寮
大学直営寮として、中野国際コミュニティプラザにある「国際学生寮WISH」、東伏見キャンパス至近に位置し、体育会系の学生が多く入居する「東伏見学生寮」、大学図書館設置に尽力した市島謙吉の縁戚で市島宗家の市嶋信が大学に寄贈した「市嶋記念千駄木学生寮」の3つがあるほか、大学が共立メンテナンスに運営を委託している「早稲田大学国際学生寮」、「早稲田大学推薦学生寮」、大学関連会社運営の女子学生寮「エスポワール目白」が用意されている。2015年には大学至近大隈通り沿いに建設された本学関連会社なども入居する「大隈スクエアビル」に早大女子学生専用 「市嶋記念早稲田ドミトリー」が完成した。このほか、和敬塾が早稲田キャンパスに近いことから伝統的に多数の学生が入居しており、本学出身の作家村上春樹の小説『ノルウェイの森』に登場する寮のモデルとなっている。

### 早稲田大学大隈塾
エクステンションセンターが主宰する公開講座の一つで、塾頭田原総一朗、高野孟ら各界の第一線で活躍する人物が講師となり、次世代のリーダーを育成することを目的に設置されている。募集対象は社会人が優先されているが1、2年生を中心とした学生向けの講座も用意されている。

## 附属、系列校

### 附属学校
早稲田大学には、学校法人早稲田大学が設置する以下の附属学校が存在している。学内での地位は学部と同様の扱いとなっている。このほかに附属学校ではないが、系列となっている学校が存在している。これらは別学校法人による設置であり、早稲田大学の中で扱いが異なっている。
- 専修学校
  - 早稲田大学芸術学校
  - 早稲田大学川口芸術学校（2015年3月閉校）
- 高等学校
  - 早稲田大学高等学院
  - 早稲田大学本庄高等学院
- 中学校
  - 早稲田大学高等学院中学部

### 系列校
早稲田大学には別学校法人が設置する「系属校」が存在している。別法人のため附属校とは異なるが、早稲田大学への推薦入学枠を持っている。
- 学校法人早稲田実業学校
  - 早稲田実業学校初等部・中等部・高等部
- 学校法人早稲田高等学校
  - 早稲田中学校・高等学校
- 学校法人渋谷教育学園
  - 早稲田渋谷シンガポール校
- 学校法人早稲田大阪学園[151]
  - 早稲田摂陵高等学校[152][153]
- 学校法人大隈記念早稲田佐賀学園
  - 早稲田佐賀中学校・高等学校[153][154][155]

## 対外関係

### アジア
- 北京オフィス
  - 北京市海淀区中関村北大街151号 100080 燕园大厦702室
- 上海オフィス
  - 上海市閔行区呉中路1686号W広場B棟207室 201103
- 南京 連絡オフィス（廃止）
- 台湾オフィス
  - 中華民国台北市松山区南京東路二段123號 新光人壽大樓 5F 104
- シンガポールオフィス
  - 57 West coast Road, Singapore 127366
- 早稲田大学バイオサイエンスシンガポール研究所
  - 11 Biopolis Way,#05-02 Helios, Singapore 138667
- 早稲田大学・オリンパス バイオサイエンス研究所（2009年閉鎖）
  - オリンパスと共同で設置。
- バンコク事務所/早稲田エデュケーション
  - 1 Empire Tower, 5th Floor, Room 501, South Sathorn Road, Yannawa Sub-district, Sathorn District, Bangkok 10120 Thailand
  - サハグループと共同でバンコクに設置した日本語教育拠点。

#### ヨーロッパ
- ブリュッセルオフィス
  - Université libre de Bruxelles

Av. A. Depage, 1, 1050, Brussels, Belgium
- ヨーロッパセンター
  - Poppelsdorfer Allee 110, 53115 Bonn, Germany
- パリオフィス
  - Sciences Po

27 rue Saint-Guillaume 75337 Paris cedex 07 – France

#### アメリカ合衆国
- サンフランシスコオフィス
  - 44 Montgomery Street, Suite 2440, San Francisco, CA 94104
- ニューヨークオフィス
  - c/o Sumitomo Real Estate Sales (N.Y.) Inc.

800 Second Avenue, Suite 300, New York, NY 10017
- オレゴンオフィス（2012年閉鎖）

### 地方自治体との協定
早稲田大学社会連携推進室によると、以下の地方自治体と協定を締結している。
- 岐阜県 - 研究開発協定（2001年）
- 山口県宇部市 - 「宇部市と早稲田大学との協働連携に関する基本協定」（2002年）
- 東京都墨田区 - 「産学官連携に関する協定」（2003年締結）
  - 文化の育成・発展、人材育成、まちづくり、学術、環境問題等、幅広い分野での包括的な協定。「すみだ産学連携プラザ」内に「早稲田大学すみだサテライトラボ」が設置されている。
- 東京都杉並区 - 産学官連携に関する協定（2003年）
- 埼玉県川口市 - 産学官連携に関する協定（2003年）
- 東京都台東区 - 産学官連携に関する協定（2004年）
- 東京都新宿区 - 「早稲田大学と新宿区との協働連携に関する基本協定」（2003年）、図書館協定（2008年）、「帰宅困難者一時滞在施設の提供に関する協定」（2012年）
  - 西早稲田、馬場下町、早稲田鶴巻町、喜久井町、弁天町など早稲田通り、夏目坂通りが通っている早稲田、神楽坂一帯を牛込地区と呼んでいた。
  - 高田馬場流鏑馬が大学と所縁のある穴八幡宮神事として毎年体育の日に戸山公園で行われている。流鏑馬開催当日は早稲田中学・高校の正門・中庭で早稲田駅前商店会主催の「ミニSL流鏑馬青空特価市」が行われている。（cf.早稲田大学周辺商店連合会）
  - 東京富士大学短期大学部（早稲田大学出身の高田勇道創設）や新宿日本語学校（学校法人江副学園[注釈 19]）が高田馬場にある。
  - 歌舞伎町は、石川栄耀理工学部教授によって命名された。
  - 地域通貨「アトム通貨」発行・普及に協力している。
- 茨城県牛久市 - 「早稲田大学と牛久市との協働連携に関する基本協定」（2004年）
- 埼玉県所沢市 - 「官学連携に関する基本協定」（2004年）、「連携協力に関するパートナーシップ協定」（2016年）
  - 所沢市議会の議会改革のため、政策立案能力向上に関する協力が行われている[156]。
- 中国蘇州市 - 包括協定（2004年）
- 静岡県 - 事業連携に関する協定（2004年）
- 埼玉県本庄市 - 「早稲田大学と本庄市との協働連携に関する基本協定」（2005年）
- 佐賀県 - 協働連携に関する基本協定（2006年）
- 美濃加茂市 - 文化交流協定（2007年）
  - 坪内逍遙大賞を共催している。
- 奈良県 - 協働連携に関する基本協定（2008年）

この他、熱海市観光協会連合会と観光などの産業振興支援協力で協定を結ぶ などしている。

### 他大学との協定

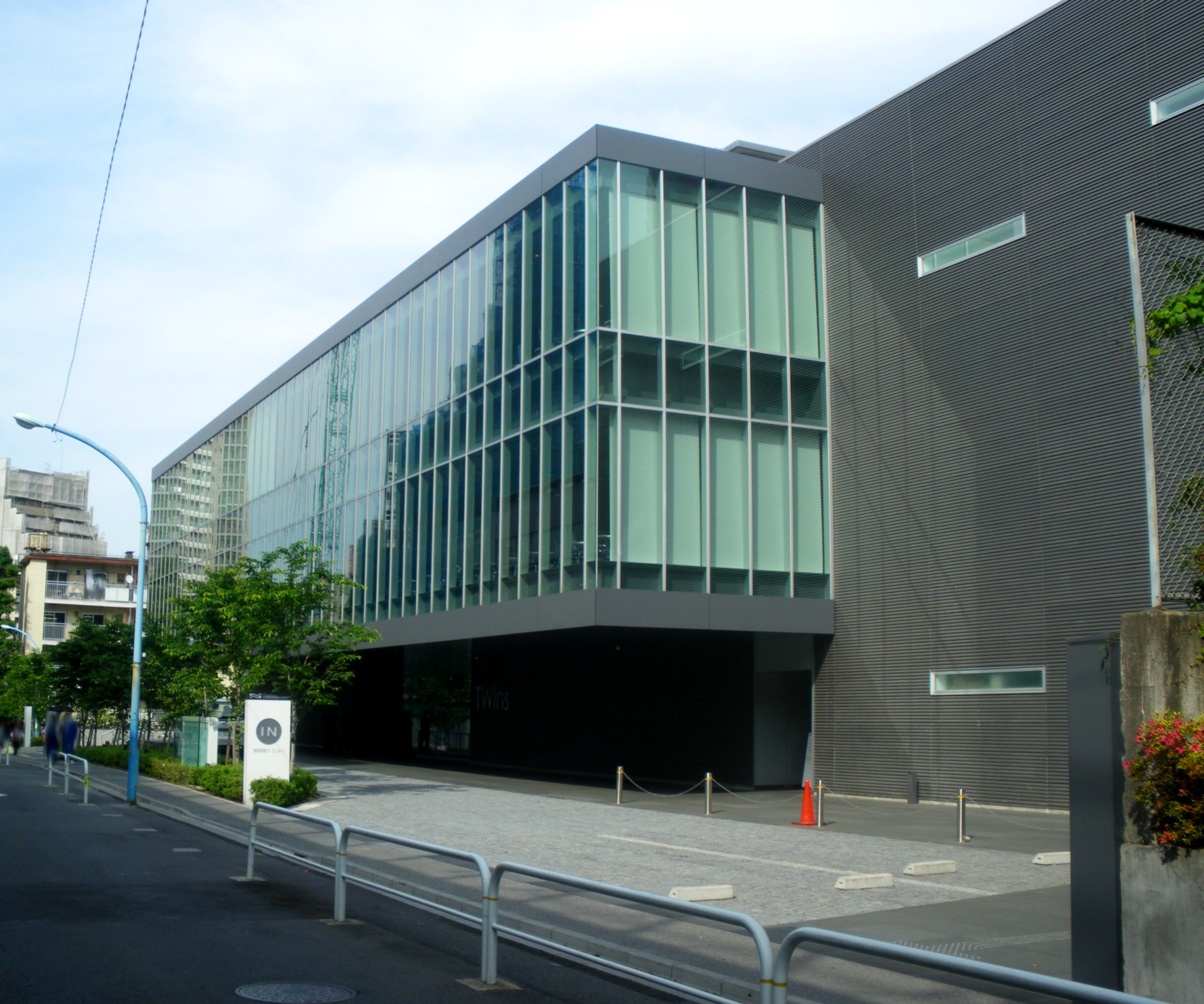
東京女子医科大学・早稲田大学連携先端生命医科学研究教育施設

卒業単位の一部を他の教育機関で取得することができる。利用可能な他の教育機関としては、F-Campus（5大学単位互換制度：他に学習院大学、学習院女子大学、日本女子大学、立教大学が加盟）、武蔵野美術大学、東京家政大学、東京女子医科大学、国立中山大学、京都地域48大学・短期大学（大学コンソーシアム京都）などがある。また同志社大学への国内留学プログラム、100を超える海外協力大学への1年間の海外留学プログラムなどがある。さらに慶應義塾大学、一橋大学、同志社大学および関西大学とは、図書館の相互利用協定を結んでいる。
2008年（平成20年）には、関西大学との間で学術交流協定を締結し、アメリカンフットボール部の交流試合（奇数年度は早稲田大学で、偶数年度は関西大学で開催）や、双方の大学のオープンキャンパスにて、互いの大学がブースを設けての相互参加を、毎年行っている。
2010年（平成22年）には、大学院・先進理工学研究科に、日本初となる他大学との共同専攻（共同先端生命医科学専攻（東京女子医科大学）、共同先進健康科学専攻（東京農工大学）、共同原子力専攻（東京都市大学））が設置された。また、国際教養大学、国際基督教大学、立命館アジア太平洋大学の3大学との間でも、連携協定が締結された。
2011年（平成23年）には、先端科学・健康医療融合研究機構が、神戸大学の医学部と大学院医学研究科との間で、先端医療の研究活動で協力する連携協定を締結した。
他に学術院単位として政治経済学術院の経済学研究科と慶應義塾大学大学院経済学研究科、東京工業大学大学院社会理工学研究科との提携があり、両研究科の講義を履修し修了単位とすることができる。
- Universitas 21
- 環太平洋大学協会
- 東京12大学広報連絡協議会
- 大学情報サミット
2005年（平成17年）に発足させた情報機関協定。他の加盟校は、五十音順に慶應義塾大学、中央大学、法政大学、明治大学、立教大学。
- 全国私立大学FD連携フォーラム
2008年（平成20年）に発足させたFDに関する日本で初の私立大学連携協定。発足当初からの連携校は関西大学、関西学院大学、慶應義塾大学、中央大学、同志社大学、法政大学、明治大学、立命館大学、立教大学。
- 北九州学術研究都市連携大学院
早稲田大学、九州工業大学、北九州市立大学が参加する連携大学院、北九州学術研究都市で行われている取組み。平成20年度文部科学省『戦略的大学連携支援事業』に選定され、国の支援を受けて実施されている。北九州学術研究都市では、早稲田大学、九州工業大学、北九州市立大学、英国クランフィールド大学、産業医科大学、九州歯科大学、理化学研究所脳科学総合研究センター、安川電機などが連携している[158][159][160][161]。九州最大の工業地帯である北九州工業地帯に位置する。

この他、早稲田大学は84か国の477大学と大学間協定を結んでいる他、40か国の大学・機関と381の箇所間協定を締結しており、人材や研究の交流を推進している。

## 社会との関わり

### 産学連携と大学発ベンチャー企業
大学での研究をシーズとして起業された会社が複数あり、「早稲田大学発ベンチャー」として認定している。インキュベーション推進室などを設けて支援し、学外のベンチャーキャピタルと連携したファンドを立ち上げている。

### 次世代電動バスの開発
早稲田大学は理工学術院教授紙屋雄史が中心となり、東芝などとともにワイヤレス充電が可能となる次世代型電動バス「WEB-3 Advanced（Waseda Electric Bus-3 Advanced）」を開発。2016年2月1日より東京国際空港周辺や川崎市川崎区の「殿町国際戦略拠点 キングスカイフロント地区」において全日本航空（スターアライアンス所属）や川崎市の協力のもと、公道実証試験を開始した。

### ネガワット取引市場創設への取組み
早稲田大学は、アドソル日進、日本電気、オムロン、京セラ、住友電気工業、ダイキン工業、東光高岳、東芝、パナソニック、日立製作所、富士通、富士電機、三菱電機、明電舎など約40社と共同で、政府が2017年までの設立を目指す家庭で発電した電気を売買する「ネガワット取引市場」創設に向けて2016年1月、「エネルギー・リソース・アグリゲーション・ビジネス・フォーラム（ERABF）」を設立した。

### SAPユニバーシティ・アライアンスへの加盟
早稲田大学はグローバル人材育成の一環として、2019年12月に欧州のソフトウェア大手SAPの教育支援プログラム「SAPユニバーシティ・アライアンス」に加盟した。これにより学生らはSAPの製品やクラウドサービスを学習に利用できるようになる。

### 事件
- 早稲田騒動（1917年）
- 早稲田大学軍事研究団事件（1923年）
- 早稲田大学山岳部針ノ木岳遭難事故（1927年）
- 早稲田大学事件（1950年）
- 早稲田大学ロバート・ケネディ対話妨害事件（1962年）
- 早稲田大学高等学院生殺人事件（1979年）
- 早稲田大学商学部入試問題漏洩事件（1980年）
- 商学部教授のロンドン大学博士号詐称（1981年）[169]
- 早稲田大学学生部長宅盗聴事件（1997年）
- ペルー早稲田大学探検部員殺害事件（1997年）
- 早稲田大学江沢民講演会名簿提出事件（1998年-）
- 早稲田大学広末涼子入学騒動（1998年）
- スーパーフリー事件（2003年） - 公認サークル内での組織的な輪姦事件

2003年に発覚した、早稲田大学の元公認サークル「スーパーフリー」内に於いて行われていた、組織的な輪姦事件。早大生だけでなく慶大、学習院大、日大、東大、法大、産能大といった大学の学生ら合わせて14人が準強姦罪で実刑判決を受けた。重大な社会的波紋を呼び、2004年の刑法典における旧178条の2（集団強姦罪・集団強姦致死傷罪）規定の創設につながった。
- 理工学部教授研究資金不正流用（2006年）
- 早稲田大学人間科学学術院教授文献盗用問題（2012年）
- 中国人留学生論文盗用事件（2013年） ‐ 博士号取り消し

2010年9月15日に博士号を授与された大学院公共経営研究科留学生の論文に少なくとも64カ所に不適切な引用があり、うち12カ所の自身の見解とされる部分が他者の文献からの無断盗用であることが判明、学位規則の「不正の方法により学位の授与を受けた事実」にあたるとして2013年10月に博士学位が取り消された。当該留学生は不服申立書において指導教員らの怠慢を指摘するなどしたが、同年12月学位記を返還した。
- 商学学術院准教授論文盗用事件（2014年）

学内の研究機関誌に掲載された2本の論文において、他人が執筆した未発表の原稿の7～8割を故意に引用していたとして大学は2014年11月商学学術院蛭田啓准教授を解任した。
- 早稲田大学博士論文不正問題（2015年）

2015年11月、早稲田大学は記者会見を開き、刺激惹起性多能性獲得細胞論文関連で調査した2006年以降の博士論文2,789本について、うち89本に引用の仕方などに不備が見つかったことを明らかにした。
- 商学学術院准教授論文盗用事件（2015年）
- 渡部直己教授による学生へのセクハラ問題（2018年）

### 芸術・文化活動
- 早稲田文学
- 文芸協会（ヨーロッパ流の近代的な演劇を目指す起点となる）
- 早稲田文学新人賞
- 石橋湛山記念早稲田ジャーナリズム大賞
- 早稲田大学坪内逍遙大賞
- 早稲田松竹
- 早稲田小劇場
- 早稲田銅鑼魔館

### 施設名の由来となった人物・企業
早大内部施設
- 會津八一 - 歌人・書家。名前を冠した「會津八一記念博物館」がある。
- 安部磯雄 - 早稲田大学野球部創設者。東伏見キャンパスに安部磯雄記念野球場（通称・安部球場）と安部寮がある。
- 李健煕 - サムスン電子会長。政治経済学術院（3号館）に名前に冠された「李健熙記念図書室」がある。
- 井深大 - ソニー創業者。中央図書館に付属して、名前に冠された「井深大記念ホール」がある。
- 大隈重信 - ハーバード大学のケネディスクールに倣い、2003年早稲田大学大隈記念大学院公共経営研究科を開設（2013年閉鎖）。現在は、早稲田大学大学院政治学研究科公共経営専攻専門職学位課程に再編されている。
- 岡田卓也 - イオン名誉会長。11号館に業績を讃えて名前を冠した「岡田卓也記念アトリウム」がある。
- 小野梓 - 本学開校を実質的に主導。名前を冠した「小野記念講堂」がある。
- 大和証券 - 11号館に名前を冠した「大和証券グループ記念エントランスホール」がある。大和証券は、1943年に藤本証券と日本信託銀行が合併して設立。
- 高田早苗 - 政治家・政治学者、本学総長。名前を冠した「高田早苗記念研究図書館」がある。
- 頂新国際グループ - 台湾の食品メーカー。14号館に名前を冠した「頂新国際グループ記念学生読書室」がある。
- 坪内逍遥 - 近代日本文学に影響を与えた小説家・劇作家。名前を冠した「坪内博士記念演劇博物館」がある。
- 平山郁夫 - 日本画家。名前が冠された「平山郁夫記念ボランティアセンター」がある。
- ハワード・ハギヤ（萩谷博） - 大学のグローバル・リーダー養成ファンド等を支援。3号館に「ハワード・ハギヤ記念国際交流学生ラウンジ」がある。

- 村上春樹 - 小説家。坪内博士記念演劇博物館の横に早稲田大学国際文学館（村上春樹ライブラリー）がある[176]。

### 部活動
- 早稲田大学野球部
- 早稲田大学ア式蹴球部
- 早稲田大学ア式蹴球部女子
- 早稲田大学ラグビー蹴球部
- 早稲田大学ビッグベアーズ
- 早稲田大学競走部
- 早稲田大学男子ハンドボール部

早大野球部。1916年

- 早稲田大学庭球部 - 全日本大学対抗テニス王座決定試合において、男子は全国大学最多となる計25回、女子は園田学園女子大学に次いで史上第2位となる計14回の優勝を誇る強豪である。
- 早稲田大学合気道部 - 本クラブが発祥。乱取稽古を行う珍しい流派。[要出典]

### 地名・駅名
- 早稲田
- 早大通り
- 早稲田駅
- 早稲田停留場
- 西早稲田駅
- 早稲田の杜
- 本庄早稲田駅
- 都営バス早稲田営業所

### 早稲田大学を舞台とする作品
- 人生劇場
- けんかえれじい
- 青春の門 - 五木寛之の小説、及び映画。
- 早稲田大学 (映画)
- 日本一のホラ吹き男
- 桃尻娘
- ノルウェイの森 - 村上春樹の小説、及び映画。「東京の私立大学」のモデルが早大。
- 男はつらいよ第40作「男はつらいよ 寅次郎サラダ記念日」　- 文学部設定だが戸山キャンパスでなく本キャンが使用されている。
- 就職戦線異状なし
- 学生島耕作
- ハナミズキ (映画)
- 僕って何 - 三田誠広の小説。
- りんご物語 - 田渕由美子の漫画。
- ワセダ三畳青春期 - 高野秀行の小説。

### その他
- 人生125歳説 - 大隈講堂の高さ（125尺）や併設されているカフェの名前 (「Uni.Shop & Cafe 125」)、中長期計画「Waseda Next 125」など125に因んだ名称が数多く存在する。
- 早稲田大学清韓協会
- 早稲田おけさ
- 中華民国獅子像 - 台湾校友会から早稲田大学創立百周年を記念して寄贈された。
- 孔子像 - 2008年6月、中華人民共和国から日本の大学に初めて孔子像を寄贈された。
- 柳井正 - ユニクロなどを展開するファーストリテイリング創業者。寄付講座である「柳井正イニシアティブ」が開講されているのを始め、本学に寄付を行っている[177][178]。
- 北昤吉 - 多摩美術大学創設
- リーガロイヤルホテル - リーガロイヤルホテル東京を敷地内に併設。
- 高田牧舎 - 主に教職員が利用するレストラン。
- 森の風（レストラン） - 早稲田大学26号館大隈記念タワー15階のレストラン。
- 甘泉園公園 - 一時、早稲田大学が所有していた。
- 水稲荷神社 - かつて早稲田大学の旧地。本学拡張工事の際に富士塚「高田富士」を移築。大隈重信が日々参詣していた。
- 早稲田寶泉寺 - かつて早稲田大学の敷地の大部分が寺領であった。水稲荷神社の別当。
- COREDO日本橋 - 日本橋キャンパスを設置。
- 北九州学術研究都市 - 北九州キャンパスを設置。
- 横須賀リサーチパーク - 国際情報通信研究科が研究拠点を設置。
- 早稲田大学那須パルサー観測所 - 栃木県那須塩原市にある。
- 早稲田奉仕園 - 大隈重信が依頼して宣教師ベニンホフによって創設され、早稲田大学の国際化の一翼を担う。また、戦時中には山本忠興の働きにより、理工学部石油工学科が置かれた[32]。
- 和敬塾

## 企業からの評価

### 人事担当者からの評価
2021年日本経済新聞社と日経HRが実施した、「企業の人事担当者からみたイメージ調査」（全上場企業と一部有力未上場企業4,850社の人事担当者を対象に、2019年4月から2021年3月までの間に採用した学生から見た大学のイメージなどを聞いた調査）において、同大学は、「全国総合」で788大学中、第9位にランキングされた。

### 出世力
ダイヤモンド社の2006年年9月23日発行のビジネス誌「週刊ダイヤモンド」94巻36号（通巻4147号）「出世できる大学」と題された特集の出世力ランキング（日本の全上場企業3,800社余の代表取締役を全調査）で、同大学は、2006年時点で存在する744大学 中第10位 にランキングされた。